# 1968
Portal Geschichte | Portal Biografien | Aktuelle Ereignisse | Jahreskalender | Tagesartikel

◄ |
19. Jahrhundert |
20. Jahrhundert
| 21. Jahrhundert

◄ |
1930er |
1940er |
1950er |
1960er
| 1970er | 1980er | 1990er | ►

◄◄ |
◄ |
1964 |
1965 |
1966 |
1967 |
1968
| 1969 | 1970 | 1971 | 1972 | ► | ►►
Staatsoberhäupter · Wahlen · Nekrolog   · Musikjahr · Filmjahr · Rundfunkjahr · Sportjahr
| Januar | Januar | Januar | Januar | Januar | Januar | Januar | Januar |
| Kw     | Mo     | Di     | Mi     | Do     | Fr     | Sa     | So     |
| ------ | ------ | ------ | ------ | ------ | ------ | ------ | ------ |
| 1      | 1      | 2      | 3      | 4      | 5      | 6      | 7      |
| 2      | 8      | 9      | 10     | 11     | 12     | 13     | 14     |
| 3      | 15     | 16     | 17     | 18     | 19     | 20     | 21     |
| 4      | 22     | 23     | 24     | 25     | 26     | 27     | 28     |
| 5      | 29     | 30     | 31     |        |        |        |        |

| Februar | Februar | Februar | Februar | Februar | Februar | Februar | Februar |
| Kw      | Mo      | Di      | Mi      | Do      | Fr      | Sa      | So      |
| ------- | ------- | ------- | ------- | ------- | ------- | ------- | ------- |
| 5       |         |         |         | 1       | 2       | 3       | 4       |
| 6       | 5       | 6       | 7       | 8       | 9       | 10      | 11      |
| 7       | 12      | 13      | 14      | 15      | 16      | 17      | 18      |
| 8       | 19      | 20      | 21      | 22      | 23      | 24      | 25      |
| 9       | 26      | 27      | 28      | 29      |         |         |         |

| März | März | März | März | März | März | März | März |
| Kw   | Mo   | Di   | Mi   | Do   | Fr   | Sa   | So   |
| ---- | ---- | ---- | ---- | ---- | ---- | ---- | ---- |
| 9    |      |      |      |      | 1    | 2    | 3    |
| 10   | 4    | 5    | 6    | 7    | 8    | 9    | 10   |
| 11   | 11   | 12   | 13   | 14   | 15   | 16   | 17   |
| 12   | 18   | 19   | 20   | 21   | 22   | 23   | 24   |
| 13   | 25   | 26   | 27   | 28   | 29   | 30   | 31   |

| April | April | April | April | April | April | April | April |
| Kw    | Mo    | Di    | Mi    | Do    | Fr    | Sa    | So    |
| ----- | ----- | ----- | ----- | ----- | ----- | ----- | ----- |
| 14    | 1     | 2     | 3     | 4     | 5     | 6     | 7     |
| 15    | 8     | 9     | 10    | 11    | 12    | 13    | 14    |
| 16    | 15    | 16    | 17    | 18    | 19    | 20    | 21    |
| 17    | 22    | 23    | 24    | 25    | 26    | 27    | 28    |
| 18    | 29    | 30    |       |       |       |       |       |

| Mai | Mai | Mai | Mai | Mai | Mai | Mai | Mai |
| Kw  | Mo  | Di  | Mi  | Do  | Fr  | Sa  | So  |
| --- | --- | --- | --- | --- | --- | --- | --- |
| 18  |     |     | 1   | 2   | 3   | 4   | 5   |
| 19  | 6   | 7   | 8   | 9   | 10  | 11  | 12  |
| 20  | 13  | 14  | 15  | 16  | 17  | 18  | 19  |
| 21  | 20  | 21  | 22  | 23  | 24  | 25  | 26  |
| 22  | 27  | 28  | 29  | 30  | 31  |     |     |

| Juni | Juni | Juni | Juni | Juni | Juni | Juni | Juni |
| Kw   | Mo   | Di   | Mi   | Do   | Fr   | Sa   | So   |
| ---- | ---- | ---- | ---- | ---- | ---- | ---- | ---- |
| 22   |      |      |      |      |      | 1    | 2    |
| 23   | 3    | 4    | 5    | 6    | 7    | 8    | 9    |
| 24   | 10   | 11   | 12   | 13   | 14   | 15   | 16   |
| 25   | 17   | 18   | 19   | 20   | 21   | 22   | 23   |
| 26   | 24   | 25   | 26   | 27   | 28   | 29   | 30   |

| Juli | Juli | Juli | Juli | Juli | Juli | Juli | Juli |
| Kw   | Mo   | Di   | Mi   | Do   | Fr   | Sa   | So   |
| ---- | ---- | ---- | ---- | ---- | ---- | ---- | ---- |
| 27   | 1    | 2    | 3    | 4    | 5    | 6    | 7    |
| 28   | 8    | 9    | 10   | 11   | 12   | 13   | 14   |
| 29   | 15   | 16   | 17   | 18   | 19   | 20   | 21   |
| 30   | 22   | 23   | 24   | 25   | 26   | 27   | 28   |
| 31   | 29   | 30   | 31   |      |      |      |      |

| August | August | August | August | August | August | August | August |
| Kw     | Mo     | Di     | Mi     | Do     | Fr     | Sa     | So     |
| ------ | ------ | ------ | ------ | ------ | ------ | ------ | ------ |
| 31     |        |        |        | 1      | 2      | 3      | 4      |
| 32     | 5      | 6      | 7      | 8      | 9      | 10     | 11     |
| 33     | 12     | 13     | 14     | 15     | 16     | 17     | 18     |
| 34     | 19     | 20     | 21     | 22     | 23     | 24     | 25     |
| 35     | 26     | 27     | 28     | 29     | 30     | 31     |        |

| September | September | September | September | September | September | September | September |
| Kw        | Mo        | Di        | Mi        | Do        | Fr        | Sa        | So        |
| --------- | --------- | --------- | --------- | --------- | --------- | --------- | --------- |
| 35        |           |           |           |           |           |           | 1         |
| 36        | 2         | 3         | 4         | 5         | 6         | 7         | 8         |
| 37        | 9         | 10        | 11        | 12        | 13        | 14        | 15        |
| 38        | 16        | 17        | 18        | 19        | 20        | 21        | 22        |
| 39        | 23        | 24        | 25        | 26        | 27        | 28        | 29        |
| 40        | 30        |           |           |           |           |           |           |

| Oktober | Oktober | Oktober | Oktober | Oktober | Oktober | Oktober | Oktober |
| Kw      | Mo      | Di      | Mi      | Do      | Fr      | Sa      | So      |
| ------- | ------- | ------- | ------- | ------- | ------- | ------- | ------- |
| 40      |         | 1       | 2       | 3       | 4       | 5       | 6       |
| 41      | 7       | 8       | 9       | 10      | 11      | 12      | 13      |
| 42      | 14      | 15      | 16      | 17      | 18      | 19      | 20      |
| 43      | 21      | 22      | 23      | 24      | 25      | 26      | 27      |
| 44      | 28      | 29      | 30      | 31      |         |         |         |

| November | November | November | November | November | November | November | November |
| Kw       | Mo       | Di       | Mi       | Do       | Fr       | Sa       | So       |
| -------- | -------- | -------- | -------- | -------- | -------- | -------- | -------- |
| 44       |          |          |          |          | 1        | 2        | 3        |
| 45       | 4        | 5        | 6        | 7        | 8        | 9        | 10       |
| 46       | 11       | 12       | 13       | 14       | 15       | 16       | 17       |
| 47       | 18       | 19       | 20       | 21       | 22       | 23       | 24       |
| 48       | 25       | 26       | 27       | 28       | 29       | 30       |          |

| Dezember | Dezember | Dezember | Dezember | Dezember | Dezember | Dezember | Dezember |
| Kw       | Mo       | Di       | Mi       | Do       | Fr       | Sa       | So       |
| -------- | -------- | -------- | -------- | -------- | -------- | -------- | -------- |
| 48       |          |          |          |          |          |          | 1        |
| 49       | 2        | 3        | 4        | 5        | 6        | 7        | 8        |
| 50       | 9        | 10       | 11       | 12       | 13       | 14       | 15       |
| 51       | 16       | 17       | 18       | 19       | 20       | 21       | 22       |
| 52       | 23       | 24       | 25       | 26       | 27       | 28       | 29       |
| 1        | 30       | 31       |          |          |          |          |          |

| Januar | Januar | Januar | Januar | Januar | Januar | Januar | Januar |
| Kw     | Mo     | Di     | Mi     | Do     | Fr     | Sa     | So     |
| ------ | ------ | ------ | ------ | ------ | ------ | ------ | ------ |
| 1      | 1      | 2      | 3      | 4      | 5      | 6      | 7      |
| 2      | 8      | 9      | 10     | 11     | 12     | 13     | 14     |
| 3      | 15     | 16     | 17     | 18     | 19     | 20     | 21     |
| 4      | 22     | 23     | 24     | 25     | 26     | 27     | 28     |
| 5      | 29     | 30     | 31     |        |        |        |        |

| Februar | Februar | Februar | Februar | Februar | Februar | Februar | Februar |
| Kw      | Mo      | Di      | Mi      | Do      | Fr      | Sa      | So      |
| ------- | ------- | ------- | ------- | ------- | ------- | ------- | ------- |
| 5       |         |         |         | 1       | 2       | 3       | 4       |
| 6       | 5       | 6       | 7       | 8       | 9       | 10      | 11      |
| 7       | 12      | 13      | 14      | 15      | 16      | 17      | 18      |
| 8       | 19      | 20      | 21      | 22      | 23      | 24      | 25      |
| 9       | 26      | 27      | 28      | 29      |         |         |         |

| März | März | März | März | März | März | März | März |
| Kw   | Mo   | Di   | Mi   | Do   | Fr   | Sa   | So   |
| ---- | ---- | ---- | ---- | ---- | ---- | ---- | ---- |
| 9    |      |      |      |      | 1    | 2    | 3    |
| 10   | 4    | 5    | 6    | 7    | 8    | 9    | 10   |
| 11   | 11   | 12   | 13   | 14   | 15   | 16   | 17   |
| 12   | 18   | 19   | 20   | 21   | 22   | 23   | 24   |
| 13   | 25   | 26   | 27   | 28   | 29   | 30   | 31   |

| April | April | April | April | April | April | April | April |
| Kw    | Mo    | Di    | Mi    | Do    | Fr    | Sa    | So    |
| ----- | ----- | ----- | ----- | ----- | ----- | ----- | ----- |
| 14    | 1     | 2     | 3     | 4     | 5     | 6     | 7     |
| 15    | 8     | 9     | 10    | 11    | 12    | 13    | 14    |
| 16    | 15    | 16    | 17    | 18    | 19    | 20    | 21    |
| 17    | 22    | 23    | 24    | 25    | 26    | 27    | 28    |
| 18    | 29    | 30    |       |       |       |       |       |

| Mai | Mai | Mai | Mai | Mai | Mai | Mai | Mai |
| Kw  | Mo  | Di  | Mi  | Do  | Fr  | Sa  | So  |
| --- | --- | --- | --- | --- | --- | --- | --- |
| 18  |     |     | 1   | 2   | 3   | 4   | 5   |
| 19  | 6   | 7   | 8   | 9   | 10  | 11  | 12  |
| 20  | 13  | 14  | 15  | 16  | 17  | 18  | 19  |
| 21  | 20  | 21  | 22  | 23  | 24  | 25  | 26  |
| 22  | 27  | 28  | 29  | 30  | 31  |     |     |

| Juni | Juni | Juni | Juni | Juni | Juni | Juni | Juni |
| Kw   | Mo   | Di   | Mi   | Do   | Fr   | Sa   | So   |
| ---- | ---- | ---- | ---- | ---- | ---- | ---- | ---- |
| 22   |      |      |      |      |      | 1    | 2    |
| 23   | 3    | 4    | 5    | 6    | 7    | 8    | 9    |
| 24   | 10   | 11   | 12   | 13   | 14   | 15   | 16   |
| 25   | 17   | 18   | 19   | 20   | 21   | 22   | 23   |
| 26   | 24   | 25   | 26   | 27   | 28   | 29   | 30   |

| Juli | Juli | Juli | Juli | Juli | Juli | Juli | Juli |
| Kw   | Mo   | Di   | Mi   | Do   | Fr   | Sa   | So   |
| ---- | ---- | ---- | ---- | ---- | ---- | ---- | ---- |
| 27   | 1    | 2    | 3    | 4    | 5    | 6    | 7    |
| 28   | 8    | 9    | 10   | 11   | 12   | 13   | 14   |
| 29   | 15   | 16   | 17   | 18   | 19   | 20   | 21   |
| 30   | 22   | 23   | 24   | 25   | 26   | 27   | 28   |
| 31   | 29   | 30   | 31   |      |      |      |      |

| August | August | August | August | August | August | August | August |
| Kw     | Mo     | Di     | Mi     | Do     | Fr     | Sa     | So     |
| ------ | ------ | ------ | ------ | ------ | ------ | ------ | ------ |
| 31     |        |        |        | 1      | 2      | 3      | 4      |
| 32     | 5      | 6      | 7      | 8      | 9      | 10     | 11     |
| 33     | 12     | 13     | 14     | 15     | 16     | 17     | 18     |
| 34     | 19     | 20     | 21     | 22     | 23     | 24     | 25     |
| 35     | 26     | 27     | 28     | 29     | 30     | 31     |        |

| September | September | September | September | September | September | September | September |
| Kw        | Mo        | Di        | Mi        | Do        | Fr        | Sa        | So        |
| --------- | --------- | --------- | --------- | --------- | --------- | --------- | --------- |
| 35        |           |           |           |           |           |           | 1         |
| 36        | 2         | 3         | 4         | 5         | 6         | 7         | 8         |
| 37        | 9         | 10        | 11        | 12        | 13        | 14        | 15        |
| 38        | 16        | 17        | 18        | 19        | 20        | 21        | 22        |
| 39        | 23        | 24        | 25        | 26        | 27        | 28        | 29        |
| 40        | 30        |           |           |           |           |           |           |

| Oktober | Oktober | Oktober | Oktober | Oktober | Oktober | Oktober | Oktober |
| Kw      | Mo      | Di      | Mi      | Do      | Fr      | Sa      | So      |
| ------- | ------- | ------- | ------- | ------- | ------- | ------- | ------- |
| 40      |         | 1       | 2       | 3       | 4       | 5       | 6       |
| 41      | 7       | 8       | 9       | 10      | 11      | 12      | 13      |
| 42      | 14      | 15      | 16      | 17      | 18      | 19      | 20      |
| 43      | 21      | 22      | 23      | 24      | 25      | 26      | 27      |
| 44      | 28      | 29      | 30      | 31      |         |         |         |

| November | November | November | November | November | November | November | November |
| Kw       | Mo       | Di       | Mi       | Do       | Fr       | Sa       | So       |
| -------- | -------- | -------- | -------- | -------- | -------- | -------- | -------- |
| 44       |          |          |          |          | 1        | 2        | 3        |
| 45       | 4        | 5        | 6        | 7        | 8        | 9        | 10       |
| 46       | 11       | 12       | 13       | 14       | 15       | 16       | 17       |
| 47       | 18       | 19       | 20       | 21       | 22       | 23       | 24       |
| 48       | 25       | 26       | 27       | 28       | 29       | 30       |          |

| Dezember | Dezember | Dezember | Dezember | Dezember | Dezember | Dezember | Dezember |
| Kw       | Mo       | Di       | Mi       | Do       | Fr       | Sa       | So       |
| -------- | -------- | -------- | -------- | -------- | -------- | -------- | -------- |
| 48       |          |          |          |          |          |          | 1        |
| 49       | 2        | 3        | 4        | 5        | 6        | 7        | 8        |
| 50       | 9        | 10       | 11       | 12       | 13       | 14       | 15       |
| 51       | 16       | 17       | 18       | 19       | 20       | 21       | 22       |
| 52       | 23       | 24       | 25       | 26       | 27       | 28       | 29       |
| 1        | 30       | 31       |          |          |          |          |          |

Das Jahr 1968 ist in vielen Ländern der Höhepunkt der linksgerichteten Studenten- und Bürgerrechtsbewegungen der 1960er-Jahre, die daher auch als 68er-Bewegung bezeichnet werden. In den USA sind das die Proteste gegen den Vietnamkrieg und die schwarze Bürgerrechtsbewegung, deren Anführer Martin Luther King im April des Jahres ermordet wird, in Frankreich die Mai-Unruhen, in der Bundesrepublik die Studentenbewegung, die Proteste gegen die Notstandsverfassung, und die Außerparlamentarische Opposition, in der ČSSR der Prager Frühling, in Polen die März-Unruhen, die Studentenproteste in Mexiko und in Japan die Proteste von Zengakuren.

## Politik und Weltgeschehen

### Nahostkonflikt
Am 28. Dezember zerstört eine Israelische Kommandoeinheit in einer Vergeltungsaktion am Beiruter Flughafen 13 Flugzeuge.

### Vietnamkrieg
Am 30. Januar startet die Nationale Front für die Befreiung Südvietnams (FNL) aus dem kommunistischen Nordvietnam mit rund 84.000 Kämpfern die Tet-Offensive und greift die Provinzhauptstädte Saigon und Huế an. Strategie und Stärke der Angriffe überraschen die amerikanischen und südvietnamesischen Truppen, welche sich bis dahin in dem Konflikt eher in der Oberhand sahen. Die Offensive endet in einer schweren militärischen Niederlage für die FNL, welche die Hälfte ihrer Truppen verliert. Saigon und Huế werden schwer zerstört. Die FNL wird stark geschwächt und tritt im weiteren Verlauf des Krieges kaum noch in Erscheinung. Sie kann jedoch einen wichtigen psychologischen Erfolg verbuchen: Erstmals wird der US-Öffentlichkeit deutlich, dass der Vietnamkrieg mit einer Niederlage enden könnte. Präsident Lyndon B. Johnson verliert an Popularität und politischer Glaubwürdigkeit, und die Proteste gegen den Krieg werden schärfer.
Das von US-Truppen begangene Massaker von My Lai am 16. März, das allerdings erst im darauffolgenden Jahr durch einen Artikel im Magazin Life bekannt wird, dreht die öffentliche Stimmung endgültig.

### Prager Frühling
In der Tschechoslowakei kommt es unter dem Motto „Sozialismus mit menschlichem Antlitz“ zu einer schrittweisen Liberalisierung der Verhältnisse unter Alexander Dubček, der im Januar zum ersten Sekretär der KSČ aufsteigt. Unter anderem wird die Pressezensur aufgehoben. Diese Entwicklung endet jedoch in der Nacht zum 21. August schlagartig, als etwa eine halbe Million Soldaten der Sowjetunion, Polens, Ungarns und Bulgariens in die Tschechoslowakei einmarschieren und innerhalb von wenigen Stunden alle strategisch wichtigen Positionen des Landes besetzen. Dubček und andere hochrangige Regierungsmitglieder werden festgenommen, nach Moskau gebracht und zu Gunsten des linientreuen Gustáv Husák entmachtet.

### Nigeria/Biafra
Im seit dem Vorjahr andauernden Biafra-Krieg wird die abtrünnige Provinz Biafra von den wesentlich besser ausgerüsteten nigerianischen Streitkräften zu zwei Dritteln besetzt. In der Region kommt es zu einer Hungerkatastrophe, deren Bilder um die Welt gehen.

## Ereignisse

### Jahreswidmungen
- 1968 ist „Internationales Jahr der Menschenrechte“.
- „1968“, speziell der „Mai 1968“, steht für eine internationale Jugend- und Protestbewegung.

### Politik und Weltgeschehen
- 1. Januar: Willy Spühler wird erneut Bundespräsident der Schweiz.
- 1. Januar: In der Bundesrepublik Deutschland wird die wettbewerbsneutrale Mehrwertsteuer als besondere Form der Umsatzsteuer in Höhe von 10 % eingeführt. Die Versicherungspflichtgrenze in der Krankenversicherung der Angestellten wird aufgehoben.
- 2. Januar: Scheich Mohammed Abdullah, ehemaliger Regierungschef von Kaschmir, wird von der indischen Regierung freigelassen.
- 5. Januar: Alexander Dubček wird Erster Sekretär der Kommunistischen Partei der Tschechoslowakei.
- 12. Januar: In der DDR wird ein neues Strafgesetzbuch beschlossen, welches das Reichsstrafgesetzbuch von 1871 und das Strafrechtsergänzungsgesetz ablöst. Es verschärft Strafen für „politische Delikte“ und tritt am 1. Juli desselben Jahres in Kraft.
- 17. Januar: In Kambodscha beginnen die Roten Khmer ihren Guerillakampf gegen die Regierenden unter Prinz Norodom Sihanouk.
- 18. Januar: In Aachen beginnt der Contergan-Prozess.
- 21. Januar: Der Absturz einer amerikanischen B-52 südlich der Thule Air Base (Grönland) mit vier Wasserstoffbomben an Bord fordert ein Todesopfer und sorgt für schwere Verstimmungen zwischen Dänemark und der US-Regierung. Ob Radioaktivität freigesetzt wird, bleibt umstritten.
- 21. Januar: Als erster NATO-Staat erkennt die Türkei das griechische Militärregime unter Georgios Papadopoulos an.
- 23. Januar: Nordkoreanische Schnellboote bringen in eigenen Gewässern das amerikanische Erkundungsschiff Pueblo auf.
- 23. Januar: Israel und Ägypten tauschen die letzten Gefangenen des Sechstagekrieges aus (zwei Israelis, 465 Ägypter).
- 24. Januar: Nach der Wahlniederlage seiner Sozialdemokraten am Vortag reicht der dänische Regierungschef Jens Otto Krag seinen Rücktritt ein.
- 30. Januar: Im Vietnamkrieg beginnen nordvietnamesische und Einheiten der Nationalen Front für die Befreiung Südvietnams die Tet-Offensive unter General Võ Nguyên Giáp, die für die amerikanischen und südvietnamesischen Truppen völlig überraschend kommt. Besonders betroffen sind die Städte Saigon und Huế (das fast vollständig zerstört wird). Zwar scheitert die Offensive militärisch, aber sie ist sowohl politisch als auch psychologisch sehr wirksam. Danach regen sich starke Proteste gegen den Vietnamkrieg der USA in aller Welt und leiten den sukzessiven Rückzug der USA aus Vietnam ein.

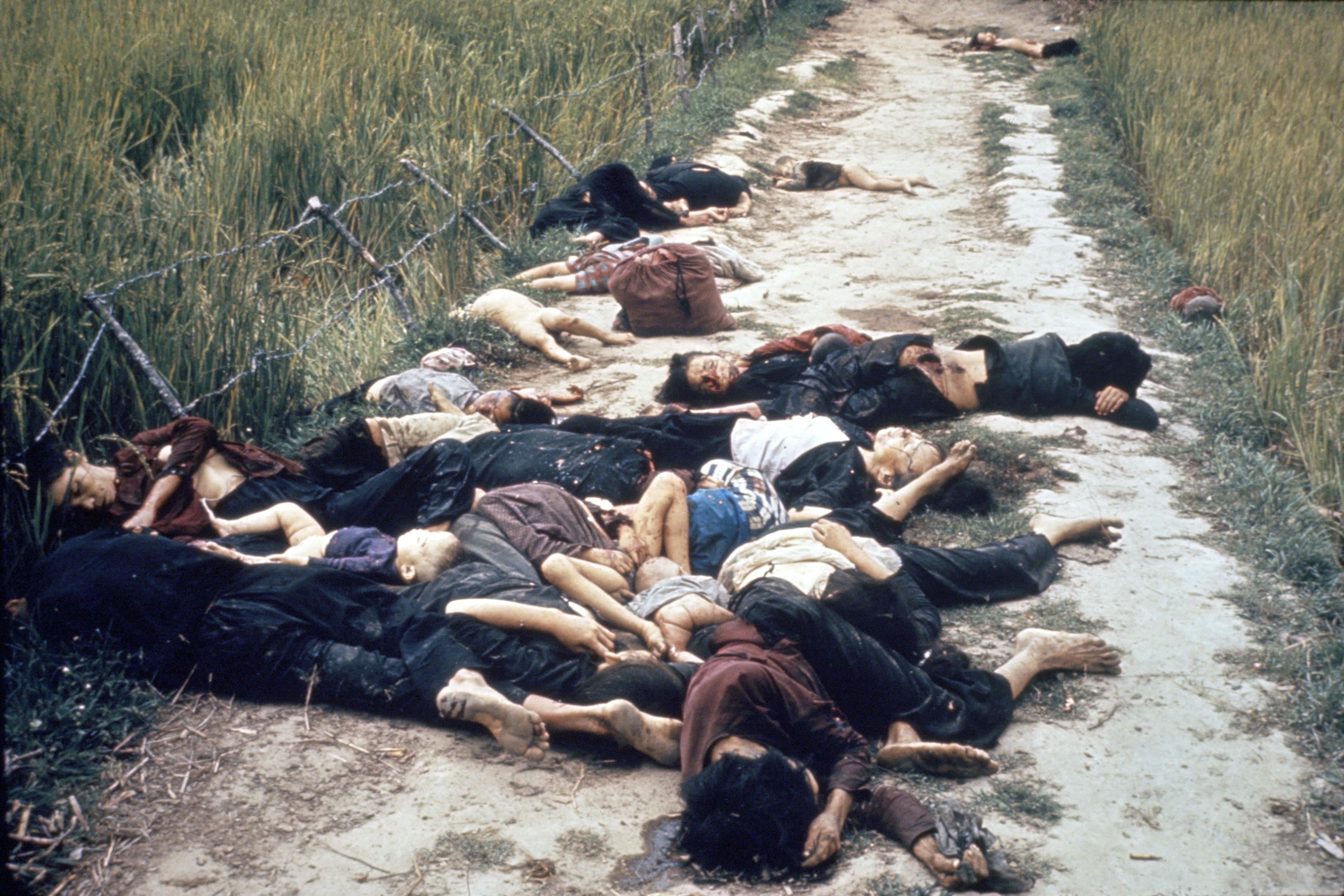
Beim Massaker von My Lai ermordete vietnamesische Zivilisten

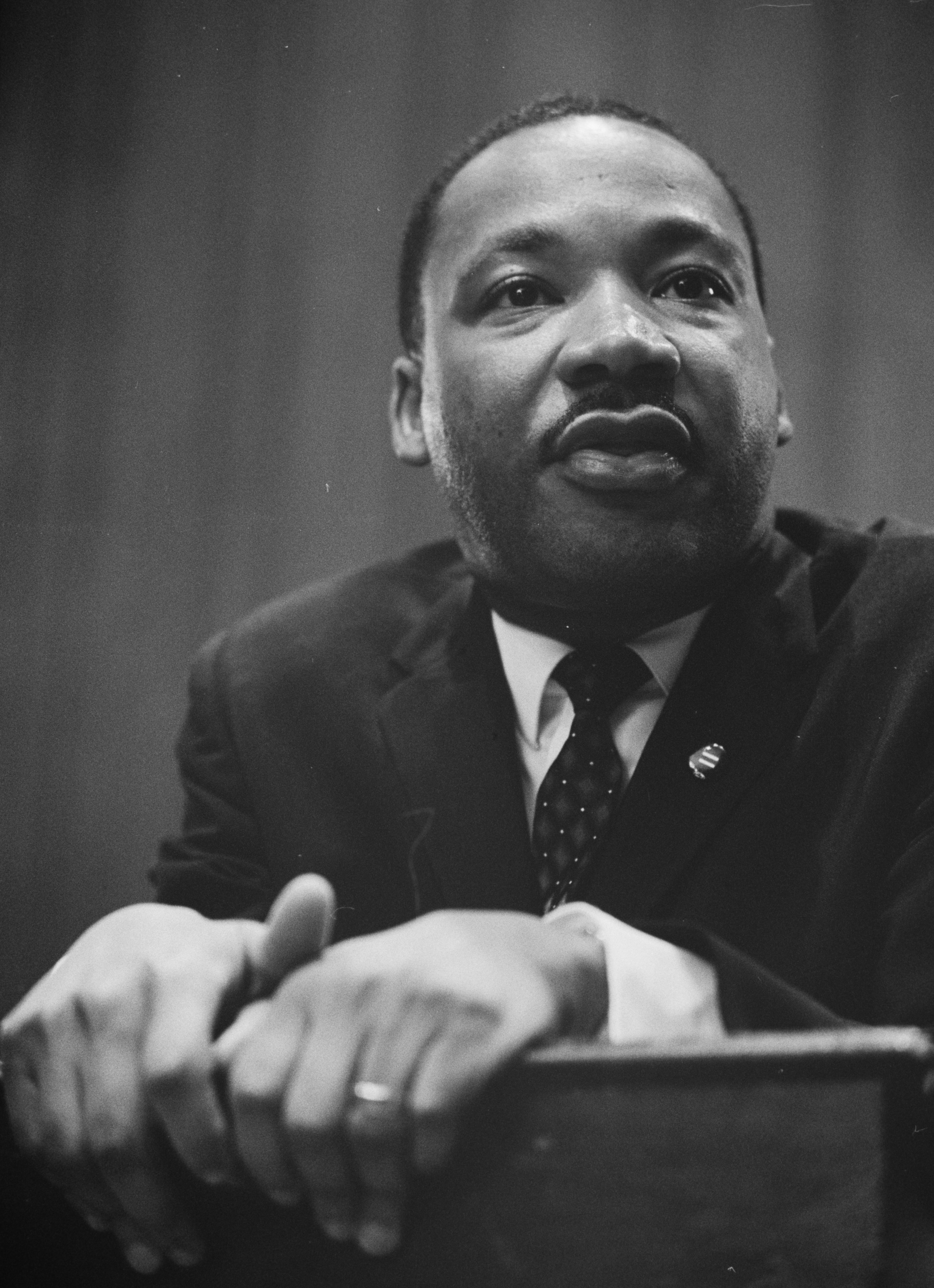
Martin Luther King

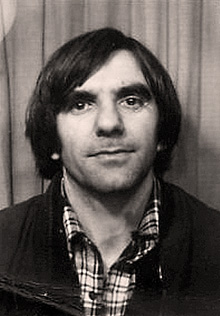
Rudi Dutschke

- 31. Januar: Nauru wird von Australien unabhängig.
- 31. Januar: Walter Scheel wird auf einem FDP-Bundesparteitag in Freiburg als Nachfolger von Erich Mende zum Parteivorsitzenden gewählt.
- 1. Februar: Im Vietnamkrieg tötet der Polizeichef von Saigon Nguyễn Ngọc Loan vor Reportern einen festgenommenen Vietcong durch einen Kopfschuss. Ein Foto dieser Exekution wird zu einem der bekanntesten Bilder des 20. Jahrhunderts.
- 8. März: Studentendemonstrationen in Polen, Beginn der März-Unruhen 1968 in Polen
- 12. März: Gabun. Gründung der Einheitspartei „Parti Démocratique Gabonais“
- 12. März: Mauritius wird unabhängig.
- 16. März: Massaker der US-Army an 503 Zivilisten in My Lai (Son My), Südvietnam
- 18. März: Der Kongress der USA hebt die Bestimmung auf, dass Goldreserven für US-Währung gebildet werden müssen.
- 31. März: US-Präsident Lyndon B. Johnson gibt bekannt, bei den Präsidentschaftswahlen im November 1968 nicht für eine weitere Amtszeit zu kandidieren. Gleichzeitig beendet er partiell die Bombenangriffe in Vietnam und fordert den Beginn von Friedensgesprächen.
- 3. April: Eine Gruppe um Andreas Baader und Gudrun Ensslin begeht in Frankfurt am Main einen Brandanschlag auf ein Kaufhaus.
- 4. April: Attentat auf Martin Luther King in Memphis (Tennessee). Es kommt zu Plünderungen und Brandschatzungen. 1200 Gebäude brennen in Washington nieder und 900 Läden werden zerstört. Auch andere Städte sind betroffen. Viele Menschen ziehen aus den zerstörten Städten fort.
- 6. April: In der DDR wird in einem sogenannten Volksentscheid über die neue Verfassung abgestimmt. 94,5 Prozent haben nach Angaben der Regierung mit Ja gestimmt.
- 11. April, Berlin: Josef Bachmann fügt bei einer Kundgebung dem Studentenführer Rudi Dutschke lebensgefährliche Schussverletzungen zu.
- 11. April: In den USA erlangt der Civil Rights Act of 1968 gegen die Diskriminierung von farbigen Bürgern durch die Unterschrift Präsident Johnsons Gesetzeskraft.
- 24. April: Mauritius wird Mitglied bei den Vereinten Nationen.
- April, Rom: Gründung des Club of Rome
- 3. Mai: In Paris beginnt die Besetzung der Sorbonne (Universität).
- 6. Mai: Erste Straßenschlacht um die besetzte Sorbonne in Paris (Mai-Unruhen)
- 13. Mai: USA und Nordvietnam beginnen Friedensverhandlungen.
- 17. Mai: Frankreich: Ein Generalstreik dehnt sich auf gesamte Industriezweige aus.
- 18. Mai: Biafra-Krieg: Nigerianische Truppen erobern die wichtige Hafenstadt Port Harcourt und blockieren humanitäre Hilfsmittellieferungen an Biafra. Es kommt zu einer Hungersnot in der abtrünnigen Provinz Nigerias, die 1 bis 3 Millionen Menschen dahinrafft. Bilder von Kindern mit Hungerödemen gehen um die Welt.
- 30. Mai: Der Bundestag verabschiedet mit einer Zweidrittelmehrheit eine Notstandsverfassung.
- 5. Juni: Ermordung von Robert F. Kennedy
- 7. Juni, Wien: Aktionisten sorgen in einer Universität für einen Skandal: Uni-Ferkelei.
- 18. Juni: Nach einem Urteil des Bundessozialgerichtes in Kassel ist Alkoholismus als Krankheit im Sinne der Reichsversicherungsordnung anerkannt.
- 28. Juni: Die Notstandsgesetze treten in Kraft (Bundesrepublik Deutschland).
- 1. Juli: Drei der fünf damaligen Atommächte (USA, Sowjetunion und Großbritannien) unterzeichnen in Washington den Atomwaffensperrvertrag.
- 17. Juli: Machtübernahme im Irak durch den Revolutionären Kommandorat der Baath-Partei unter Ahmad Hasan al-Bakr
- 20./21. August: Einmarsch von Truppen des Warschauer Pakts in der Tschechoslowakei (Ende des Prager Frühlings)
- 26. bis 29. August: Demonstrationen und Polizeigewalt auf dem Demokratischen Konvent in Chicago
- 29. August: In Oslo heiratet der Kronprinz Harald von Norwegen die aus bürgerlichem Hause stammende Sonja Haraldsen.
- 6. September: Swasiland (seit 2018 Eswatini) wird von Großbritannien unabhängig.
- 12. September: Sowjetische Truppen ziehen sich aus Prag, Bratislava und Brno zurück.
- 23. September: Kulturabkommen zwischen Deutschland und Senegal. In Kraft seit dem 1. Juli 1969
- 24. September: Swasiland wird Mitglied bei den Vereinten Nationen
- 2. Oktober: Das Massaker von Tlatelolco beendet die mexikanische Studentenbewegung.
- 5. Oktober: Die gewaltsame Auflösung eines Demonstrationszuges katholischer Bürgerrechtler in Derry durch die Polizei leitet die jahrzehntelange Ära blutiger Auseinandersetzungen im Nordirlandkonflikt („The Troubles“) ein.
- 12. Oktober: Äquatorialguinea erlangt die Unabhängigkeit von Spanien
- 22. Oktober: US-Präsident Lyndon B. Johnson unterzeichnet mit dem Gun Control Act eines der bedeutendsten Waffengesetze auf Bundesebene
- 24. Oktober: Barbados wird Mitglied in der UNESCO
- 25. Oktober: Mauritius wird Mitglied in der UNESCO
- 31. Oktober: Im Rahmen der amerikanisch-nordvietnamesischen Friedensverhandlungen ordnet US-Präsident Johnson die Einstellung aller Bombenangriffe im Vietnamkrieg an.
- 5. November: Präsidentschaftswahl in den Vereinigten Staaten 1968: Der Republikaner Richard Nixon gewinnt die Wahl zum 37. Präsidenten der Vereinigten Staaten. Sein Amt tritt er am 20. Januar 1969 an.
- 8. November: Als Letzter der britischen Postzugräuber wird Bruce Reynolds in Torquay festgenommen – nach über fünfjähriger Flucht vor der Polizei.
- 8. November: In Wien endet eine UN-Konferenz mit internationalen Übereinkommen über Regelungen für den Straßenverkehr und über Straßenverkehrszeichen.
- 11. November: Die Republik Malediven bekommt eine neue Verfassung
- 12. November: Äquatorialguinea wird Mitglied bei den Vereinten Nationen
- 12. November: Der sowjetische Staats- und Parteichef Leonid Breschnew verkündet auf dem fünften Parteitag der Polnischen Vereinigten Arbeiterpartei die sogenannte Breschnew-Doktrin einer beschränkten Souveränität im sozialistischen Lager. Sie soll den Einmarsch von Truppen in die Tschechoslowakei im Prager Frühling rechtfertigen, weil eine Bedrohung des sozialistischen Systems bestanden habe.
- 19. November: In Mali wird Mobita Keïta durch einen Putsch von Moussa Traoré gestützt.
- 27. November: In den Niederlanden wird das Gesetz zur Einführung eines Mindestlohns verabschiedet.

### Wirtschaft
- 1. Januar: Die Mehrwertsteuer wird in der Bundesrepublik Deutschland eingeführt. Sie beträgt 10 %, ist aber für bestimmte Produkte (Nahrungsmittel, Druckerzeugnisse, …) auf 5 % ermäßigt
- 8. Januar: Quelle bietet als erstes Versandhaus Tiefkühlkost an.
- 14. März: Massive Goldkäufe durch Marktteilnehmer am London Bullion Market führen zur Aussetzung des Handels nach Tagesschluss. Die gekaufte Menge zwingt zum Antasten von Goldreserven. Währungsexperten der Zentralbanken beraten in Washington, D.C. an den beiden folgenden Tagen über die Auswirkungen.
- 17. März: Die Zentralbanken der westlichen Länder heben formell ihre Verpflichtung auf, dass die nationale Währung in erster Linie durch Gold gedeckt sein müsse. Der Goldstandard wird damit aufgegeben.
- 18. März: In den USA wird vom US-Kongress per Gesetz die interne Golddeckung der amerikanischen Währung aufgehoben. US-Präsident Lyndon B. Johnson unterschreibt das Gesetz.
- 7. Juni: Im dänischen Billund wird das erste Legoland eröffnet.
- 18. Juli: Die Firma Intel (Kurzform von „INTegrated ELectronics“) wird von Robert Noyce und Gordon Moore gegründet.
- 15. September: Die Hochalpenstraße über das Timmelsjoch wird für den Verkehr freigegeben. Sie verbindet das Ötztal mit dem Passeiertal.
- 17. September: Doppelbesteuerungsabkommen zwischen der Bundesrepublik Deutschland und Italien
- 18. Oktober: Das Kernkraftwerk Dodewaard wird als erstes kommerzielles Kernkraftwerk der Niederlande ans Netz genommen.
- 20. Oktober: Der griechische Reeder Aristoteles Onassis und die US-Präsidentenwitwe Jacqueline Kennedy gehen die Ehe ein.
- 19. Dezember: Der ausgebaute und auch für Seeschiffe geeignete Zeekanal Gent-Terneuzen wird von der niederländischen Königin Juliana und Baudouin I., dem König der Belgier, eröffnet und für den Verkehr freigegeben.
- 20. Dezember: Doppelbesteuerungsabkommen zwischen Deutschland und Iran
- Coop Himmelb(l)au wird gegründet.
- Das Unternehmen Touristik Union International AG (TUI) wird durch Touropa, Scharnow-Reisen, Hummel Reise und Dr. Tigges-Fahrten gegründet.
- Electronic Music Laboratories wird gegründet.

### Wissenschaft und Technik
- 2. Januar: Christiaan Barnard vollbringt im Groote Schuur Hospital von Kapstadt, Südafrika, die zweite erfolgreiche Herztransplantation.
- 10. Januar: Die amerikanische Raumsonde Surveyor 7 landet auf dem Mond
- 11. Januar: Die NASA startet von der Raketenabschussbasis Vandenberg Air Force Base ihren zweiten geodätischen Forschungssatelliten GEOS-B.
- 19. Januar: Amerikanischer Kernwaffentest mit bisher stärkster Detonation, 1.000 Meter unter der Wüste von Nevada

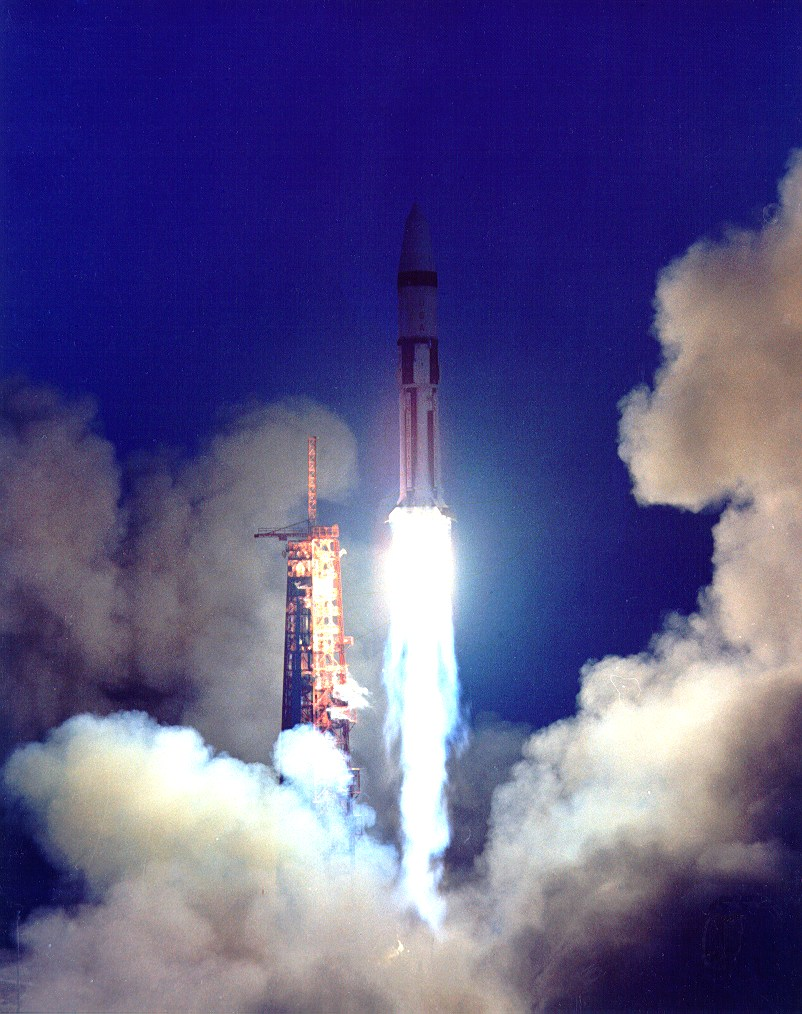
Apollo 5 hebt zum Flug ab

- 22. Januar: Von Cape Canaveral Air Force Station startet Apollo 5 zu einem unbemannten Testflug in eine Erdumlaufbahn. Die Mondlandefähre soll erprobt werden.
- 23. Januar: Erstmalige künstliche Erzeugung des Hormons Glucagon im Max-Planck-Institut für Biochemie bei München

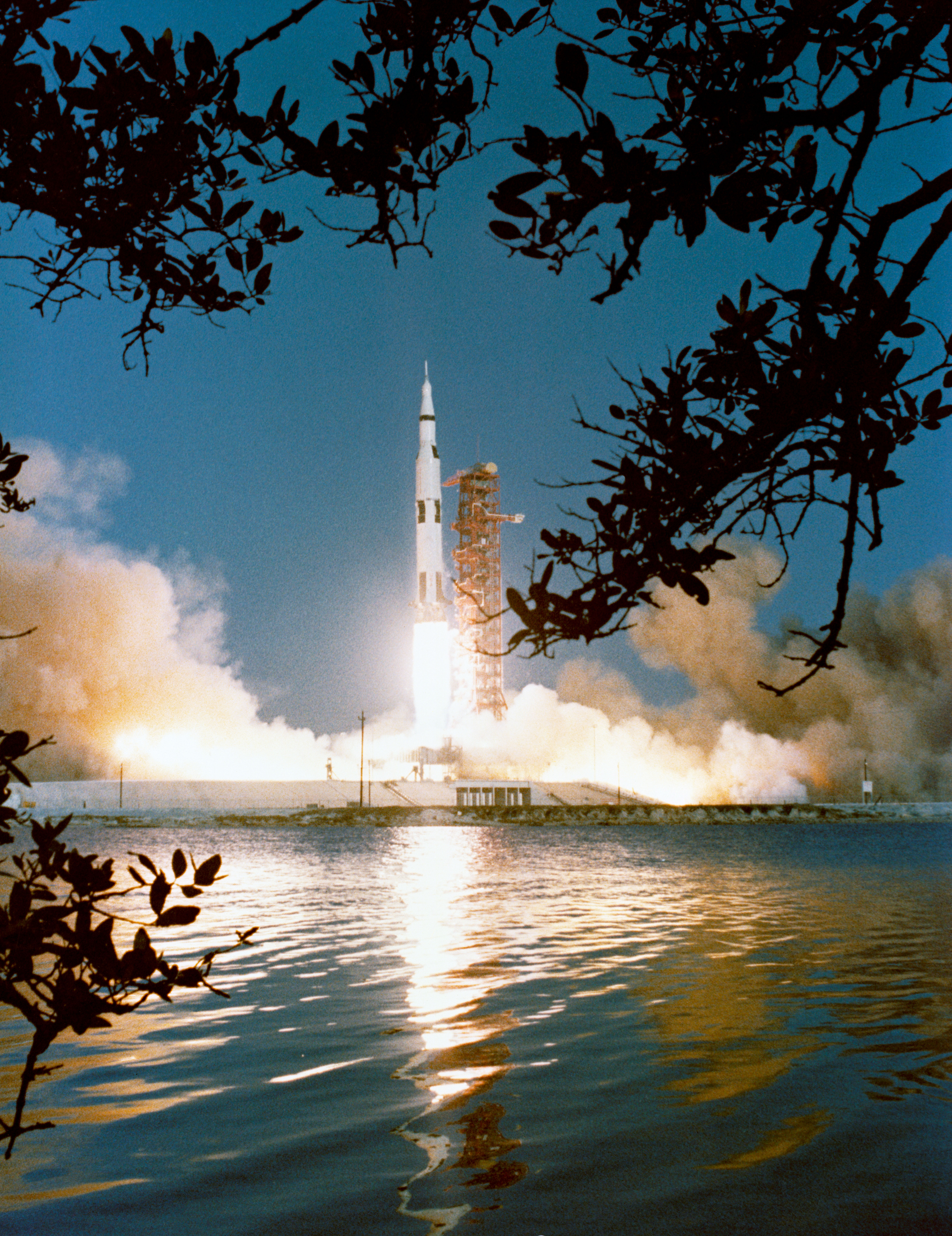
Start von Apollo 6

- 4. April: Mit Apollo 6 wird letztmals eine unbemannte Saturn-Rakete in Florida gestartet, um die Konfiguration für einen bemannten Flug zum Mond zu testen.
- 11. Oktober: Mit Apollo 7 wird der erste bemannte Flug eines Apollo-Raumschiffs durchgeführt.
- 11. Oktober: Das nuklear angetriebene Forschungsschiff Otto Hahn bricht zu seiner Probefahrt auf.
- 16. Dezember: Im Zuge der bundesdeutschen Bildungsreform entsteht die feierlich eröffnete Universität Dortmund.
- 21. Dezember: Start von Apollo 8. Mit Apollo 8 wird die erste bemannte Mondumkreisung durchgeführt.

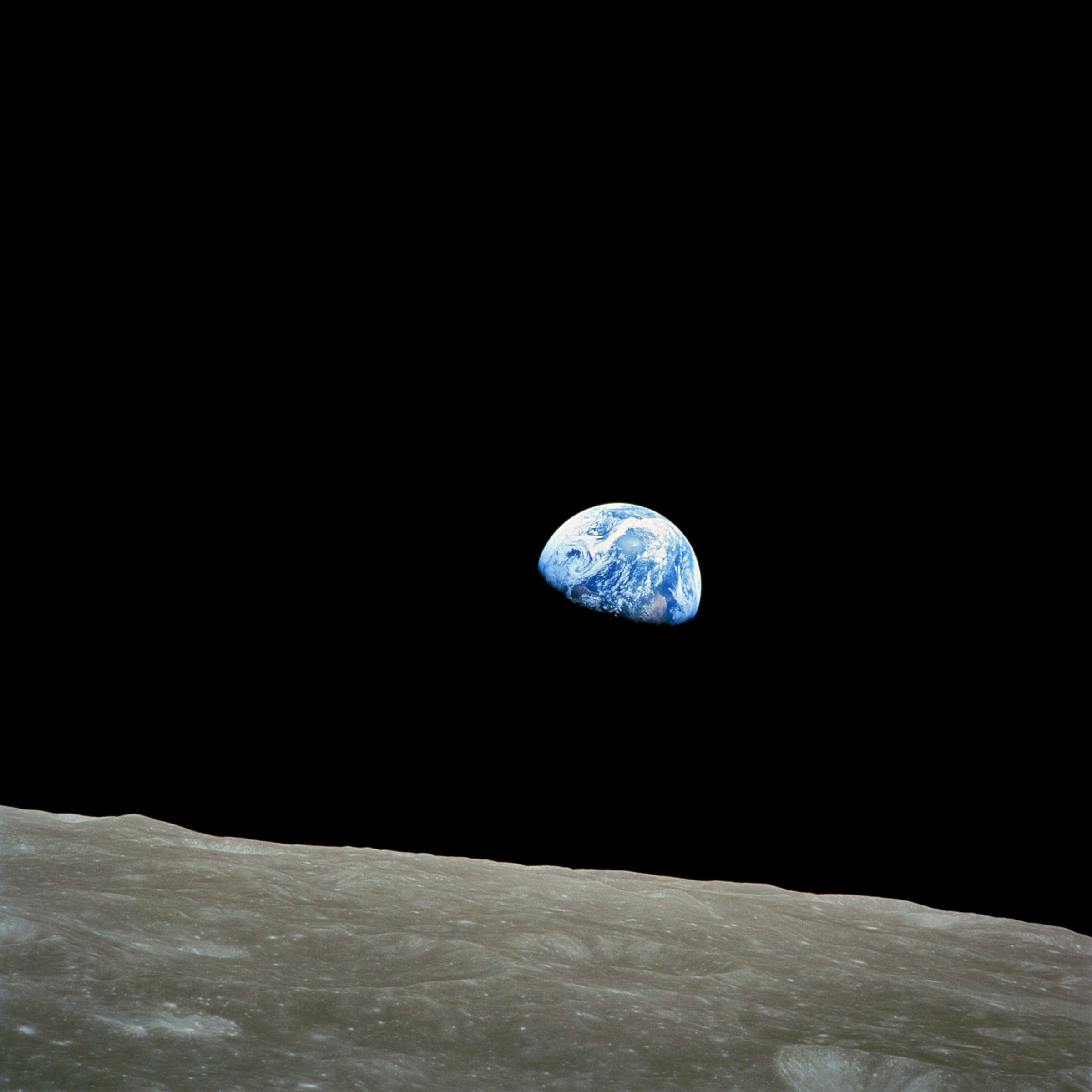
1968: Aufgang der Erde nach einer Mondumkreisung

- 24. Dezember: Mit Apollo 8 umkreist erstmals eine menschliche Besatzung, bestehend aus Frank Borman, James Arthur Lovell und William Anders den Mond. William Anders fotografiert den Erdaufgang (englisch Earthrise), eine berühmt werdende Szene.
- 31. Dezember: Jungfernflug des ersten Überschall-Passagierflugzeuges Tupolew Tu-144. Die sowjetische Tu-144 fliegt am 5. Juni 1969 erstmals mit Überschall-Geschwindigkeit.
- ASCII, der standardisierte Zeichensatz für Computer und andere Kommunikationseinrichtungen zur Textdarstellung, wird als ANSI-Standard X3.4 eingeführt.
- Georges Charpak erfindet einen Teilchendetektor, der in einer gasgefüllten Kammer eine große Anzahl parallel angeordneter Drähte zur besseren Orts- und Energieauflösung enthielt. Er revolutioniert damit den Teilchennachweis.

### Kultur
- 1. Januar: Uraufführung des Kurz-Dramas Ariadne von Boris Blacher in Berlin
- 2. Januar: Der britische Schriftsteller Cecil Day-Lewis wird zum 19. Hofdichter des Königshauses ernannt.
- 4. Januar: Uraufführung des deutschen Spielfilms „Zur Sache, Schätzchen“
- 8. Januar: Ein mutmaßlich Geistesgestörter ritzt im Pariser Louvre mit einem Messer durch das Gemälde „Die Jungfrau mit den Engeln“ von Peter Paul Rubens.
- 9. Januar: Deutsche Erstaufführung des Schauspiels „Die Trauung“ vom 63-jährigen Exilpolen Witold Gombrowicz im Berliner Schillertheater
- 10. Januar: Westdeutsche Erstaufführung des Märchenspiels „Der Schuhu und die fliegende Prinzessin“ von Peter Hacks in den Münchner Kammerspielen
- 13. Januar: Johnny Cash gibt ein Konzert im Folsom State Prison.
- 19. Januar: Bambi-Verleihung an Senta Berger und Heinz Rühmann
- 11. Februar: Der historisch vierte Gebäudekomplex unter dem Namen Madison Square Garden wird in New York City eröffnet.
- 2. April: Stanley Kubricks Film 2001: Odyssee im Weltraum hat in Washington D. C. seine Weltpremiere.
- 3. April: Uraufführung der Operette Drottningen av Golconda (Die Königin von Golconda) von Franz Berwald am Königlichen Theater in Stockholm
- 29. April: Uraufführung des Musicals Hair am Broadway in New York (Musik: Galt MacDermot, Buch: Gerome Ragni und James Rado, Regie: Friedensaktivist Bertrand Castelli)
- 18. Mai: Im Zuge der Maiunruhen werden die 21. Internationalen Filmfestspiele von Cannes abgebrochen.
- 3. Juni: Die radikale Frauenrechtlerin Valerie Solanas verübt ein Attentat auf Andy Warhol, bei dem dieser durch zahlreiche Schusswunden lebensgefährlich verletzt wird.
- 7. Juni: Uni-Ferkelei in der Universität von Wien
- 27. Juni – 8. Oktober: Die documenta IV – Weltausstellung der Kunst findet in Kassel statt.
- 5. September: In Essen erlebt der nach einer Romanvorlage von Eric Malpass entstandene Film Morgens um sieben ist die Welt noch in Ordnung seine Uraufführung.
- 22. September: Die Verlegung der beiden Tempel von Abu Simbel ist abgeschlossen. Die Bauten sind vor einem Versinken im Stau des Nassersees gerettet.
- 29. September: Uraufführung der Oper Ulisse von Luigi Dallapiccola an der Deutschen Oper Berlin
- 1. Oktober: George A. Romeros Film Die Nacht der lebenden Toten (Night of the Living Dead) hat in Pittsburgh/Pennsylvania Weltpremiere.
- 11. Oktober: In Dänemark läuft der erste Teil der Olsenbande in den Kinos an.
- 30. Oktober: In den Vereinigten Staaten hat der Spielfilm Der Löwe im Winter Premiere.
- 21. Dezember: Uraufführung der Science-Fiction-Oper Hilfe, Hilfe, die Globolinks von Gian Carlo Menotti an der Hamburger Staatsoper
- 21. Dezember: In Italien hat der Western Spiel mir das Lied vom Tod Premiere.
- Erstverleihung des Preises Goldene Europa
- Erstverleihung des Johann-Pachelbel-Preises
- Gründung des Rembrandt Research Project
- Gründung der Künstlergruppe Art & Language

### Religion
- Zehnte Lambeth-Konferenz der Anglikanischen Kirche
- 82. Deutscher Katholikentag in Essen
- Veröffentlichung des Neuen Testaments in einer modernen Bibelübersetzung: „Gute Nachricht“

### Sport
Einträge von Leichtathletik-Weltrekorden siehe unter der jeweiligen Disziplin unter Leichtathletik.
- 1. Januar bis 3. November: Austragung der 19. Formel-1-Weltmeisterschaft
- 1. Januar: Das Neujahrs-Skispringen in Garmisch-Partenkirchen gewinnt der norwegische Skispringer Bjørn Wirkola mit neuem Schanzenrekord von 92,5 m
- 7. Januar: Bjørn Wirkola gewinnt überlegen die Vierschanzentournee
- 20. Januar: Im ersten landesweit im Fernsehen übertragenen College-Basketballspiel der Geschichte schlägt Elvin Hayes’ University of Houston die University of California, Los Angeles mit Kareem Abdul-Jabbar 71:69.
- 21. Januar: Der Eisschnellläufer Günter Traub stellt mit 176,717 Punkten einen Weltrekord im Vierkampf auf.
- 25. Mai: Der 1. FC Nürnberg wird deutscher Meister in der Fußball-Bundesliga
- 20. Juni: In den beiden Halbfinales der US-Leichtathletik-Meisterschaften in Sacramento (Kalifornien) laufen die Sportler Jim Hines, Charles Green und Ronnie Ray Smith erstmals weniger als 10 Sekunden auf der 100-Meter-Strecke. Ihre Zeiten werden jeweils mit 9,9 Sekunden handgestoppt.

Logo

- 12. Oktober: In Mexiko-Stadt beginnen die XIX. Olympischen Spiele
- 16. Oktober: Die US-Leichtathleten Tommie Smith und John Carlos werden aus dem US-Team und dem olympischen Dorf verwiesen, weil sie bei der olympischen Siegerehrung im 200-Meter-Lauf in Mexiko-Stadt mit dem Black-Power-Symbol der hochgereckten geballten Faust in schwarzen Handschuhen politisch demonstriert haben.
- 18. Oktober: XIX. Olympische Spiele in Mexiko-Stadt: Bob Beamon springt sensationelle 8,90 m weit, ein Sprung, der in der Presse als „Sprung ins 21. Jahrhundert“ gefeiert wird.
- 20. Oktober: Bei den Olympischen Spielen in Mexiko-Stadt gewinnt der US-Amerikaner Richard „Dick“ Fosbury mit einer revolutionären Sprungtechnik, dem später nach ihm benannten Fosbury-Flop, die Goldmedaille im Hochsprung-Wettbewerb mit übersprungenen 2,24 m.
- 27. Oktober: In Mexiko-Stadt gehen die Spiele der XIX. Olympiade zu Ende. Bei den nicht mehr als gesamtdeutsche Mannschaft angetretenen Sportlern liegt die Equipe der DDR im Medaillenspiegel vor dem bundesdeutschen Team.
- 3. November: Graham Hill wird zum zweiten Mal Formel-1-Weltmeister.
- X. Olympische Winterspiele in Grenoble, Frankreich
- Italien gewinnt die Fußball-EM im eigenen Land.

### Katastrophen
Kleinere Unglücksfälle sind in den Unterartikeln von Katastrophe und in der Liste von Katastrophen aufgeführt.
- Die Hongkong-Grippe fordert zwischen 750.000 und 1 Million Menschenleben
- 1. Januar: Überschwemmungen im Bundesstaat Bahia in Brasilien. Über 200 Tote und rund 50.000 Obdachlose
- 15. Januar: Erdbeben in Sizilien, 231 Tote und 263 Verletzte
- 21. Januar: Ein US-Langstreckenbomber vom Typ Boeing B-52 stürzt unweit der Thule Air Base in Grönland ab. Er verliert dabei vier Wasserstoffbomben. Drei können aus dem Eismeer geborgen werden. Die Suche nach der vierten ist erst im Jahr 1979 in der Baffin Bay erfolgreich. Der Absturz löst radioaktive Kontaminationen in der Umgebung aus.
- 8. März: Vermutlich eine Explosion an Bord des sowjetischen U-Boots K-129 lässt es auf den Meeresgrund sinken. Alle 86 Besatzungsmitglieder finden den Tod. Der Untergang ist Anlass zum Azorian-Projekt, dem geheimen Versuch der CIA, das U-Boot aus über 5.000 Metern Tiefe zu bergen
- 20. April: Windhoek, Namibia. Absturz einer südafrikanischen Verkehrsmaschine. 129 Tote
- 22. Mai: Das amerikanische Atom-U-Boot Scorpion versinkt mit 99 Mann 400 Meilen südwestlich der Azoren
- 11. Juli: Größter Chemieunfall der DDR im elektrochemischen Kombinat Bitterfeld, bei dem nach einer Vinylchlorid-Explosion 42 Personen getötet und über 200 verletzt wurden.
- 15. August: Erdbeben auf Celebes, etwa 200 Tote
- 31. August: Erdbeben der Stärke 7,3 im Iran, 12.000 bis 20.000 Tote

## Geboren

### Januar

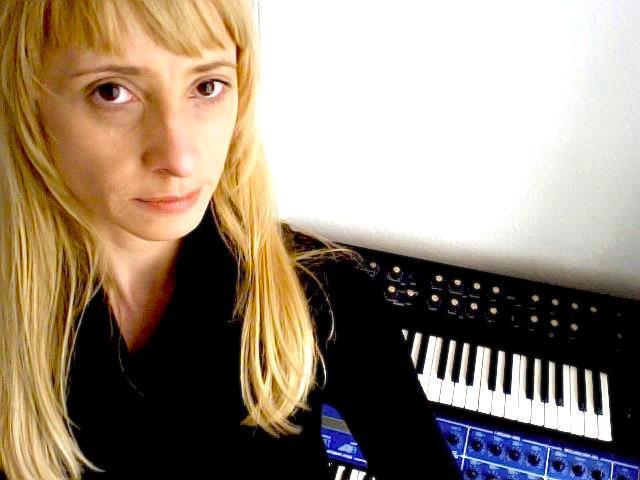
Sylvie Marks

- 01. Januar: Sylvie Marks, deutsche Musikproduzentin und DJ
- 01. Januar: Ceri Seel, walisischer Schauspieler
- 01. Januar: Joey Stefano, US-amerikanischer Porno-Darsteller († 1994)
- 01. Januar: Davor Šuker, kroatischer Fußballspieler

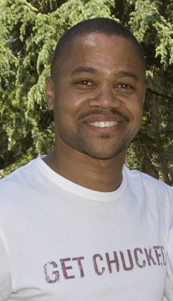
Cuba Gooding junior

- 02. Januar: Cuba Gooding Jr., US-amerikanischer Schauspieler
- 02. Januar: Alfonso de Orléans-Borbón, spanischer Adeliger und Rennstallbesitzer
- 02. Januar: Anky van Grunsven, niederländische Dressurreiterin
- 02. Januar: Ali-Rıza Yılmaz, türkischer Fußballspieler
- 03. Januar: Gregor Bloéb, österreichischer Schauspieler
- 03. Januar: Kent Carlsson, schwedischer Tennisspieler
- 03. Januar: Effi B. Rolfs, deutsche Kabarettistin, Autorin, Malerin, Grafikerin und Theaterleiterin
- 04. Januar: Ernst Mader, österreichischer Fußballer
- 04. Januar: Roland Pfaus, deutscher Schauspieler
- 04. Januar: Andreas Weiß, deutscher Autor, Regisseur und Produzent
- 05. Januar: Adel Mohamed al-Jabrin, saudi-arabischer Bogenschütze
- 05. Januar: Ali Atalan, deutsch-türkischer Politiker
- 05. Januar: Giorgi Baramidse, georgischer Staatsminister

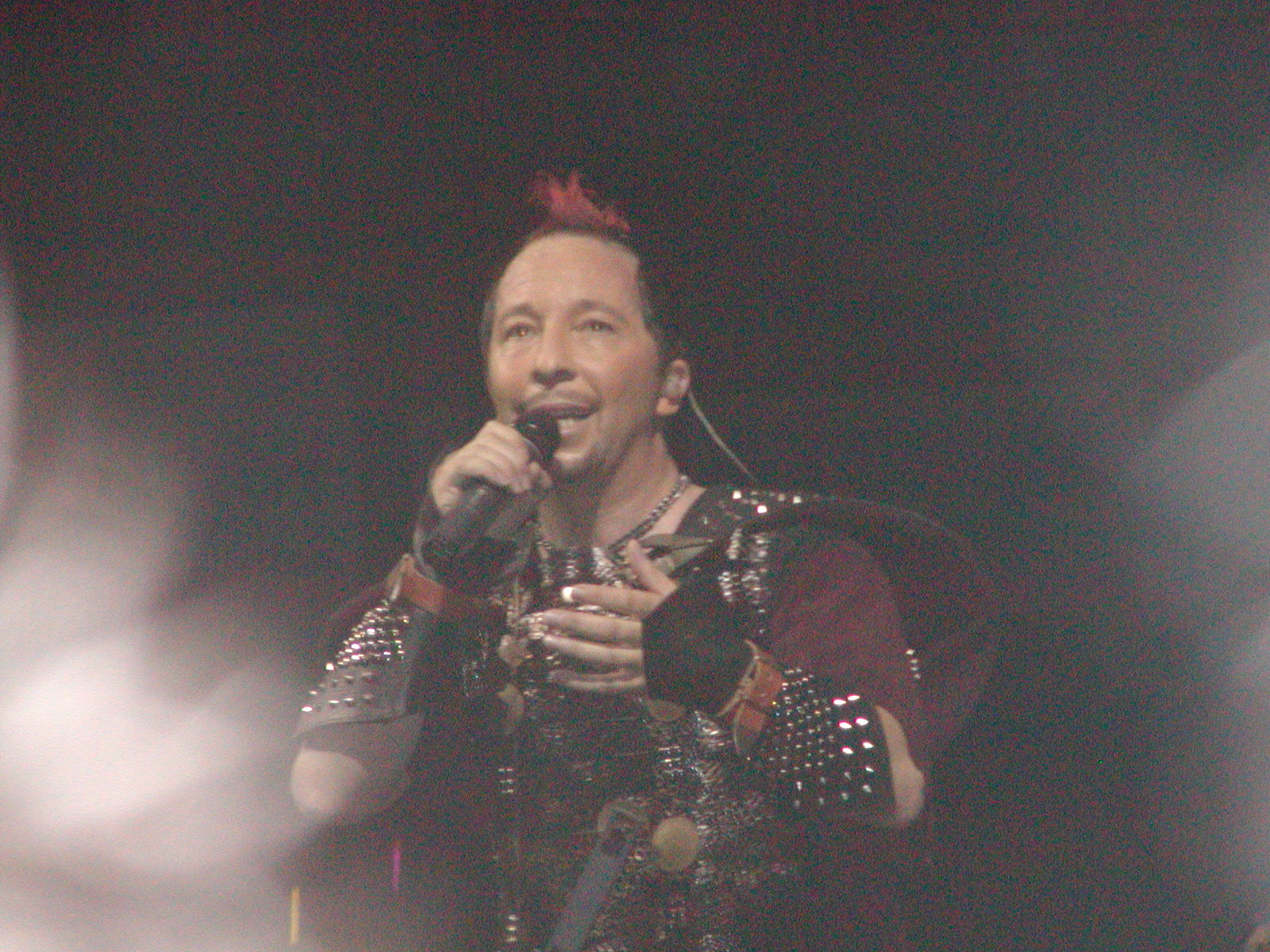
DJ BoBo

- 05. Januar: DJ BoBo (Peter René Baumann), Schweizer DJ und Popmusiker
- 07. Januar: Georgi Gospodinow, bulgarischer Schriftsteller
- 07. Januar: San Glaser, niederländische Sängerin
- 09. Januar: Joey Lauren Adams, US-amerikanische Schauspielerin
- 09. Januar: Roland Kerschbaum, österreichischer Geistlicher und Kunsthistoriker
- 11. Januar: Philippe Cavoret, ehemaliger französischer Skeletonfahrer
- 11. Januar: Benjamin List, deutscher Chemiker und Nobelpreisträger
- 11. Januar: Abdul Malik, singapurischer Fußballschiedsrichter
- 11. Januar: Aglaia Szyszkowitz, österreichische Schauspielerin
- 12. Januar: Laura Mañá, spanische Schauspielerin, Regisseurin und Drehbuchautorin
- 12. Januar: Heather Mills, britisches Model
- 13. Januar: Albrecht Kunkel, deutscher Fotograf († 2009)
- 13. Januar: Steffi Schmidt, deutsche Volleyballspielerin
- 14. Januar: LL Cool J, US-amerikanischer Rapper
- 14. Januar: Karsten Mende, deutscher Eishockeyspieler, Manager
- 14. Januar: Steffi Osenberg, deutsche Handballtrainerin und Spielerin
- 14. Januar: Christoph Reuter, deutscher Journalist
- 14. Januar: Andreas Sassen, deutscher Fußballspieler († 2004)
- 15. Januar: Adnan Erkan, türkischer Fußballtorhüter und -trainer
- 15. Januar: Martin Schmitt, deutscher Pianist, Sänger, Entertainer, Komponist und Texter
- 15. Januar: Iñaki Urdangarin, ehemaliger spanischer Handballspieler
- 16. Januar: Dannielle Ashe, US-amerikanische Fotografin und Unternehmerin
- 16. Januar: David Chokachi, US-amerikanischer Schauspieler
- 16. Januar: İbrahim Köseoğlu, türkischer Fußballspieler und -trainer
- 17. Januar: Swetlana Masterkowa, russische Mittelstreckenläuferin
- 17. Januar: Milan Peschel, deutscher Schauspieler und Regisseur
- 17. Januar: Sofia Shinas, kanadische Sängerin, Songschreiberin und Schauspielerin
- 18. Januar: Ann Battelle, US-amerikanische Freestyle-Skierin
- 18. Januar: Armin Falk, deutscher Ökonom
- 19. Januar: Timo Lange, deutscher Fußballspieler
- 19. Januar: Eden Robinson, kanadische Schriftstellerin
- 20. Januar: Dieter Moherndl, deutscher Snowboarder
- 21. Januar: Ilia Smirin, belarussisch-israelischer Großmeister (Schach)
- 21. Januar: Charlotte Ross, US-amerikanische Schauspielerin
- 22. Januar: Juan Barazi, dänischer Unternehmer und Automobilrennfahrer
- 22. Januar: Frank Böttcher, deutscher Meteorologe, Moderator und Autor
- 22. Januar: Franka Dietzsch, deutsche Leichtathletin
- 23. Januar: Petr Korda, tschechischer Tennisspieler
- 23. Januar: Anja Laïs, deutsche Schauspielerin und Hörspielsprecherin
- 24. Januar: Birte Englich, deutsche Sozialpsychologin († 2019)
- 24. Januar: Fernando Escartín, spanischer Radrennfahrer
- 24. Januar: Michael Kiske, deutscher Rockmusiker und Schriftsteller
- 24. Januar: Reto Pavoni, Schweizer Eishockeytorwart und -trainer
- 24. Januar: Mary Lou Retton, US-amerikanische Kunstturnerin
- 25. Januar: Inga Busch, deutsche Schauspielerin und Sängerin
- 25. Januar: Olga Flor, österreichische Schriftstellerin
- 25. Januar: Matthias Wahls, deutscher Schachspieler
- 26. Januar: Frank Aehlig, deutscher Fußballfunktionär
- 27. Januar: Tracy Lawrence, US-amerikanischer Country-Sänger
- 27. Januar: Mike Patton, US-amerikanischer Sänger und Songwriter
- 27. Januar: Matt Stover, US-amerikanischer American-Football-Spieler
- 27. Januar: Tricky, britischer Musiker
- 28. Januar: Sarah McLachlan, kanadische Sängerin
- 28. Januar: DJ Muggs, US-amerikanischer DJ und Musikproduzent
- 28. Januar: Alexa Maria Surholt, deutsche Schauspielerin
- 28. Januar: Tore Torvbråten, norwegischer Curler
- 29. Januar: Susi Erdmann, deutsche Rodlerin und Bobpilotin
- 29. Januar: Bobbie Phillips, amerikanische Schauspielerin

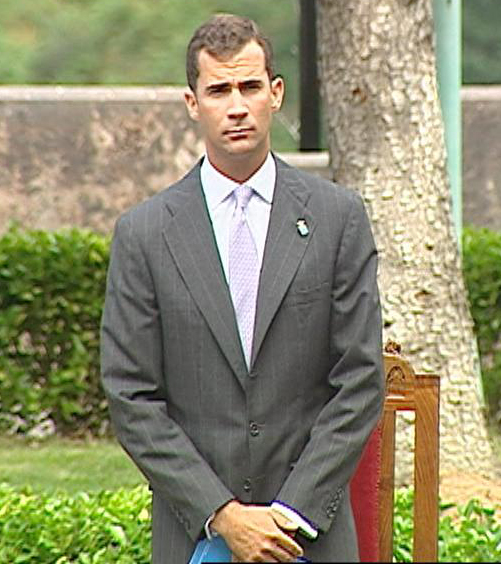
Felipe von Spanien

- 30. Januar: Felipe VI., spanischer König
- 31. Januar: Markus Foser, Liechtensteiner Skirennläufer
- 31. Januar: Petra Schubert, deutsche Badmintonspielerin
- 000Januar: Sanjeev Arora, US-amerikanischer Informatiker

### Februar
- 01. Februar: Deborah M. Applegate, US-amerikanische Historikerin und Biografin
- 01. Februar: Cheb Hasni, algerischer Sänger († 1994)
- 01. Februar: Lisa Marie Presley, US-amerikanische Sängerin († 2023)
- 01. Februar: Mark Recchi, kanadischer Eishockeyspieler
- 01. Februar: Javier Sánchez, spanischer Tennisspieler
- 01. Februar: Hannes Trinkl, österreichischer Skirennfahrer
- 02. Februar: Espen Bredesen, norwegischer Skispringer
- 02. Februar: Roland Jankowsky, deutscher Schauspieler
- 03. Februar: František Kučera, tschechischer Eishockeyspieler
- 03. Februar: Mary Onyali-Omagbemi, nigerianische Sprinterin und Olympiadritte
- 04. Februar: Astrid Klug, deutsche Politikerin
- 05. Februar: Marcus Grönholm, finnischer Rallyefahrer
- 05. Februar: Henrik Hedman, schwedischer Unternehmer und Automobilrennfahrer
- 05. Februar: Arne Seidel, deutscher Schriftsteller und Lesebühnenautor
- 06. Februar: Patrick Lemarié, französischer Automobilrennfahrer
- 07. Februar: Shawn Stephen Anderson, kanadischer Eishockeyspieler
- 07. Februar: Peter Bondra, slowakischer Eishockeyspieler
- 07. Februar: Marek Iglo, tschechischer Komponist
- 07. Februar: Katja Kean, dänische Pornodarstellerin
- 08. Februar: Georg Fahrenschon, deutscher Politiker
- 08. Februar: April Stewart, US-amerikanische Synchronsprecherin
- 09. Februar: Alejandra Guzmán, mexikanische Rock-Sängerin und Schauspielerin
- 09. Februar: Michael Menzel, deutscher Handballspieler und Handballtrainer
- 10. Februar: Mark Heidenfeld, irisch-deutscher Schachspieler
- 11. Februar: Monika Guthmann, deutsche Schauspielerin
- 12. Februar: Josh Brolin, US-amerikanischer Schauspieler
- 13. Februar: Kelly Hu, US-amerikanische Schauspielerin
- 14. Februar: Martin Bader, deutscher Fußball-Funktionär
- 14. Februar: Scott Sharp, US-amerikanischer Automobilrennfahrer
- 15. Februar: Angelica Bella, ungarische Pornodarstellerin († 2021)
- 15. Februar: Daniel Anderson, deutscher Regisseur und Drehbuchautor
- 15. Februar: Kaspar Henny, deutscher Gleitschirmpilot
- 15. Februar: Tomas Svensson, schwedischer Handballspieler
- 16. Februar: Christian Grundner, deutscher Langstreckenläufer
- 16. Februar: Annika Hallin, schwedische Schauspielerin
- 16. Februar: Gábor Juhász, ungarischer Jazzgitarrist
- 16. Februar: Eddie Lovely, englischer Dartspieler
- 17. Februar: Ellen Kießling, deutsche Leichtathletin und Olympiateilnehmerin
- 17. Februar: Christian Neander, deutscher Gitarrist, Produzent und Komponist
- 17. Februar: Sonja Northing, deutsche Politikerin († 2024)
- 17. Februar: Giuseppe Signori, italienischer Fußballspieler
- 18. Februar: Robert Orth, deutscher Politiker
- 18. Februar: Jukka Perko, finnischer Jazzsaxophonist
- 18. Februar: Molly Ringwald, US-amerikanische Schauspielerin Molly Ringwald

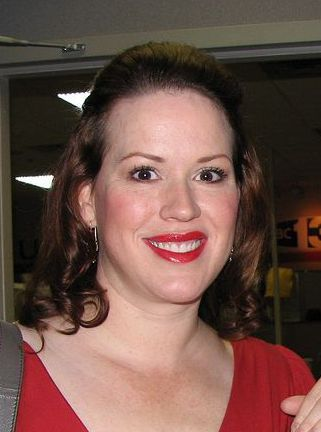
Molly Ringwald

- 19. Februar: Hennes Bender, deutscher Kabarettist
- 19. Februar: Stochelo Rosenberg, niederländischer Sinti und Jazz-Gitarrist
- 20. Februar: Dirk Dufner, deutscher Fußball-Funktionär
- 20. Februar: Camilla Gibb, kanadische Schriftstellerin britischer Herkunft
- 20. Februar: Eva Grünbauer, deutsche Fernsehmoderatorin
- 20. Februar: Paweł Wypych, polnischer Politiker († 2010)
- 21. Februar: Artūras Zuokas, litauischer Politiker, Unternehmer und Journalist, Kriegsreporter
- 22. Februar: Bradley Nowell, US-amerikanischer Sänger und Gitarrist († 1996)
- 22. Februar: Jeri Ryan, US-amerikanische Schauspielerin Jeri Ryan

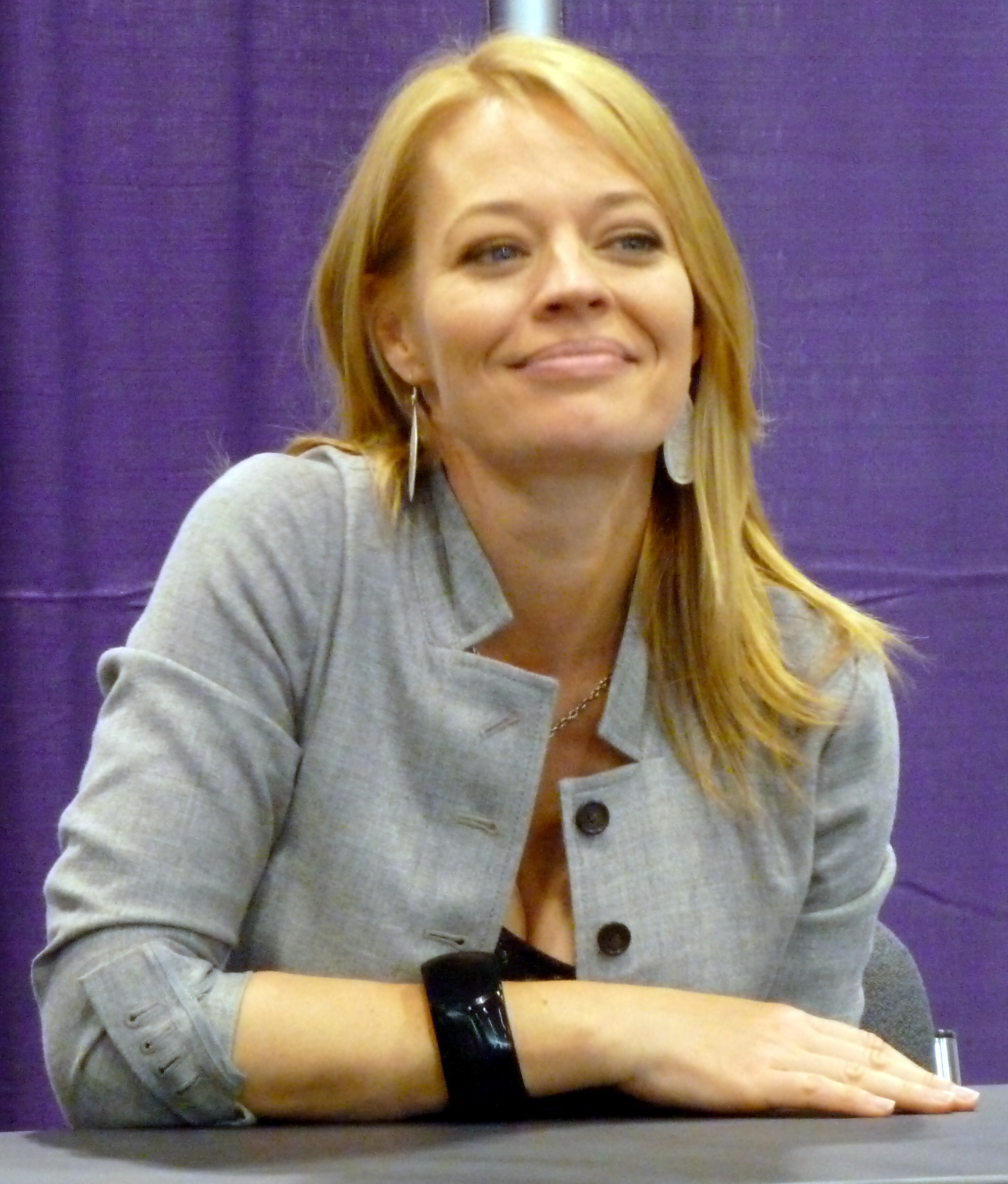
Jeri Ryan

- 23. Februar: Justin Bell, britischer Automobilrennfahrer
- 23. Februar: Sonya Hartnett, australische Schriftstellerin
- 23. Februar: Hiroki Katō, japanischer Automobilrennfahrer
- 24. Februar: Francesco Baiano, italienischer Fußballspieler und -trainer
- 24. Februar: Emanuele Naspetti, italienischer Automobilrennfahrer
- 24. Februar: Steven St. Croix, US-amerikanischer Pornodarsteller
- 24. Februar: Martin Wagner, deutscher Fußballspieler
- 25. Februar: Sandrine Kiberlain, französische Filmschauspielerin
- 25. Februar: Olivier Thévenin, französischer Automobilrennfahrer
- 26. Februar: Robin Lucien Ammerlaan, niederländischer Rollstuhltennisspieler
- 26. Februar: Tim Commerford, US-amerikanischer Bassist
- 26. Februar: Carina Wiese, deutsche Schauspielerin
- 27. Februar: Hennadij Mochnenko, ukrainischer Pastor und Menschenrechtsaktivist
- 27. Februar: Elmar Kühling, deutscher Schauspieler
- 28. Februar: Éric Le Chanony, französischer Bobfahrer
- 28. Februar: Gregor Stähli, Schweizer Skeleton-Fahrer
- 29. Februar: Pete Fenson, US-amerikanischer Curler
- 29. Februar: Emer Martin, irische Schriftstellerin, Malerin und Filmemacherin
- 29. Februar: Guy Philippe, Offizier und Polizeichef und jetzt Rebellenführer in Haiti

### März
- 01. März: Katja Kittler, deutsche Handballspielerin
- 01. März: Swen Schulz, deutscher Politiker (SPD) und MdB

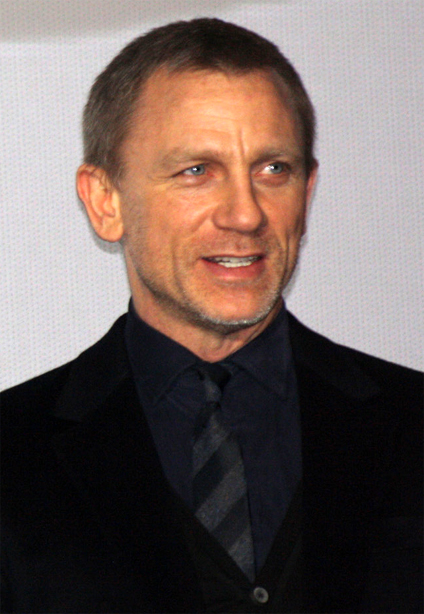
Daniel Craig

- 02. März: Daniel Craig, britischer Schauspieler
- 02. März: Chris Hülsbeck, deutscher Spieleentwickler und Musiker
- 03. März: Oli Bigalke, deutscher Schauspieler

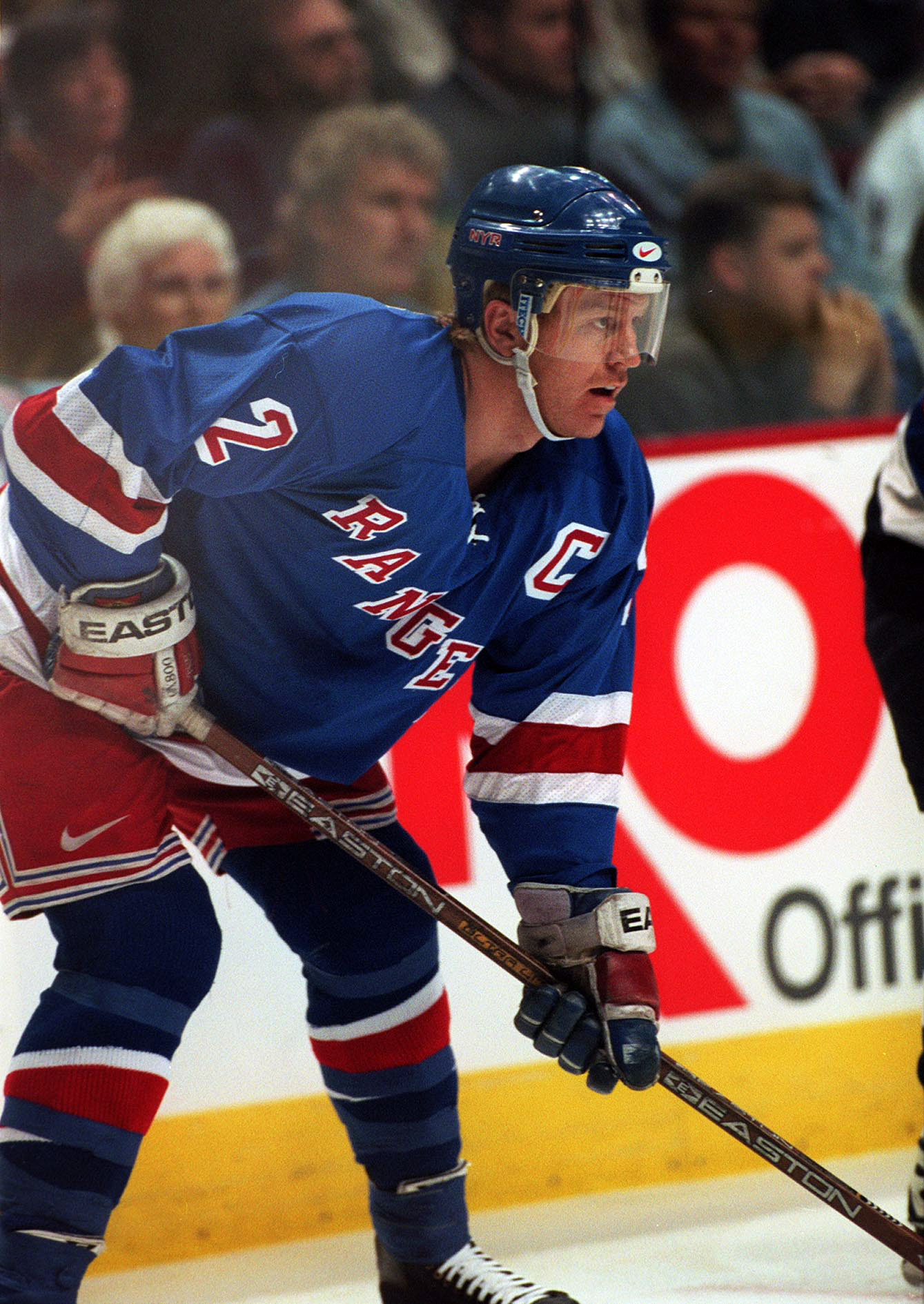
Brian Leetch

- 03. März: Brian Leetch, US-amerikanischer Eishockeyspieler
- 03. März: Scott Radinsky, US-amerikanischer Sänger und American-Football-Spieler
- 03. März: Jörg Stiel, Schweizer Fußballspieler
- 04. März: Patsy Kensit, englische Schauspielerin und Musikerin
- 04. März: Christina McKelvie, schottische Politikerin († 2025)
- 05. März: Theresa Villiers, deutsche Politikerin
- 06. März: Brigitte Annessy, französische Schauspielerin
- 06. März: Jakob Dinesen, dänischer Jazzsaxophonist
- 06. März: Michael Romeo, US-amerikanischer Gitarrist
- 06. März: Smudo, deutscher Musiker
- 07. März: Jason Altmire, US-amerikanischer Politiker
- 08. März: Michael Bartels, deutscher Automobilrennfahrer
- 08. März: David Berger, deutscher Publizist und Theologe
- 08. März: Wolfram Köhler, deutscher Politiker
- 08. März: Shawn Mullins, US-amerikanischer Musiker und Songwriter
- 09. März: Youri Djorkaeff, französischer Fußballspieler
- 10. März: Daniel Acht, deutscher Regisseur und Drehbuchautor
- 10. März: Thomas Dechant, bayerischer Politiker
- 10. März: Tommy Denander, schwedischer Gitarrist
- 10. März: Roman Fitilew, russischer Handballspieler und -trainer
- 10. März: Árni Þór Hallgrímsson, isländischer Badmintonspieler
- 10. März: Michael Morgan, deutscher Schlagersänger
- 10. März: Simone Violka, deutsche Politikerin
- 11. März: Simone Buchanan, australische Schauspielerin
- 11. März: Pascal FEOS, deutscher Discjockey und Musikproduzent († 2020)
- 12. März: Bjarne Mädel, deutscher Schauspieler
- 14. März: Stefanie Anhalt, deutsche Journalistin und Hörfunkmoderatorin
- 14. März: Gerd Audehm, deutscher Radfahrer
- 14. März: Stephan Bieker, deutscher Schauspieler
- 14. März: Olaf Henning, deutscher Schlagersänger
- 14. März: Jan Sosniok, deutscher Schauspieler
- 15. März: Sabrina Salerno, italienische Discosängerin
- 15. März: Jon Schaffer, US-amerikanischer Gitarrist der Heavy-Metal-Band Iced Earth
- 16. März: Adílson Dias Batista, brasilianischer Fußballspieler und -trainer
- 16. März: Johann Schirmbrand, deutscher Karambolagespieler und Dreiband-Weltmeister
- 17. März: Benôit Frétin, französischer Unternehmer und Automobilrennfahrer
- 17. März: Valter Bonča, slowenischer Radrennfahrer
- 17. März: Yvan Lebon, französischer Automobilrennfahrer († 2010)
- 19. März: Khaled Mardam-Bey, jordanischer Softwareentwickler
- 20. März: John Kocinski, US-amerikanischer Motorradrennfahrer
- 20. März: Alexander Strehmel, deutscher Fußballspieler
- 20. März: Jörg Zirwes, deutscher Politiker
- 21. März: Kathrin Anklam-Trapp, deutsche Politikerin
- 21. März: Dalian Atkinson, englischer Fußballspieler († 2016)
- 21. März: Vincent Courtois, französischer Jazzcellist
- 21. März: Günter Vallaster, österreichischer Schriftsteller
- 22. März: Øystein Aarseth, norwegischer Musiker († 1993)
- 23. März: Damon Albarn, englischer Sänger
- 23. März: Fernando Hierro, spanischer Fußballspieler
- 24. März: Ville Kurki, finnischer Regattasegler († 2022)
- 24. März: Michael Masula, deutscher Schauspieler
- 24. März: Enrique Mazzola, italienischer Dirigent
- 25. März: Susanne Bisovsky, österreichische Modeschöpferin
- 26. März: Laurent Brochard, französischer Radrennfahrer
- 26. März: Kenny Chesney, US-amerikanischer Countrysänger
- 26. März: Alessio Galletti, italienischer Radrennfahrer († 2005)
- 26. März: James Iha, US-amerikanischer Musiker
- 26. März: Jutta Müller, deutsche Windsurferin
- 27. März: Wolfgang Schwenke, deutscher Handballspieler und -trainer
- 27. März: Luca Zaia, italienischer Politiker
- 28. März: Ina Bleiweiß, deutsche Schauspielerin
- 29. März: Dorthe Andersen, dänische Sängerin und TV-Moderatorin
- 29. März: Ulrich Kelber, deutscher Politiker
- 29. März: Lucy Lawless, neuseeländische Schauspielerin
- 29. März: Miloš Vaník, deutsch-tschechischer Eishockeyspieler
- 30. März: Patrick Bach, deutscher Schauspieler

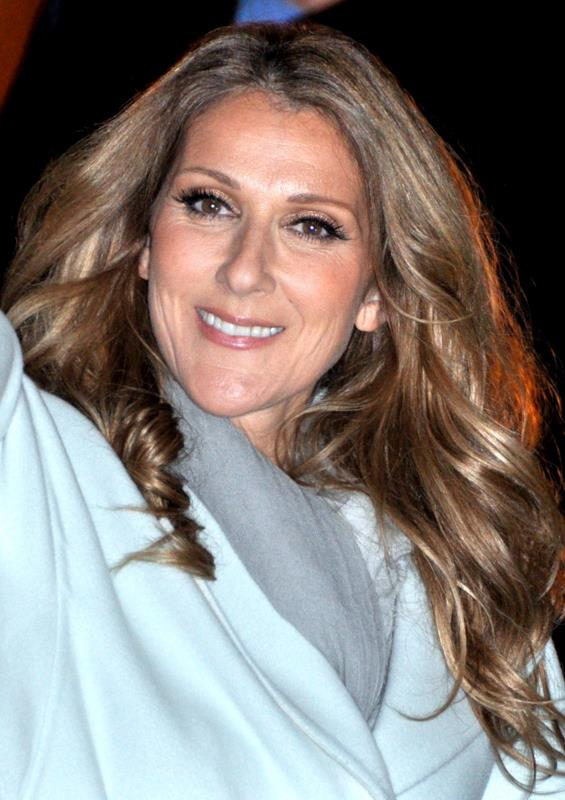
Céline Dion

- 30. März: Céline Dion, kanadische Popsängerin
- 31. März: Wilfried Eisenberg, deutscher Manager
- 31. März: Christian Liebig, deutscher Journalist († 2003)
- 31. März: Yvonne Ritter-Elkuch, liechtensteinische Radsportlerin

### April
- 01. April: Alexander Stubb, finnischer Politiker
- 02. April: Garrelt Duin, deutscher Politiker und MdB
- 02. April: Sascha Korf, deutscher Moderator, Komiker, Improvisationskünstler und Schauspieler
- 03. April: Sebastian Bach, US-amerikanischer Sänger
- 03. April: Bernd Karbacher, deutscher Tennisspieler
- 04. April: Roberto Colciago, italienischer Automobilrennfahrer
- 04. April: Steffen Jacobs, deutscher Lyriker, Essayist, Herausgeber und Übersetzer
- 04. April: Darren Law, US-amerikanischer Automobilrennfahrer
- 05. April: Paula Cole, US-amerikanische Sängerin
- 06. April: Oliver Korittke, deutscher Schauspieler
- 07. April: Duncan Armstrong, australischer Schwimmer
- 08. April: Wolfgang Aigner, österreichischer Lehrer und Politiker
- 08. April: Patricia Arquette, US-amerikanische Schauspielerin
- 08. April: Patricia Girard, französische Hürdenläuferin
- 08. April: Andreas Hutzel, deutscher Schauspieler
- 09. April: Christophe Schweizer, Schweizer Jazzposaunist und Bandleader

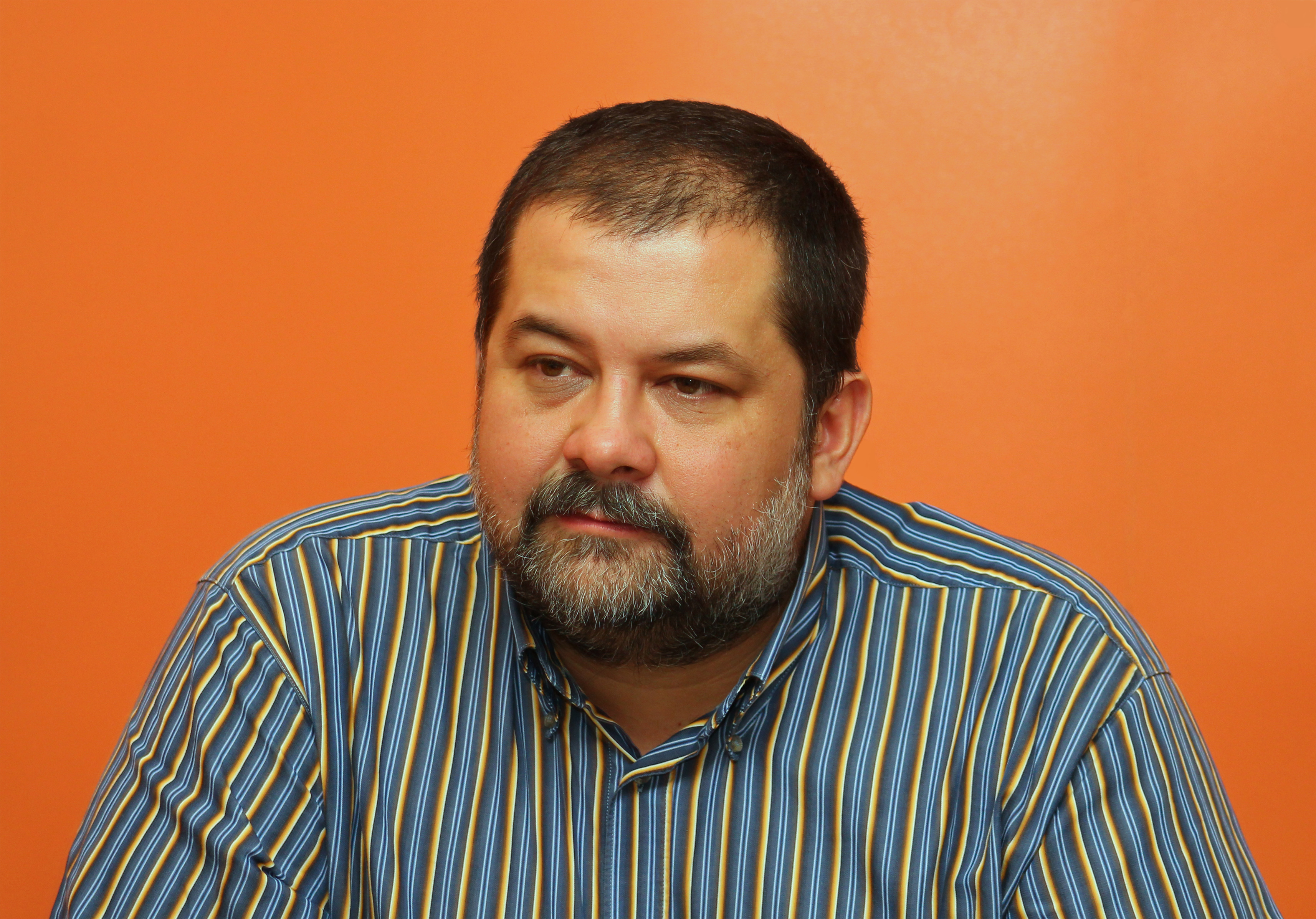
Sergei Wassiljewitsch Lukjanenko

- 11. April: Sergei Lukjanenko, russischer Science-Fiction- und Fantasy-Autor
- 12. April: Guido Schiefen, deutscher Cellist
- 13. April: Marc Schubring, deutscher Komponist
- 14. April: Filippo Preziosi, italienischer Ingenieur
- 15. April: Inês de Medeiros, portugiesische Schauspielerin und Politikerin
- 15. April: Wano Merabischwili, georgischer Innenminister
- 15. April: Ed O’Brien, britischer Musiker
- 16. April: Martin Dahlin, schwedischer Fußballspieler
- 16. April: Andreas Hajek, deutscher Ruderer
- 16. April: Markus Hochhaus, deutscher Handballspieler
- 16. April: Sandra Maahn, deutsche Fernsehmoderatorin
- 17. April: Adam McKay, US-amerikanischer Drehbuchautor, Filmproduzent und Filmregisseur
- 17. April: Marc Wagner, deutsch-österreichischer Fernsehmoderator und TV-Produzent
- 18. April: Thomas Eder, österreichischer Literaturwissenschaftler
- 18. April: Ilana Goldschmidt, deutsche Filmeditorin
- 18. April: David Hewlett, britischer Schauspieler
- 18. April: Sven Leonhardt, deutscher Nordischer Kombinierer
- 19. April: Shai Agassi, israelischer Software-Unternehmer
- 19. April: Johannes Flöck, deutscher Comedian und Moderator
- 19. April: Ashley Judd, US-amerikanische Schauspielerin
- 19. April: Andreas Mohn, deutscher Sachbuchautor und Stiftungsgründer

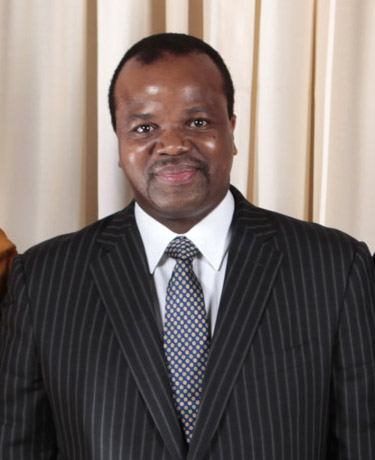
König Mswati III.

- 19. April: Mswati III., König von Swasiland
- 20. April: Yılmaz Arslan, deutscher Filmregisseur, -autor, und -produzent
- 20. April: Daniel Teixeira, brasilianischer Fußballspieler
- 20. April: Jens Weidmann, deutscher Volkswirt und Bundesbankpräsident
- 21. April: Jean-Louis Agobet, französischer Komponist
- 21. April: Tita von Hardenberg, deutsche Fernsehmoderatorin und -Produzentin
- 21. April: Eduardus Nabunome, indonesischer Leichtathlet († 2020)
- 21. April: Lars-Henrik Walther, deutscher Handballspieler
- 22. April: Mike Bell, US-amerikanischer Baseballspieler

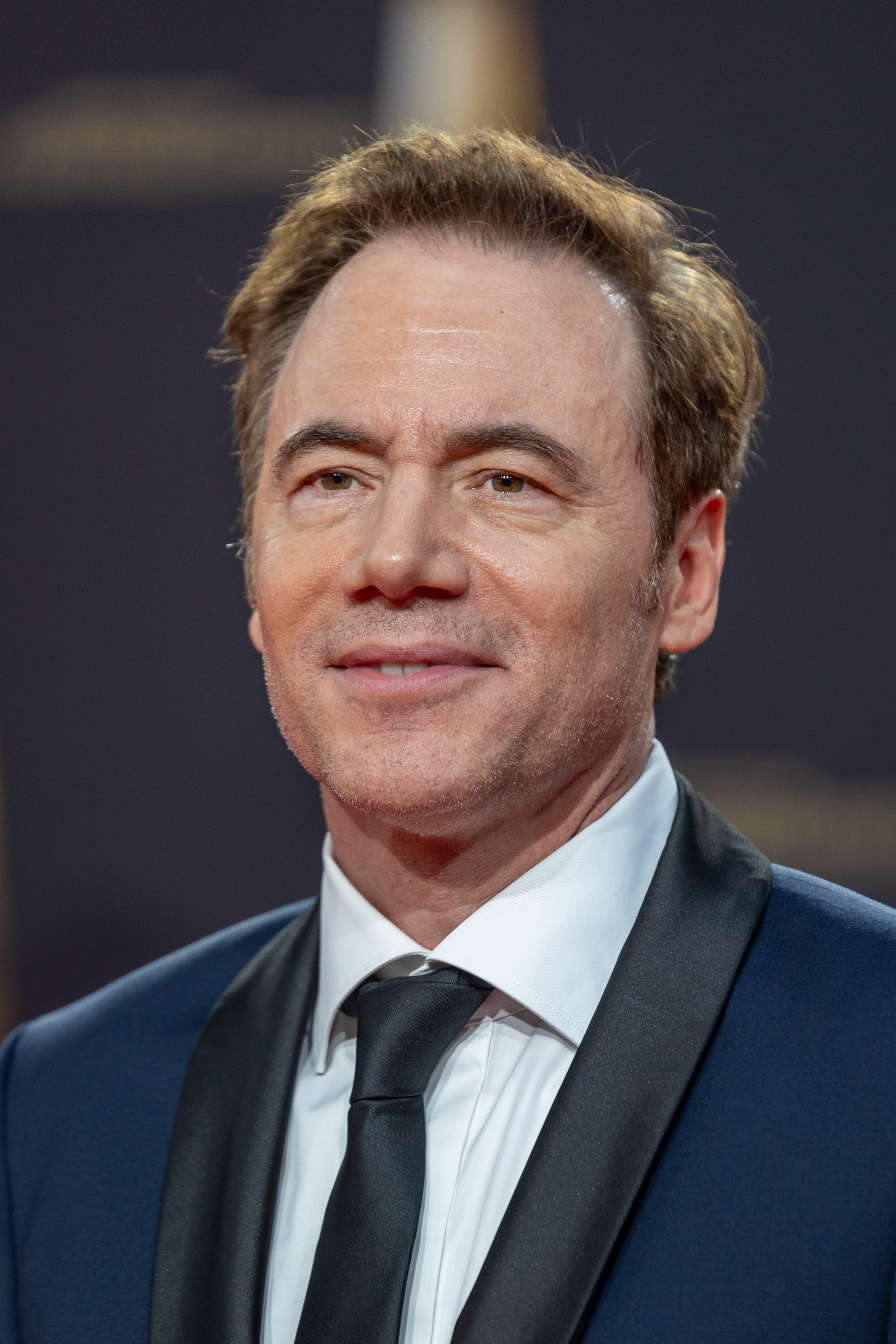
Michael „Bully“ Herbig, 2023

- 23. April: Siegfried Kroboth, Berliner Maueropfer († 1973)
- 23. April: Timothy McVeigh, US-amerikanischer Terrorist († 2001)
- 24. April: Markus Agosti, deutscher Schlagersänger, Songtexter, Komponist und Showmoderator
- 24. April: Roxanna Panufnik, englische Komponistin
- 24. April: Jelena Välbe, russische Skilangläuferin
- 25. April: Christopher Campbell, französischer Automobilrennfahrer
- 25. April: Martin Schenkel, Schweizer Schauspieler und Sänger († 2003)

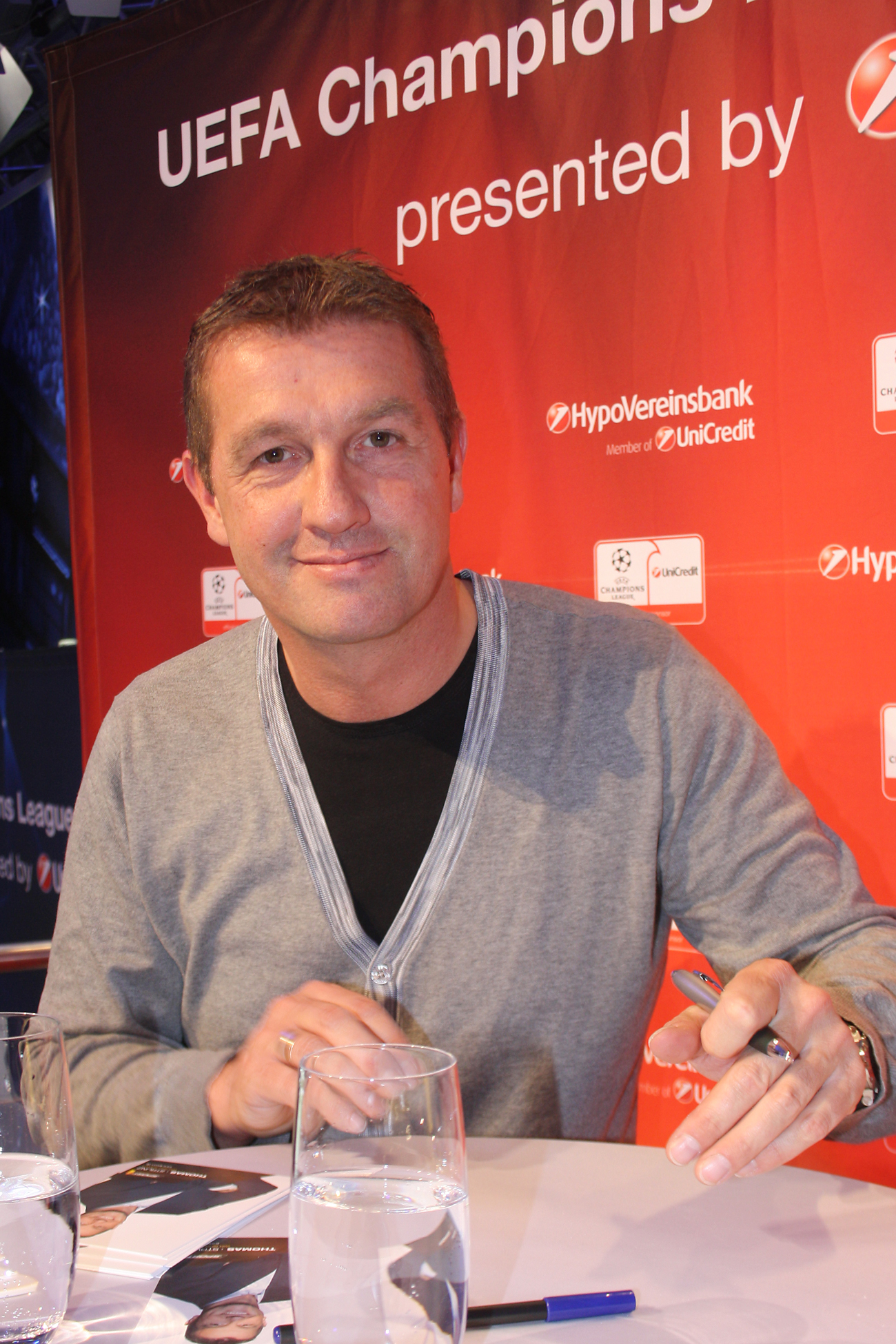
Thomas Strunz

- 25. April: Thomas Strunz, deutscher Fußballspieler
- 27. April: Cristian Mungiu, rumänischer Filmregisseur und Drehbuchautor
- 27. April: Darius Ruželė, litauischer Schachspieler
- 28. April: Ulrich Commerçon, deutscher Politiker
- 28. April: Howard Donald, britischer Musiker und DJ
- 28. April: Friedrich Loschelder, deutscher Jurist
- 29. April: Kolinda Grabar-Kitarović, kroatische Politikerin und Diplomatin
- 29. April: Michael Herbig, deutscher Schauspieler, Autor, Regisseur und Filmproduzent
- 29. April: Michael Niavarani, österreichischer Kabarettist und Schauspieler

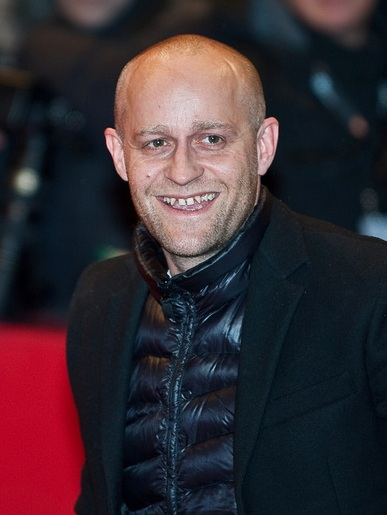
Jürgen Vogel

- 29. April: Jürgen Vogel, deutscher Schauspieler
- 30. April: Carl Brown, US-amerikanischer Basketballspieler
- 30. April: Senjanin Maglajlija, bosnischer Handballspieler und -trainer
- 30. April: Hansjörg Müller, deutscher Volkswirt und Politiker
- 30. April: Verona Pooth, deutsche Entertainerin
- 30. April: Jim Reeves, deutscher Sänger, Songwriter und Musikproduzent († 2016)

### Mai

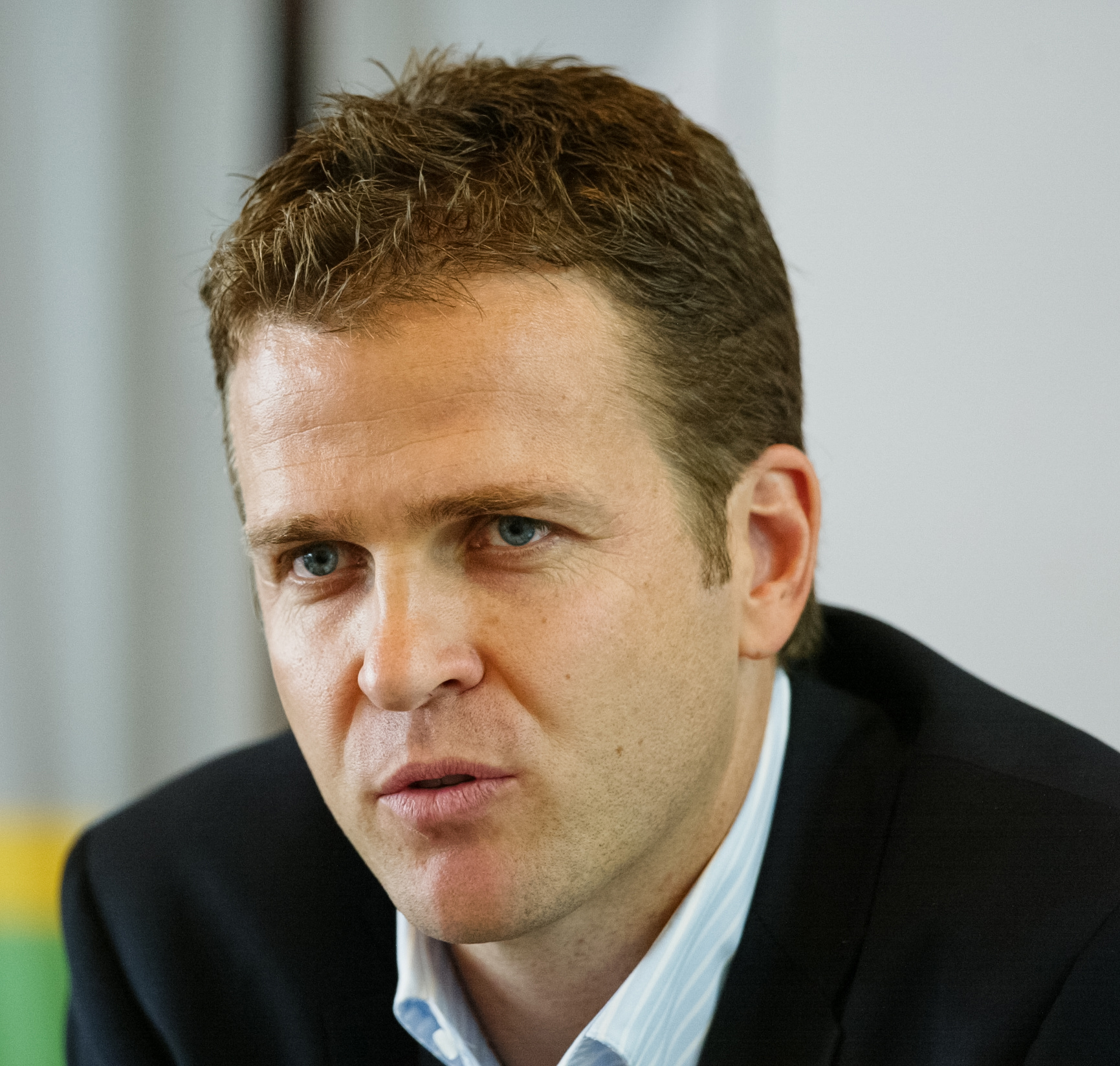
Oliver Bierhoff

- 01. Mai: Oliver Bierhoff, deutscher Fußballspieler
- 01. Mai: Guido Broscheit, deutscher Schauspieler
- 01. Mai: D’arcy Wretzky, US-amerikanische Musikerin
- 02. Mai: Jeffrey Alan Agoos, US-amerikanischer Fußballspieler und Manager
- 02. Mai: Annette Wille, deutsche Juristin und Richterin am Bundesgerichtshof
- 03. Mai: Oliver Eickelberg, deutscher Pneumologe
- 03. Mai: Bärbel Bas, deutsche Politikerin und amtierende Bundestagspräsidentin
- 04. Mai: Francesca Bortolozzi, italienische Fechterin
- 04. Mai: Shulamit Goldstein, israelische Rhythmische Sportgymnastin († 2022)
- 04. Mai: Jan Holpert, deutscher Handballtorwart
- 04. Mai: Patrick Rohr, ehemaliger Schweizer Fernsehmoderator, Buchautor
- 05. Mai: Dariusz Michalczewski, polnisch-deutscher Boxer
- 06. Mai: Torbjörn Arvidsson, schwedischer Fußballspieler
- 06. Mai: Nicole Marischka, deutsche Schauspielerin
- 07. Mai: Traci Lords, US-amerikanische Schauspielerin
- 07. Mai: Florian Schwarthoff, deutscher Hürdensprinter
- 07. Mai: Tommy Wosch, deutscher Radiomoderator und Kabarettist
- 08. Mai: Omar Camporese, italienischer Tennisspieler
- 08. Mai: Ivan Mikulić, kroatischer Sänger
- 08. Mai: Michael Philippen, deutscher Handballtrainer und Handballspieler
- 08. Mai: Veronika Šarec, slowenische Skirennläuferin
- 09. Mai: Hardy Krüger jr., deutscher Schauspieler
- 09. Mai: Hendrik Martz, deutscher Schauspieler
- 09. Mai: Marie-José Pérec, französische Leichtathletin
- 09. Mai: Anthony Wilson, US-amerikanischer Jazzgitarrist, Bandleader und Komponist
- 10. Mai: Franz von Holzhausen, US-amerikanischer Fahrzeugdesigner
- 10. Mai: Ecco Mylla, deutscher Schauspieler
- 10. Mai: Erik Palladino, US-amerikanischer Schauspieler
- 10. Mai: Richard Patrick, US-amerikanischer Sänger
- 10. Mai: Markus Zoecke, deutscher Tennisspieler
- 11. Mai: Pavel Gross, Eishockeytrainer und ehemaliger Eishockeyspieler
- 12. Mai: Ivan Choreni Avanesjan, armenischer Politiker
- 12. Mai: Tony Hawk, US-amerikanischer Skateboarder
- 13. Mai: Darren Le Tissier, britischer Badmintonspieler
- 13. Mai: Sonja Zietlow, deutsche Fernsehmoderatorin
- 14. Mai: Peter Kristian Ahola, finnischer Eishockeyspieler
- 15. Mai: Aubin-Thierry Goporo, zentralafrikanischer Basketballspieler
- 15. Mai: Guido Hammesfahr, deutscher Schauspieler
- 16. Mai: Sandra Nedeleff, deutsche Schauspielerin, Drehbuchautorin und Regisseurin
- 17. Mai: Dave Abbruzzese, US-amerikanischer Schlagzeuger
- 18. Mai: Carola Ferstl, deutsche Fernsehmoderatorin
- 18. Mai: Ralf Kelleners, deutscher Automobilrennfahrer
- 18. Mai: Thomas Sykora, österreichischer Skirennläufer, Co-Kommentator beim ORF
- 19. Mai: Rodrigo González, chilenischer Musiker, Bassist
- 20. Mai: Everado Armenta, mexikanischer Boxer
- 20. Mai: Olaf Mast, deutscher Handballspieler und -trainer
- 21. Mai: Johanna Orsini-Rosenberg, österreichische Schauspielerin
- 22. Mai: Thomas Winkelhock, deutscher Automobilrennfahrer
- 23. Mai: Saskia Funck, deutsche Politikerin
- 23. Mai: Marc Jongen, deutscher Politiker und Philosoph
- 24. Mai: Karsten Blumenthal, deutscher Fernsehmoderator
- 25. Mai: Dirk Adams, deutscher Politiker
- 25. Mai: Gazmend Freitag, albanischer Maler
- 26. Mai: Frederik X. von Dänemark, dänischer König
- 27. Mai: Kiyohiko Azuma, japanischer Manga-Zeichner
- 27. Mai: Chris Roberts, US-amerikanischer Gamedesigner
- 27. Mai: Edina Thalhammer, österreichische Sängerin
- 27. Mai: Jennifer Wexton, US-amerikanische Politikerin
- 28. Mai: Jim Long, kanadischer Dartspieler

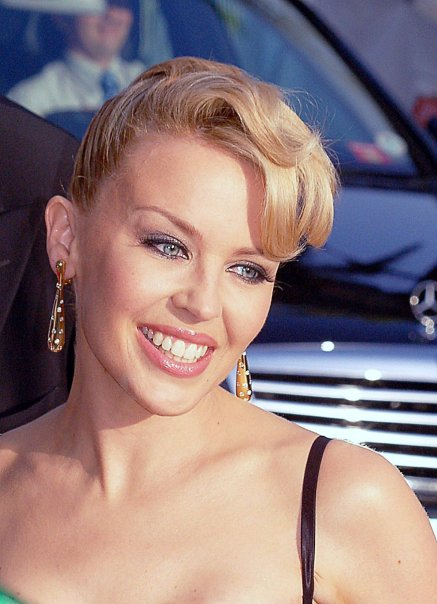
Kylie Minogue

- 28. Mai: Kylie Minogue, australische Sängerin und Schauspielerin
- 29. Mai: Guido Déus, deutscher Politiker
- 29. Mai: Karsten Homrighausen, deutscher Feuerwehrmann
- 30. Mai: Amy Fuller, US-amerikanische Ruderin († 2023)
- 30. Mai: Nina Hauer, deutsche Politikerin
- 30. Mai: Rafael Romero, dominikanischer Boxer

### Juni
- 01. Juni: Jason Donovan, australischer Sänger und Schauspieler
- 01. Juni: Jens Dowe, deutscher Fußballspieler
- 01. Juni: Mathias Rust, deutscher Pilot, Kremlflieger
- 02. Juni: Flemming Andersen, dänischer Comiczeichner
- 02. Juni: Talant Dujshebaev, spanischer Handballspieler und Trainer
- 03. Juni: Peter Nielsen, dänischer Fußballspieler

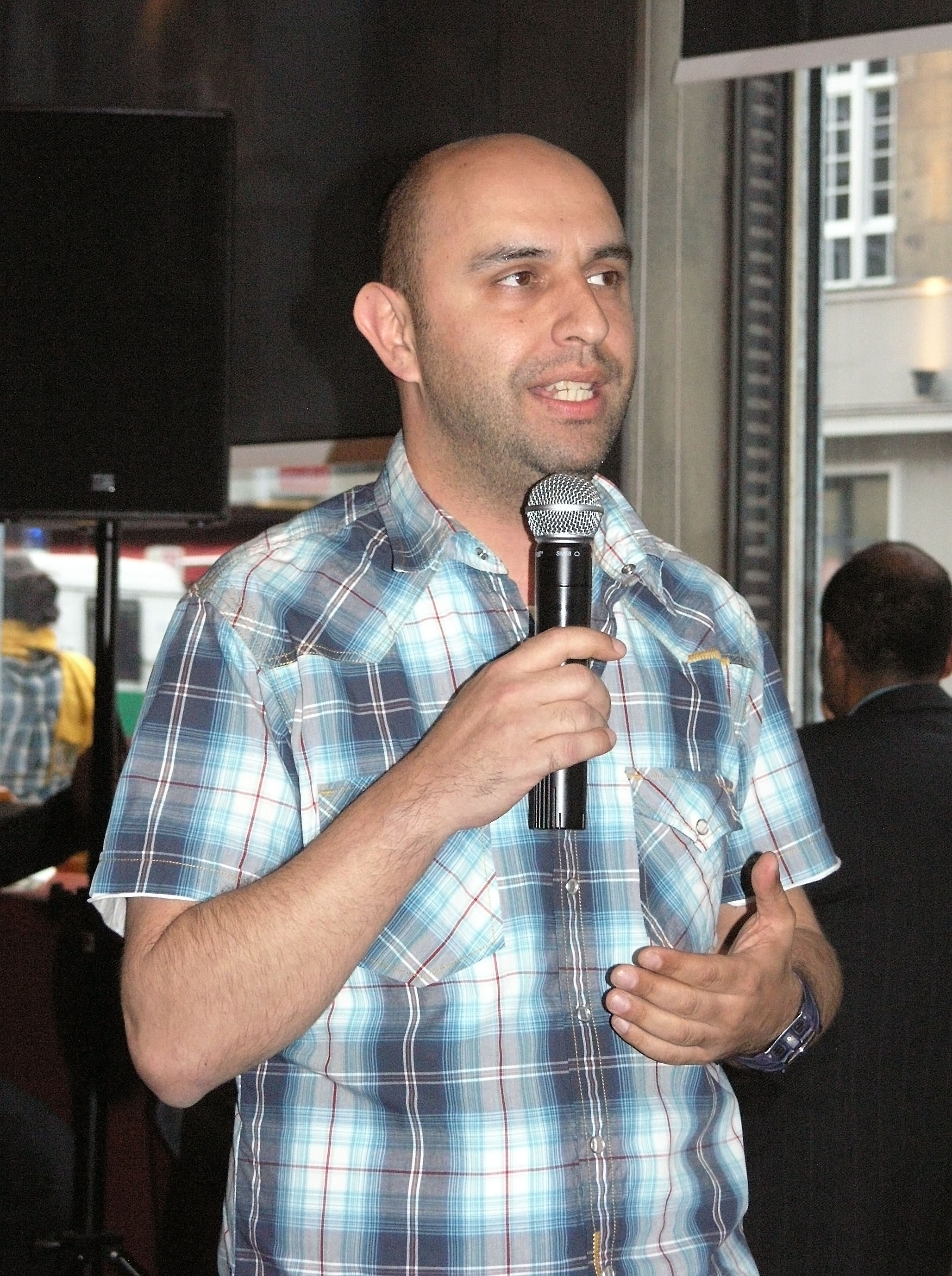
Serdar Somuncu

- 03. Juni: Serdar Somuncu, deutsch-türkischer Schauspieler und Regisseur
- 04. Juni: Iwona Ewa Arent, polnische Politikerin
- 05. Juni: Thorsten Wirth, deutscher Softwareentwickler und Politiker (Piraten)
- 06. Juni: Nils Lehmann, deutscher Handballspieler
- 07. Juni: Gölä, schweizerischer Rockmusiker
- 07. Juni: Macha Grenon, kanadische Schauspielerin
- 08. Juni: Pierre Audétat, schweizerischer Fusion- und Jazzmusiker
- 08. Juni: Megumu Sagisawa, japanische Schriftstellerin († 2004)
- 09. Juni: Peter Gagelmann, deutscher Fußballschiedsrichter
- 09. Juni: Alexander Konowalow, russischer Politiker
- 09. Juni: Jutta Pohlmann, deutsche Kamerafrau
- 09. Juni: Andreas Zeyer, deutscher Fußballspieler
- 09. Juni: Michael Zeyer, deutscher Fußballspieler
- 10. Juni: Sascha Raabe, deutscher Politiker und MdB
- 10. Juni: The D.O.C., US-amerikanischer Rapper
- 10. Juni: Jim Shea, US-amerikanischer Skeletonpilot
- 10. Juni: Ananda Sukarlan, indonesischer Pianist
- 11. Juni: Alois von Liechtenstein, Liechtensteiner Erbnachfolger des Fürstenhauses
- 11. Juni: Jill Gallard, britische Diplomatin
- 11. Juni: Hans Horn, deutscher Filmregisseur und -Produzent
- 11. Juni: Camilla Nylund, finnische Opernsängerin
- 12. Juni: Dirk Bojer, deutscher Liedermacher
- 12. Juni: Luke Slater, britischer Musiker
- 12. Juni: Ina Weisse, deutsche Schauspielerin
- 13. Juni: Fabio Baldato, italienischer Radrennfahrer
- 13. Juni: Andreas Fuchs, deutscher Automobilrennfahrer
- 13. Juni: David Gray, britischer Musiker
- 13. Juni: Volker Sassenberg, deutscher Musik- und Hörspielproduzent, Komponist und Texter
- 14. Juni: Uchnaagiin Chürelsüch, mongolischer Politiker
- 14. Juni: Martin Lang, deutscher Kanute
- 15. Juni: Ralph Brinkhaus, deutscher Politiker, CDU-Fraktionsvorsitzender
- 15. Juni: Christine Chaladyniak, deutsche Fußballspielerin
- 15. Juni: Roberto Lacorte, italienischer Unternehmer, Segler und Automobilrennfahrer
- 16. Juni: Robert Büchel, liechtensteinischer Skirennläufer
- 17. Juni: Kristin Krone, Skirennläuferin aus den USA
- 17. Juni: Charly Lownoise, niederländischer Musiker
- 18. Juni: Daniel Brunhart, liechtensteinischer Judoka
- 18. Juni: Masahito Soda, japanischer Manga-Zeichner
- 18. Juni: Sabrina Staubitz, deutsche Fernsehmoderatorin
- 19. Juni: John Hollenbeck, US-amerikanischer Jazzschlagzeuger
- 20. Juni: Sharon Bajer, kanadische Schauspielerin
- 20. Juni: Iurie Bașcatov, moldauischer Schwimmer († 2022)
- 20. Juni: Jon Glaser, US-amerikanischer Schauspieler und Drehbuchautor
- 20. Juni: Tonya Kinzinger, US-amerikanische Schauspielerin
- 20. Juni: Robert Rodriguez, US-amerikanischer Regisseur, Produzent, Drehbuchautor, Komponist und Schauspieler
- 21. Juni: Anneli Andelén, schwedische Fußballspielerin
- 21. Juni: Chris Gueffroy, vorletztes Todesopfer an der Berliner Mauer († 1989)
- 21. Juni: Peter Vajkoczy, deutscher Neurochirurg und Hochschullehrer
- 22. Juni: Darrell Armstrong, US-amerikanischer Basketballspieler
- 22. Juni: Katerina Medvedeva, russische Schauspielerin
- 23. Juni: Tiken Jah Fakoly, westafrikanischer Reggaemusiker
- 24. Juni: Boris Gelfand, israelischer Schachmeister
- 26. Juni: Guðni Th. Jóhannesson, isländischer Historiker und Präsident Islands
- 26. Juni: Armand de Las Cuevas, französischer Radrennfahrer († 2018)
- 26. Juni: Paolo Maldini, italienischer Fußballspieler
- 26. Juni: Sönke Neitzel, deutscher Historiker
- 26. Juni: Anne-Kathrin Schade, deutsche Volleyballspielerin
- 27. Juni: Kelly Ayotte, US-amerikanische Politikerin
- 27. Juni: Pascale Bussières, kanadische Schauspielerin
- 27. Juni: Thorsten Kinhöfer, deutscher Fußballschiedsrichter
- 27. Juni: Bernd Schattner, deutscher Politiker
- 28. Juni: Christine Balfa, US-amerikanische Cajun-Musikerin
- 28. Juni: Mike Bezdicek, deutscher Handballspieler
- 29. Juni: Tilo Kummer, deutscher Politiker und MdL
- 29. Juni: Michael Oesterle, kanadischer Komponist
- 30. Juni: Phil Anselmo, US-amerikanischer Musiker
- 30. Juni: George Arthur, ghanaischer Fußballspieler († 2015)
- 30. Juni: Anja Bergerhoff, deutsche Fernsehmoderatorin
- 30. Juni: Erik van Leeuwen, niederländischer Biathlet
- 30. Juni: Ralf Rueff, deutscher Fußballspieler und -trainer
- 30. Juni: Volker Zerbe, deutscher Handballspieler

### Juli
- 01. Juli: Adnan Maral, deutsch-türkischer Schauspieler
- 03. Juli: Ramush Haradinaj, kosovarischer Politiker
- 04. Juli: Dan Maffei, US-amerikanischer Politiker
- 05. Juli: Jillian Armenante, US-amerikanische Theater-, Film- und Fernsehschauspielerin
- 05. Juli: Hedi Slimane, französischer Designer
- 05. Juli: Markus Brier, österreichischer Golfspieler
- 05. Juli: Ken Akamatsu, japanischer Mangazeichner
- 05. Juli: Isabel Bogdan, deutsche Autorin
- 07. Juli: Jorja Fox, US-amerikanische Schauspielerin
- 08. Juli: Billy Crudup, US-amerikanischer Filmschauspieler
- 08. Juli: Michael Weatherly, US-amerikanischer Schauspieler Michael Weatherley

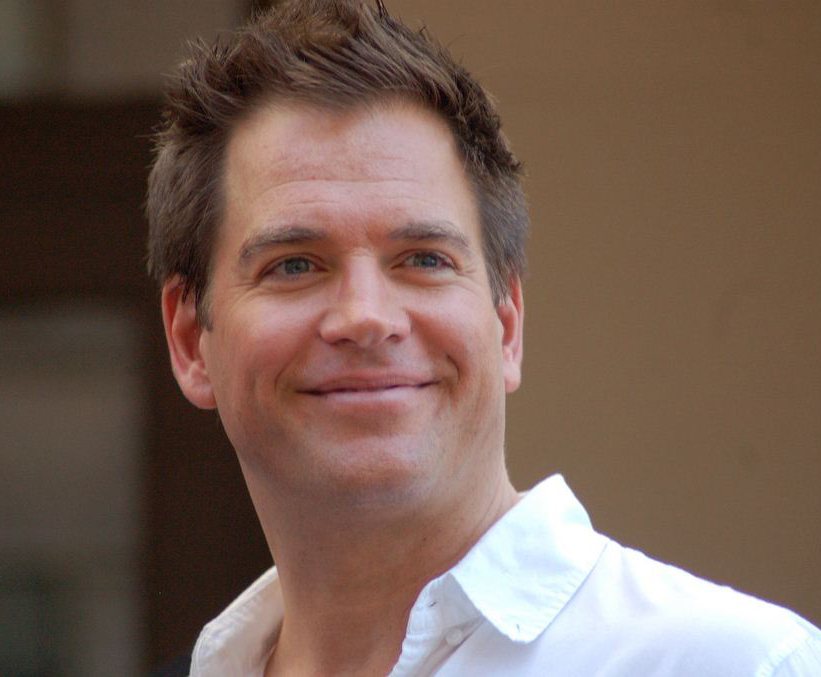
Michael Weatherley

- 09. Juli: Paolo Di Canio, italienischer Fußballspieler und -trainer
- 10. Juli: Hassiba Boulmerka, algerische Leichtathletin
- 10. Juli: Serhane Ben Abdelmajid, mutmaßlicher tunesischer Terrorist († 2004)
- 11. Juli: Michael Geist, kanadischer Rechtswissenschaftler, Autor und Blogger
- 11. Juli: Eddy Sözer, türkischer Fußballtrainer
- 12. Juli: Olaf Holetschek, deutscher Fußballspieler
- 12. Juli: Janne Kolling, dänische Handballspielerin
- 15. Juli: Stan Kirsch, US-amerikanischer Schauspieler († 2020)
- 15. Juli: Birgit Roth, deutsche Dozentin und Politikerin
- 16. Juli: Leonid Nikolajewitsch Agutin, russischer Sänger und Musiker
- 16. Juli: Andreas Koch, deutscher Richter am Bundesverwaltungsgericht
- 16. Juli: Barry Sanders, US-amerikanischer American-Football-Spieler
- 16. Juli: Larry Sanger, US-amerikanischer Philosoph Larry Sanger

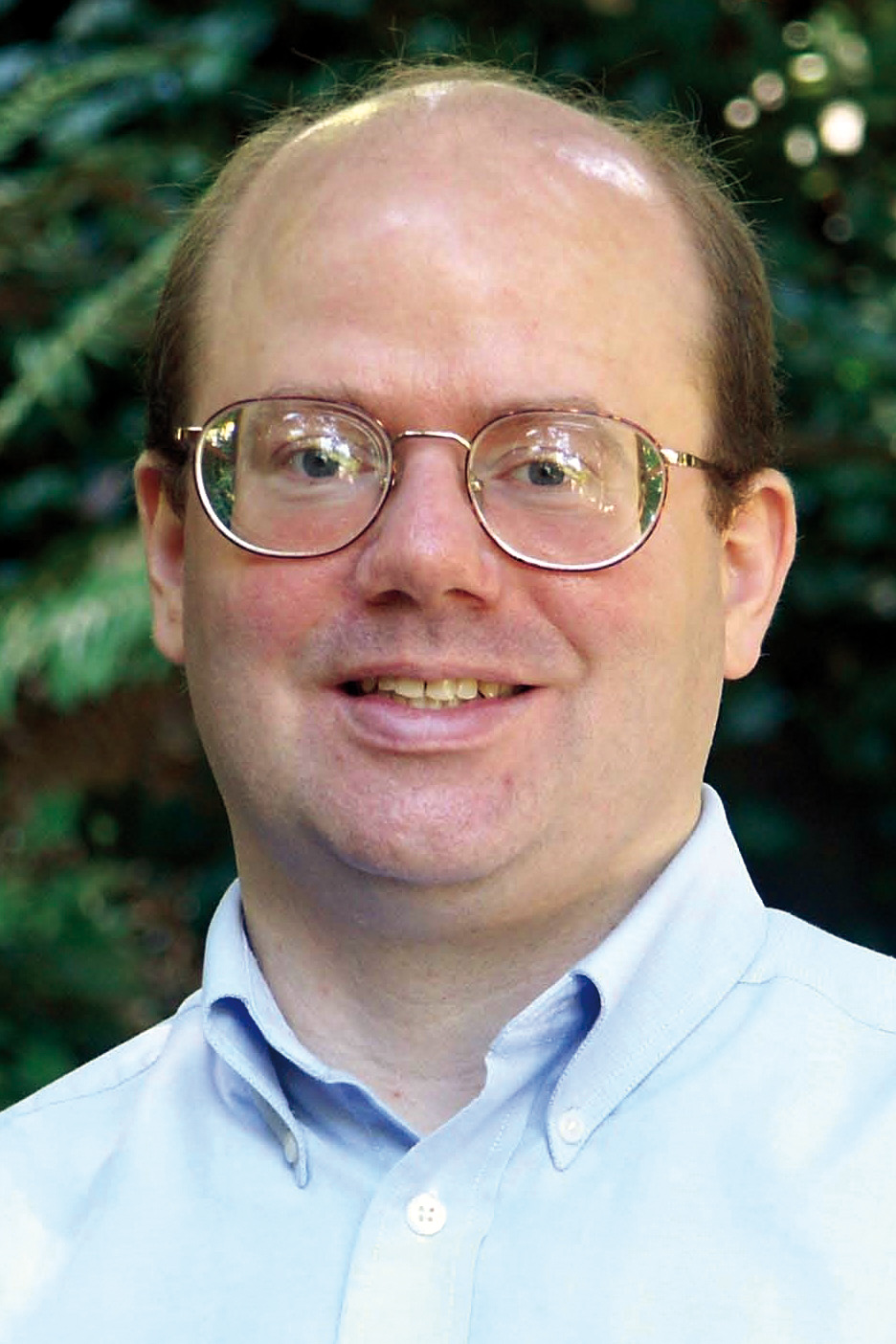
Larry Sanger

- 17. Juli: Davis Kamoga, ugandischer Leichtathlet
- 17. Juli: Bitty Schram, US-amerikanische Schauspielerin
- 18. Juli: Oliver Goetzl, deutscher Tierfilmer und Musiker Oliver Goetzl

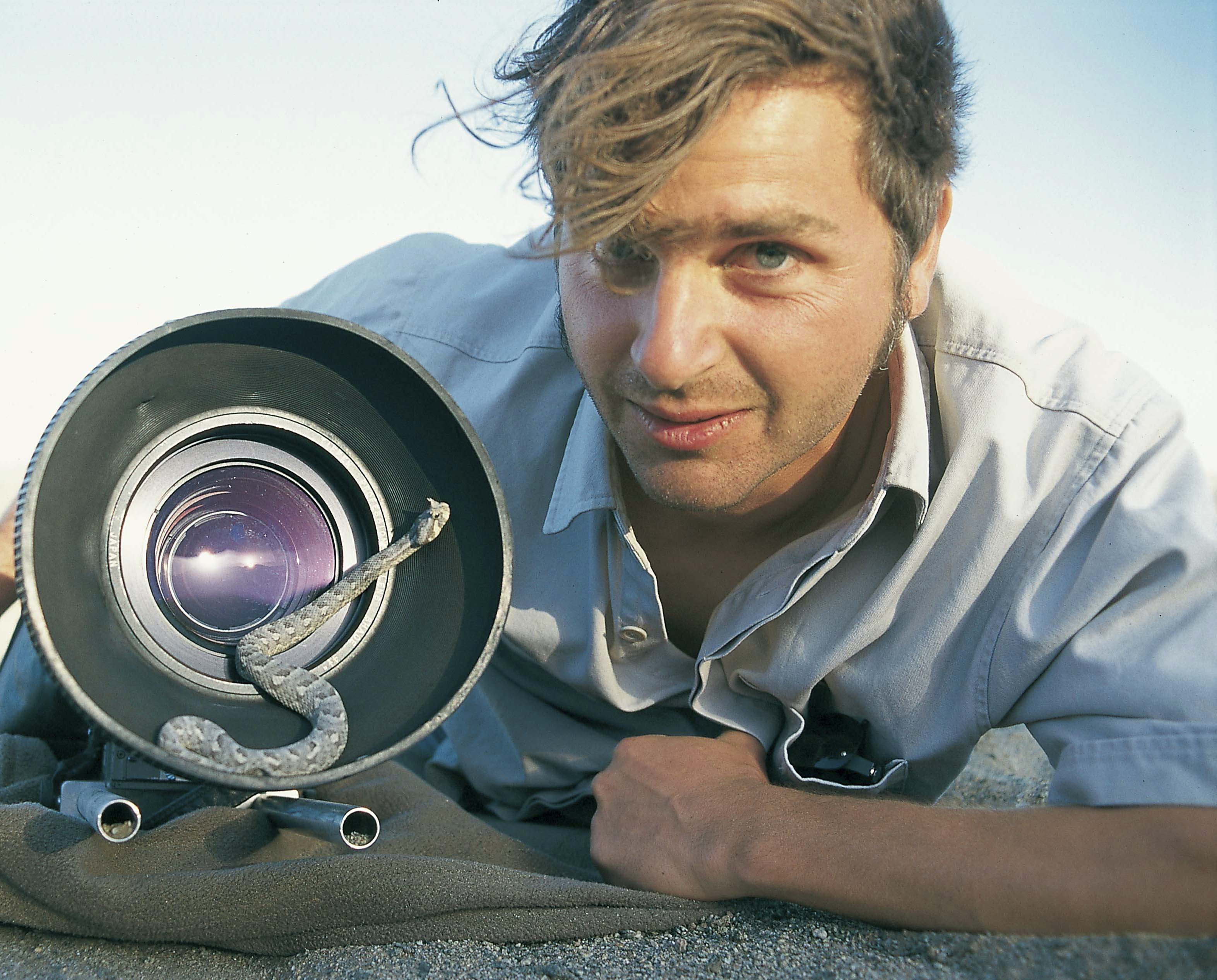
Oliver Goetzl

- 19. Juli: Sascha Bigler, Schweizer Regisseur und Drehbuchautor
- 19. Juli: Zdeněk Vaněk, tschechischer Handballspieler und -trainer
- 20. Juli: Rocco Clein, deutscher Musikjournalist und Musiker († 2004)
- 20. Juli: Kool G Rap, US-amerikanischer Rapper
- 20. Juli: Jörg Kleudgen, deutscher Schriftsteller und Musiker
- 21. Juli: Abrar-ul-Haq, pakistanischer Popmusik-, Bhangra- und Volkssänger
- 22. Juli: Alan Cox, britischer Programmierer
- 22. Juli: Karin Scheele, österreichische Politikerin, Mitglied des Europäischen Parlaments
- 23. Juli: Gary Payton, US-amerikanischer Basketballspieler
- 23. Juli: Susanna Simon, deutsche Schauspielerin
- 24. Juli: Klaus Klaffenböck, österreichischer Motorradrennfahrer
- 25. Juli: Anders Bäckegren, schwedischer Handballspieler
- 27. Juli: Maria Grazia Cucinotta, italienische Schauspielerin
- 27. Juli: Julian McMahon, australischer Schauspieler († 2025)
- 28. Juli: Rachel Blakely, australische Schauspielerin
- 28. Juli: José Jaime González, ehemaliger kolumbianischer Radrennfahrer
- 29. Juli: Christine Anderson, deutsche Politikerin
- 29. Juli: Kathrin Lietz, deutsche Handballspielerin
- 30. Juli: Karina Berger, Schweizer Schönheitskönigin, Model und Mitorganisatorin des Miss-Schweiz-Wettbewerbes
- 30. Juli: Robert Korzeniowski, polnischer Leichtathlet
- 30. Juli: Sofie Gråbøl, dänische Schauspielerin

### August
- 01. August: Marco Börries, deutscher Unternehmer
- 02. August: Stefan Effenberg, deutscher Fußballspieler
- 02. August: Manuel Forcano, katalanischer Lyriker und Übersetzer

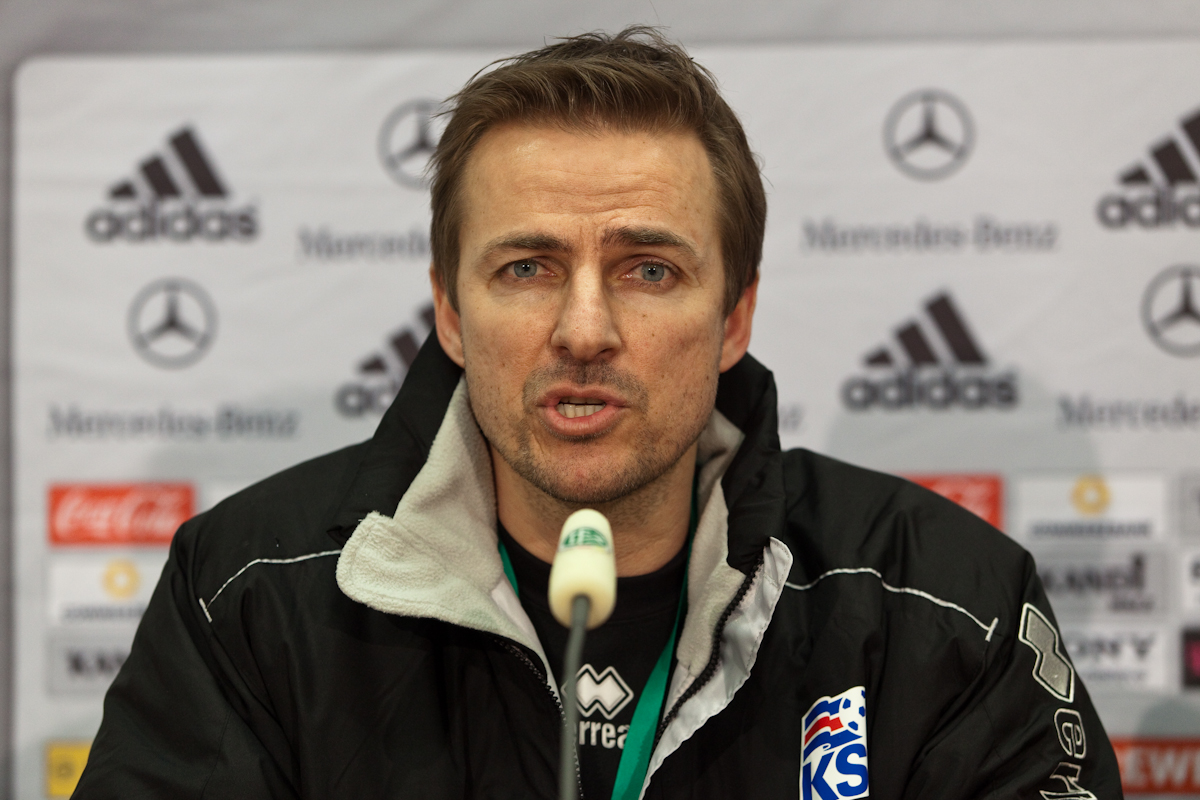
Eyjólfur Sverrisson

- 03. August: Eyjólfur Sverrisson, isländischer Fußballspieler
- 04. August: Michaël Attias, israelischer Jazz-Saxophonist
- 04. August: Olga Neuwirth, österreichische Komponistin
- 04. August: Daniel Dae Kim, US-amerikanischer Schauspieler
- 04. August: Victor Schefé, deutscher Schauspieler und Sänger
- 04. August: Tatiana Trouvé, französisch-italienische Künstlerin
- 05. August: Katrina Adams, US-amerikanische Tennisspielerin
- 05. August: Andreas Lupzig, deutscher Eishockeyspieler
- 05. August: Funkmaster Flex, US-amerikanischer DJ und Radiomoderator
- 05. August: Terri Clark, kanadische Country-Musikerin
- 05. August: Marine Le Pen, französische Politikerin
- 05. August: Colin McRae, schottischer Automobilrennfahrer († 2007)
- 05. August: Dwight Merriman, US-amerikanischer Unternehmer und Automobilrennfahrer
- 06. August: Enrico Komning, deutscher Jurist und Politiker
- 07. August: Vahdettin İşsever, türkischer Boxer († 2025)
- 07. August: Martin Max, deutscher Fußballspieler
- 07. August: Andrew McAuley, australischer Abenteurer (verschollen 2007)
- 07. August: Vicente Potolicchio, venezolanischer Automobilrennfahrer
- 09. August: Eric Bana, australischer Schauspieler
- 09. August: Gillian Anderson, US-amerikanische Schauspielerin
- 10. August: Aljaksandr Leanidawitsch Andryjeuski, belarussischer Eishockeyspieler und -trainer
- 10. August: Robert Barth, deutscher Speedway-Motorradrennfahrer
- 10. August: Lene Rantala, dänische Handballspielerin
- 11. August: Veda Hille, kanadische Singer-Songwriterin

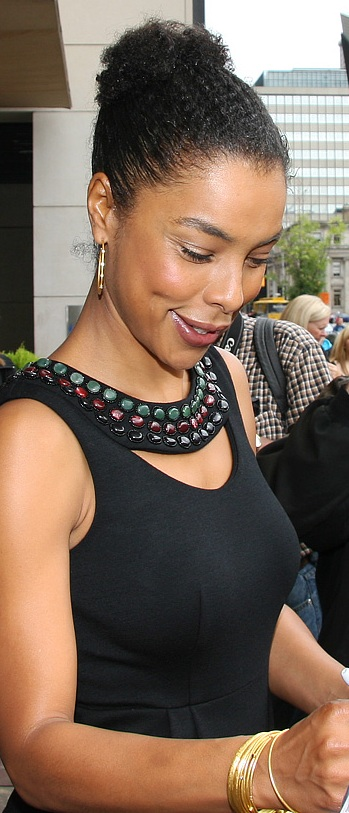
Sophie Okonedo

- 11. August: Sophie Okonedo, britische Filmschauspielerin
- 11. August: Mabel Wisse Smit, niederländische Ehefrau von Prinz Johan Friso von Oranien-Nassau
- 12. August: Kasem Hoxha, deutsch-albanischer Schauspieler
- 13. August: Uwe Bindewald, deutscher Fußballspieler
- 13. August: Merete Fjeldavlie, norwegische Skirennläuferin
- 13. August: Heiko Ganschow, deutscher Handballspieler
- 13. August: Jutta Nardenbach, deutsche Fußballspielerin († 2018)
- 14. August: Mark Nigel Atkins, englischer Fußballspieler

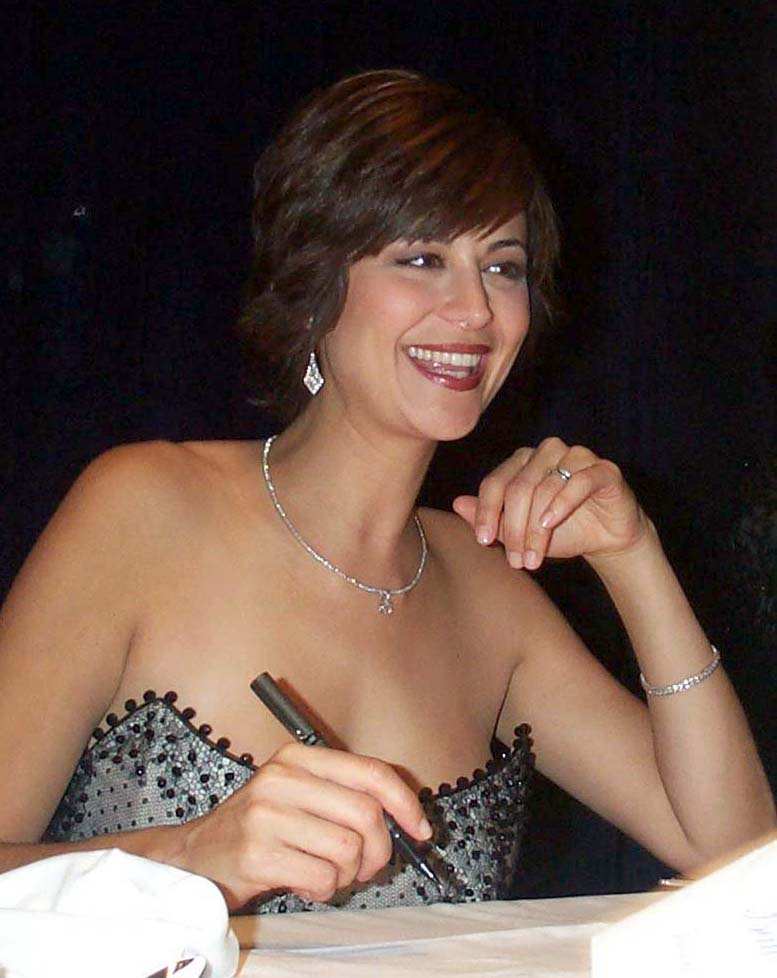
Catherine Bell

- 14. August: Catherine Bell, britische Schauspielerin
- 14. August: Walid Nakschbandi, deutscher Journalist, Fernsehproduzent und Manager
- 15. August: Jeremy Peter Allen, kanadischer Filmregisseur, Drehbuchautor, Filmeditor und Filmproduzent
- 15. August: Carlos del Barrio, spanischer Rallyebeifahrer
- 15. August: Karen Heinrich, deutsche Handballspielerin
- 15. August: Esmael Mangudadatu, philippinischer Politiker
- 15. August: Debra Messing, US-amerikanische Schauspielerin
- 15. August: Christian Alexander Rogler, deutscher Schauspieler
- 16. August: Mateja Svet, slowenische Skirennläuferin
- 17. August: Nikolaj Antonow, bulgarischer Sprinter und Weitspringer
- 17. August: Miriam Cruz, dominikanische Merengue-Sängerin
- 17. August: Christian Dalmose, dänischer Handballspieler und -trainer
- 17. August: André Erkau, deutscher Regisseur und Drehbuchautor
- 17. August: Steffen Fetzner, deutscher Tischtennisspieler
- 17. August: Anja Fichtel, deutsche Florettfechterin
- 17. August: Hauke Finger, deutscher Politiker
- 17. August: Don Yount, US-amerikanischer Unternehmer und Automobilrennfahrer
- 18. August: Piero Antonini, italienischer Beachvolleyballspieler
- 18. August: Katrin Fröhlich, deutsche Synchronsprecherin und Schauspielerin
- 18. August: Guido May, deutscher Schlagzeuger
- 19. August: Nikolaos Kaklamanakis, griechischer Windsurfer
- 19. August: Philipp Schlosser, deutscher Schachspieler
- 20. August: Kay Espenhayn, deutsche Schwimmerin im Behindertensport († 2002)
- 22. August: Endrio Leoni, italienischer Radrennfahrer
- 22. August: Horst Skoff, österreichischer Tennisspieler († 2008)
- 23. August: Cherito, dominikanischer Sänger, Songwriter, Arrangeur und Komponist († 2019)
- 23. August: Laura Claycomb, US-amerikanische Sängerin (Koloratursopran)
- 23. August: Melanie Lasrich, deutsche Fußballspielerin
- 23. August: Benjamin Boyce, britischer Sänger
- 25. August: Rolf Aldag, deutscher Radrennfahrer
- 25. August: David Alan Basche, US-amerikanischer Film- und Theaterschauspieler
- 26. August: Benjamin Atkins, US-amerikanischer Serienmörder († 1997)
- 26. August: Bo Magnus Andersson, schwedischer Fußballspieler
- 26. August: Chris Boardman, englischer Radrennfahrer
- 26. August: Darcy Downs, kanadischer Freestyle-Skier
- 26. August: Ronald Janezic, österreichischer Hornist
- 26. August: Thomas Letsch, deutscher Fußballtrainer
- 27. August: Eric Correa, US-amerikanischer Percussionist
- 27. August: Jörg Vogeltanz, österreichischer Künstler
- 28. August: Gianluca Bortolami, italienischer Radrennfahrer
- 28. August: Billy Boyd, britischer Schauspieler
- 28. August: Jo van Nelsen, deutscher Schauspieler, Chansonsänger und Regisseur
- 29. August: Willi Landgraf, deutscher Fußballspieler
- 29. August: Meshell Ndegeocello, US-amerikanische Musikerin und Komponistin
- 30. August: Götz Frömming, deutscher Historiker und Politiker
- 31. August: Martin Eder, deutscher Maler

### September
- 01. September: Hans Ulrich Anke, deutscher Jurist
- 01. September: Mohammed Atta, ägyptischer Terrorist († 2001)
- 01. September: Franck Lagorce, französischer Automobilrennfahrer
- 03. September: Christophe Mengin, französischer Radrennfahrer
- 03. September: Thomas Ostermeier, deutscher Theaterregisseur
- 04. September: Natacha Amal, belgische Schauspielerin
- 04. September: Don Lemmon, US-amerikanischer Ernährungswissenschaftler und Buchautor († 2006)
- 04. September: Phill Lewis, US-amerikanischer Schauspieler
- 04. September: John DiMaggio, US-amerikanischer Schauspieler
- 04. September: Eddy Merckx, belgischer Billardspieler
- 04. September: Mike Piazza, US-amerikanischer Baseballspieler
- 05. September: Kevin Weeda, US-amerikanischer Automobilrennfahrer
- 05. September: Brad Wilk, US-amerikanischer Schlagzeuger
- 06. September: Thulla, dänische Jazz-Sängerin
- 07. September: Marcel Desailly, französischer Fußballspieler
- 08. September: Wolfram Klein, deutscher Fußballspieler
- 08. September: Michael Peter, deutscher Ruderer

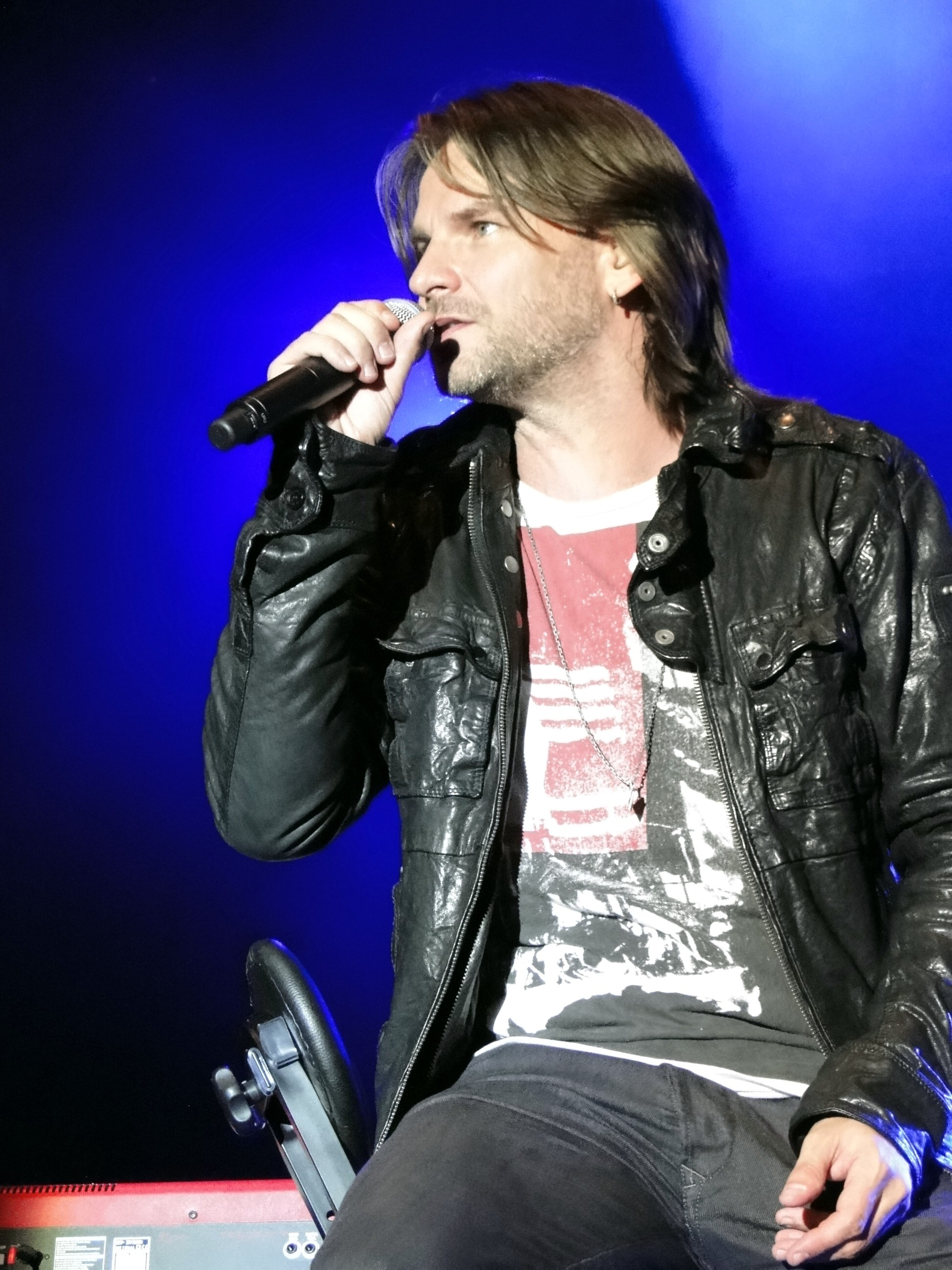
Ray Wilson

- 08. September: Ray Wilson, britischer Rocksänger
- 09. September: Hans-Peter Steinacher, österreichischer Segler, Olympiasieger
- 10. September: Big Daddy Kane, US-amerikanischer Rapper
- 10. September: Juan Maldacena, US-amerikanischer Physiker
- 10. September: Andreas Herzog, österreichischer Fußballspieler
- 10. September: Guy Ritchie, britischer Regisseur
- 11. September: Akeem Anifowoshe, nigerianischer Profiboxer († 1994)
- 11. September: Tobias Koch, deutscher Pianist
- 11. September: Ulrich von Zons, deutscher Jurist und Politiker
- 12. September: Larry „Ler“ LaLonde, US-amerikanischer Musiker
- 13. September: AJ Kitt, US-amerikanischer Skirennläufer
- 13. September: Phajol Moolsan, thailändischer Boxer
- 13. September: Emma Wiklund, schwedische Schauspielerin
- 14. September: Frank Agsteribbe, belgischer Dirigent, Cembalist, Komponist und Dozent
- 14. September: Josef Pröll, österreichischer Bundesminister
- 14. September: Shūichi Yoshida, japanischer Schriftsteller
- 15. September: Dare, Schweizer Graffiti-Künstler († 2010)
- 16. September: Rafael Alkorta, spanischer Fußballspieler
- 16. September: Marc Anthony, puerto-ricanisch-amerikanischer Komponist und Sänger

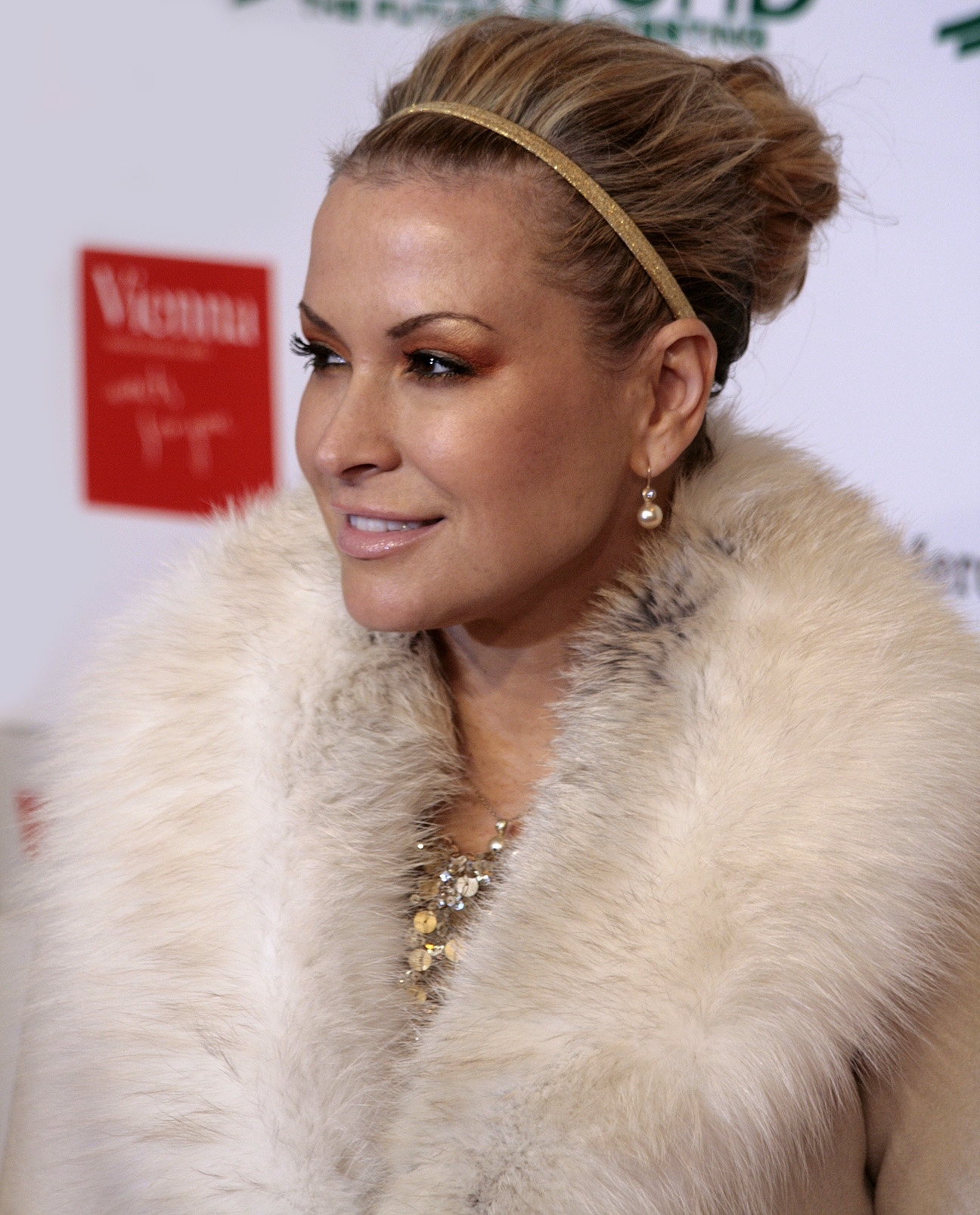
Anastacia

- 17. September: Anastacia, US-amerikanische Sängerin
- 17. September: Harry Blank, deutscher Schauspieler
- 17. September: Karsten Just, deutscher Leichtathlet
- 17. September: Marie-Chantal Miller, Prinzessin von Dänemark
- 17. September: Akhenaton, französischer Rapper
- 17. September: Tito Vilanova, spanischer Fußballspieler und -trainer († 2014)
- 18. September: Toni Kukoč, kroatischer Basketballspieler
- 18. September: Chloe Vevrier, deutsches Model und Pornodarstellerin
- 19. September: Vasile Miriuță, rumänisch-ungarischer Fußballspieler
- 19. September: Dave Clarke, Musikproduzent und Techno-DJ
- 19. September: Lila Downs, mexikanische Sängerin
- 20. September: Monchi, spanischer Fußballtorhüter
- 21. September: Maurizio Mediani, italienischer Automobilrennfahrer
- 23. September: Abe Kazushige, japanischer Schriftsteller
- 23. September: Michelle Thomas, US-amerikanische Schauspielerin († 1998)
- 24. September: Saad Shaddad al-Asmari, saudi-arabischer Langstreckenläufer
- 24. September: Ralf Kellermann, deutscher Fußballspieler und -trainer
- 24. September: François Smesny, französischer Schauspieler
- 25. September: Sabine Eichenberger, Schweizer Kanutin

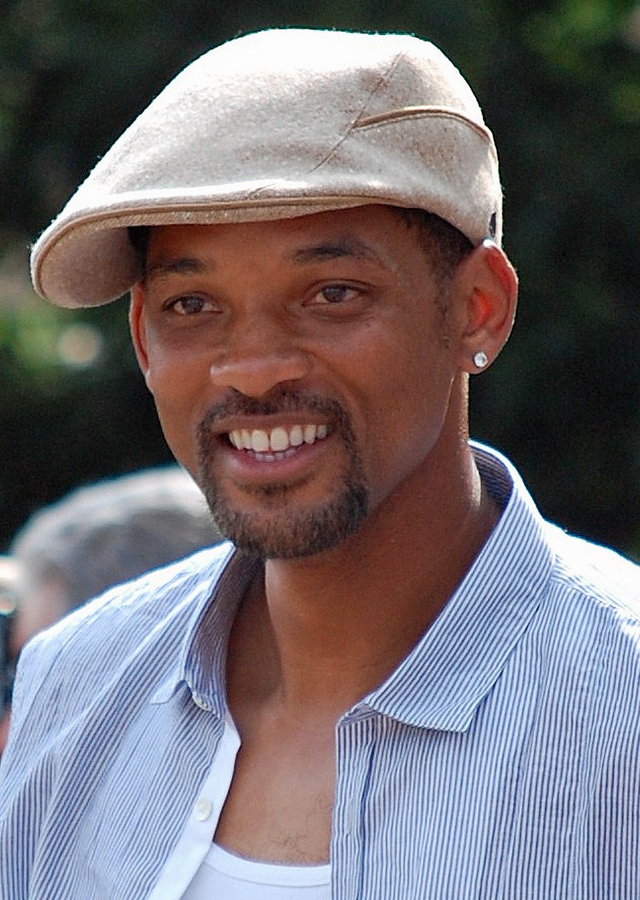
Will Smith

- 25. September: Will Smith, US-amerikanischer Schauspieler und Rapper
- 25. September: Friso von Oranien-Nassau, Prinz der Niederlande († 2013)
- 26. September: James Caviezel, US-amerikanischer Schauspieler
- 26. September: María Díaz, dominikanische Akkordeonistin und Sängerin
- 26. September: Elmar Fischer, deutscher Regisseur und Drehbuchautor
- 26. September: Dominik Klenk, deutscher Handballspieler
- 26. September: Anja Wilhelm, deutsche Turnerin
- 27. September: Hans Pietsch, deutscher Go-Spieler († 2003)
- 27. September: Yukinori Taniguchi, japanischer Automobilrennfahrer

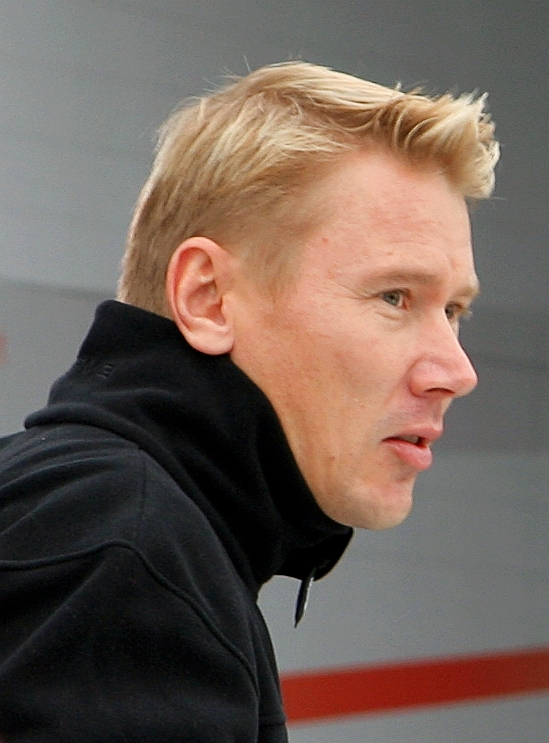
Mika Häkkinen

- 28. September: Mika Häkkinen, finnischer Automobilrennfahrer
- 28. September: Rob Moroso, US-amerikanischer Automobilrennfahrer († 1990)

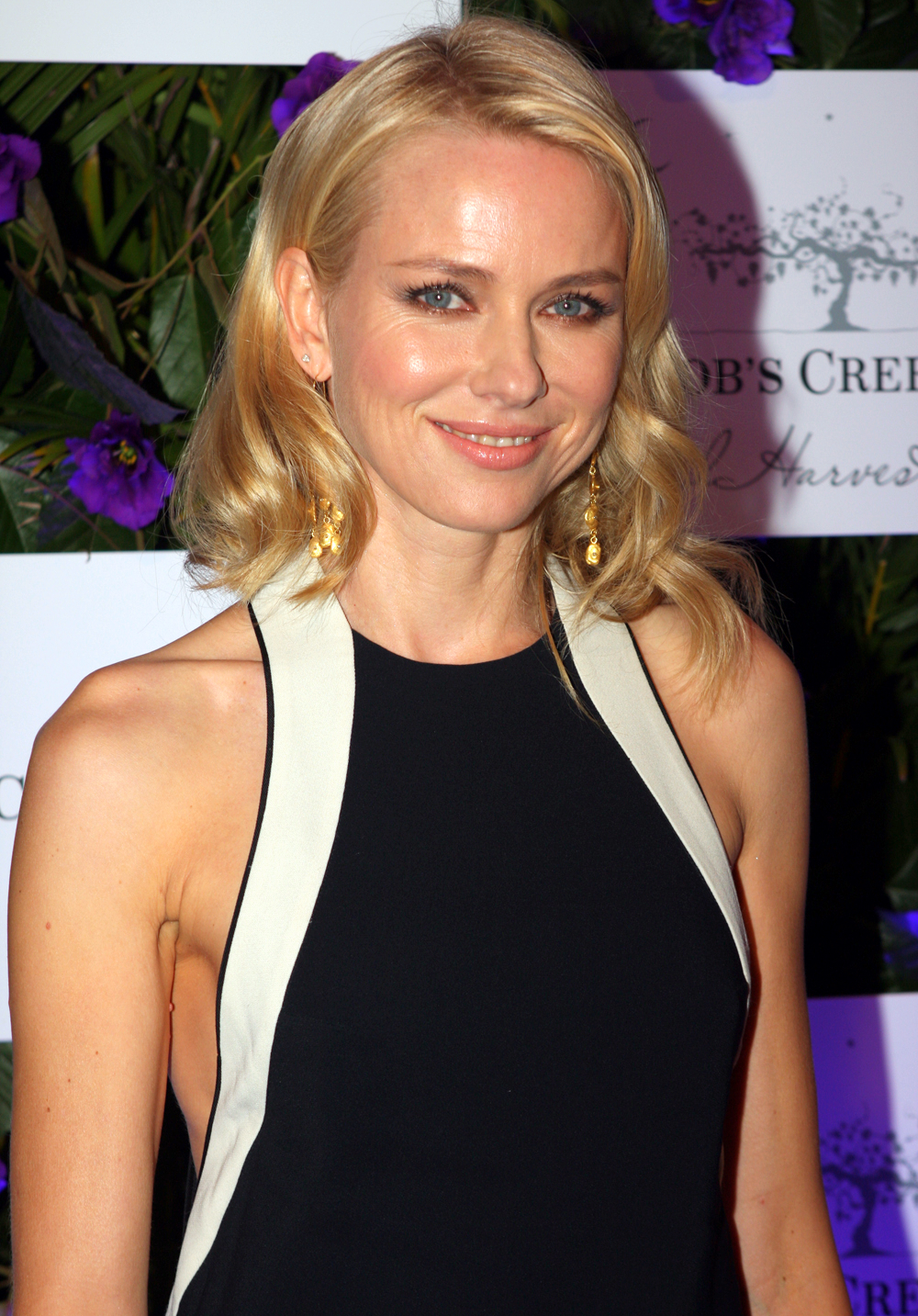
Naomi Watts

- 28. September: Naomi Watts, US-amerikanische Schauspielerin
- 28. September: Carré Otis, US-amerikanisches Fotomodell und Schauspielerin
- 29. September: Benjamin Morik, deutscher Schauspieler
- 29. September: Svenja Schulze, deutsche Politikerin
- 29. September: Alex Skolnick, US-amerikanischer Jazz- und Rock-Gitarrist

### Oktober
- 02. Oktober: Jana Novotná, tschechische Tennisspielerin († 2017)
- 03. Oktober: Tord Boontje, niederländischer Designer
- 03. Oktober: Ruth Roberta de Souza, brasilianische Basketballspielerin († 2021)
- 04. Oktober: Katja Dürkop, deutsche Handballspielerin
- 04. Oktober: Alex Holzwarth, deutscher Schlagzeuger
- 05. Oktober: Nana Abrokwa, deutscher Rapper und DJ
- 05. Oktober: Matthias Anklam, deutscher Fußballschiedsrichter
- 05. Oktober: Julie Ashton, US-amerikanische Pornodarstellerin
- 05. Oktober: Xavier Gravelaine, französischer Fußballspieler
- 06. Oktober: Bjarne Goldbæk, dänischer Fußballspieler
- 07. Oktober: Luminița Anghel, rumänische Sängerin und Politikerin
- 07. Oktober: Moritz Freiherr Knigge, deutscher Unternehmensberater und Benimm-Experte der Neuzeit († 2021)
- 07. Oktober: Rich McCormick, US-amerikanischer Politiker
- 07. Oktober: Thom Yorke, Sänger der englischen Popgruppe Radiohead
- 08. Oktober: Zvonimir Boban, kroatischer Fußballspieler
- 08. Oktober: Emily Procter, US-amerikanische Schauspielerin
- 09. Oktober: Gabino Amparán, mexikanischer Fußballtrainer und -spieler
- 09. Oktober: Troy Davis, ein wegen Mordes zum Tode verurteilter Afro-Amerikaner († 2011)
- 09. Oktober: Luminita Zaituc, deutsche Marathonläuferin
- 09. Oktober: Deon Hemmings, jamaikanische Leichtathletin und Olympiasiegerin
- 10. Oktober: Zacarías Ferreira, dominikanischer Bachatasänger und -komponist
- 10. Oktober: Andreas Türck, deutscher Fernsehmoderator
- 12. Oktober: Bill Auberlen, US-amerikanischer Automobilrennfahrer

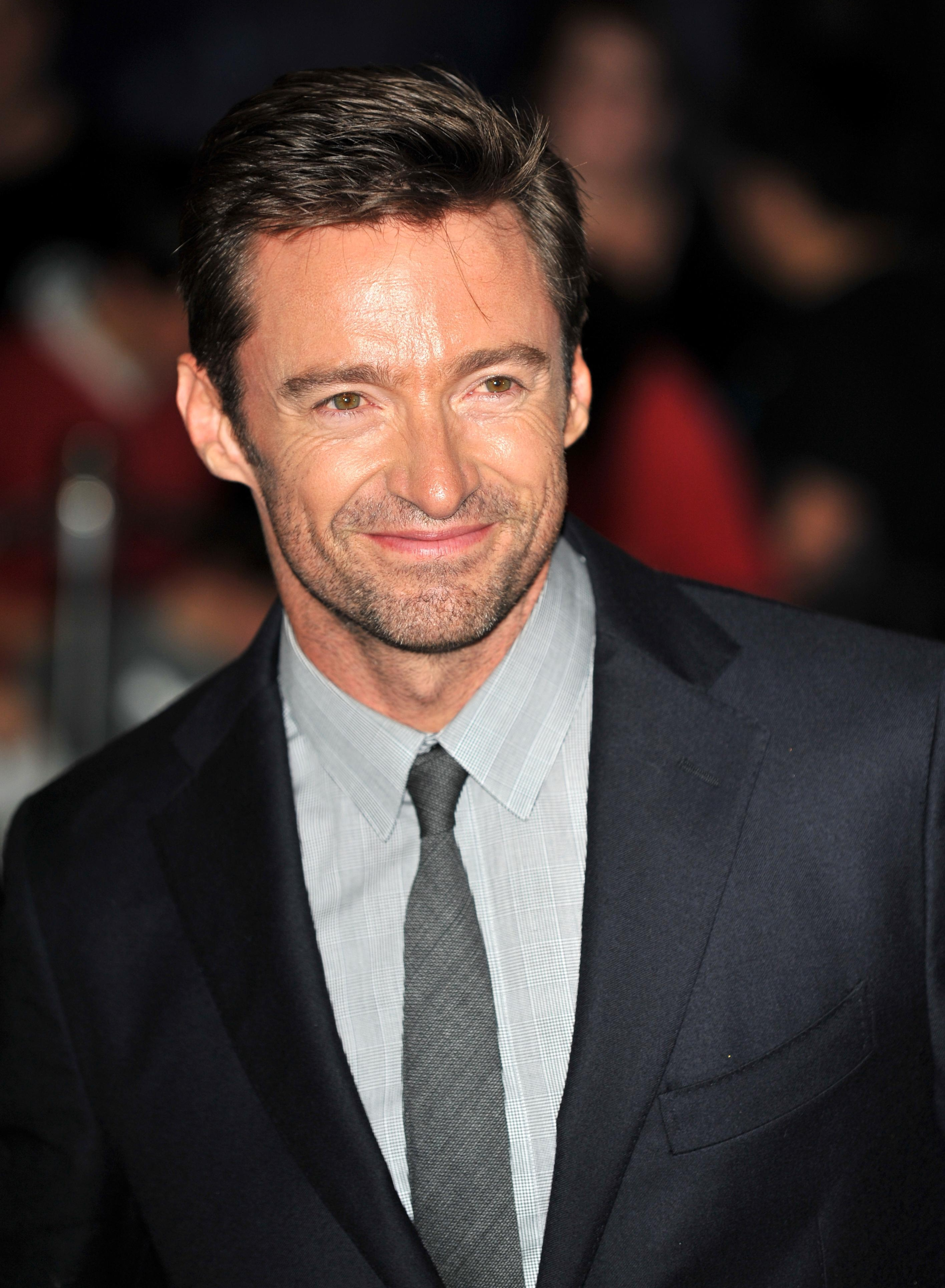
Hugh Jackman

- 12. Oktober: Hugh Jackman, australischer Schauspieler
- 12. Oktober: Peter Gentzel, schwedischer Handballtorwart
- 12. Oktober: Sophie von Kessel, deutsche Schauspielerin
- 13. Oktober: Tisha Campbell, US-amerikanische Schauspielerin
- 13. Oktober: Yvonne Hasler, liechtensteinische Leichtathletin
- 13. Oktober: Lydia Kahmke, deutsch-australische Handballspielerin
- 14. Oktober: Max Schmidt, deutscher Moderator und Schauspieler
- 14. Oktober: Jan Seifert, deutscher Fußballspieler
- 14. Oktober: Dirk von Zitzewitz, deutscher Motorrad- und Automobilsportler
- 15. Oktober: Han-bong An, südkoreanischer Ringer
- 15. Oktober: Didier Deschamps, französischer Fußballspieler und -trainer
- 16. Oktober: Silvia Arber, schweizerische Neurobiologin
- 17. Oktober: Rodolfo Cardoso, argentinischer Fußballspieler
- 17. Oktober: Ziggy Marley, jamaikanischer Reggaemusiker
- 17. Oktober: Matthias Matschke, deutscher Schauspieler
- 17. Oktober: Ricardo Ramírez-Hernández, mexikanischer Jurist
- 18. Oktober: Eveline Artmann, österreichische Juristin
- 18. Oktober: Lisa Chappell, neuseeländische Schauspielerin, Sängerin und Songwriterin
- 18. Oktober: Detlev Dammeier, deutscher Fußballspieler

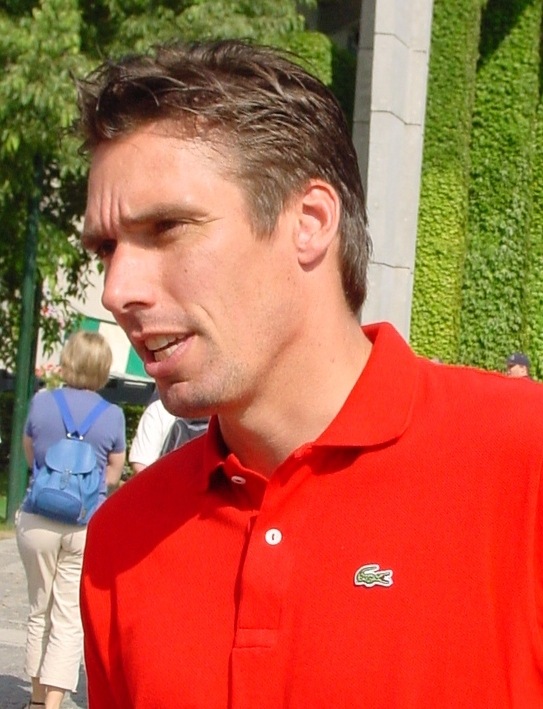
Michael Stich

- 18. Oktober: Michael Stich, deutscher Tennisspieler
- 19. Oktober: Herbert Kickl, österreichischer Politiker
- 20. Oktober: Jonathan Akpoborie, nigerianischer Fußballspieler
- 21. Oktober: Kerstin Andreae, deutsche Politikerin und MdB
- 21. Oktober: Jeff Chimenti, US-amerikanischer Musiker
- 22. Oktober: Shaggy, US-amerikanischer Reggae-Musiker
- 22. Oktober: Ryūji Umeda, japanischer Karambolagespieler und Weltmeister
- 23. Oktober: Gesine Cukrowski, deutsche Schauspielerin
- 23. Oktober: Alexander Schmidt, deutscher Fußballtrainer
- 24. Oktober: Kim Sanders, US-amerikanische Sängerin und Komponistin
- 25. Oktober: Gülşen Degener, türkisch-deutsche Karambolagespielerin
- 25. Oktober: Doris Fitschen, deutsche Fußballspielerin († 2025)
- 25. Oktober: Jannik Inselkammer, deutscher Unternehmer († 2014)
- 25. Oktober: Dirk Müller, deutscher Sachbuchautor und ehemaliger Börsenmakler
- 25. Oktober: Franc Tausch, deutscher Moderator, Schauspieler und Filmkritiker († 2012)
- 26. Oktober: Robert Jarni, jugoslawisch-kroatischer Fußballspieler und -trainer
- 27. Oktober: Stephan Rother, deutscher Historiker, Schriftsteller, Künstler und Komödiant
- 28. Oktober: Kurt Appel, österreichischer Philosoph
- 28. Oktober: Juan Orlando Hernández, honduranischer Präsident
- 28. Oktober: Rosanna Rocci, italienische Schlagersängerin
- 29. Oktober: Rochus Aust, deutscher Trompeter und Komponist
- 29. Oktober: Johann Olav Koss, norwegischer Eisschnellläufer
- 29. Oktober: Peter Wynhoff, deutscher Fußballspieler

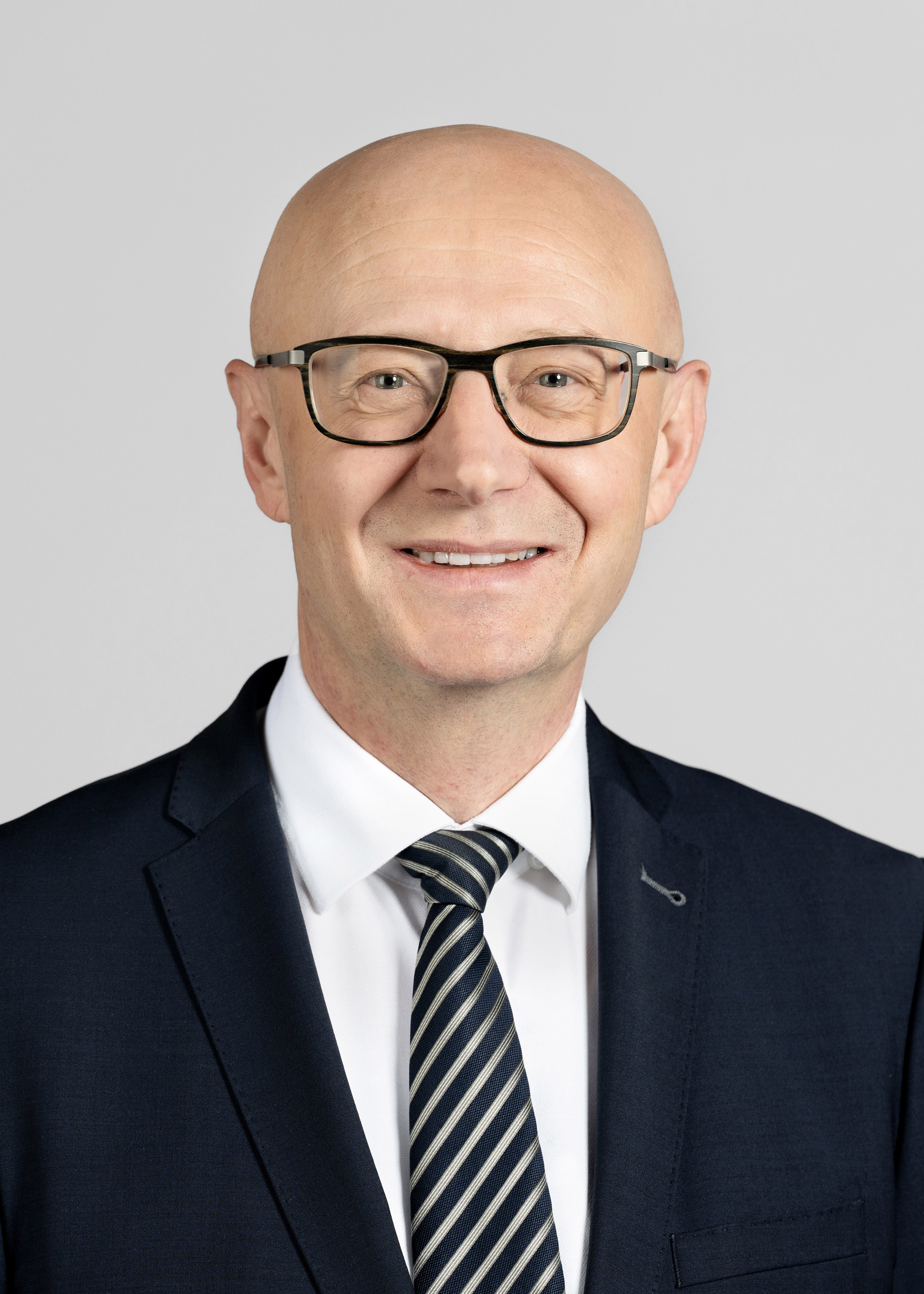
Viktor Rossi, 2024

- Viktor Rossi, 202431. Oktober: Viktor Rossi, schweizerischer Politiker und Bundeskanzler seit 2024

### November
- 01. November: André Nendza, deutscher Musiker
- 02. November: Jaume Balagueró, spanischer Regisseur, Drehbuchautor und Filmproduzent
- 02. November: Christine Hoppe, deutsche Schauspielerin
- 03. November: Mario Irrek, deutscher Schauspieler
- 04. November: Matthew Tobin Anderson, US-amerikanischer Autor
- 04. November: Krista Bridges, kanadische Schauspielerin
- 04. November: Hanne Wolharn, deutsche Schauspielerin
- 04. November: Uwe Peschel, deutscher Radrennfahrer, Olympiasieger
- 05. November: Ion Vlădoiu, rumänischer Fußballspieler
- 05. November: Sam Rockwell, US-amerikanischer Schauspieler
- 06. November: Edward Linskens, niederländischer Fußballspieler
- 06. November: Klaus-Dieter Petersen, deutscher Handballspieler und -trainer
- 06. November: Kjetil Rekdal, norwegischer Fußballspieler und -trainer
- 06. November: Arndt Schwering-Sohnrey, deutscher Schauspieler

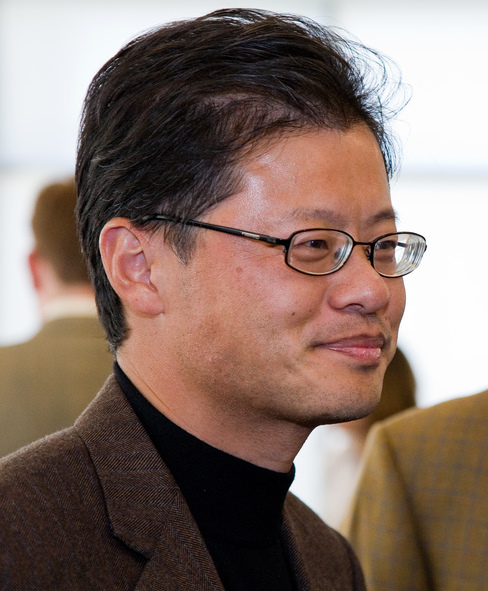
Jerry Yang

- 06. November: Jerry Yang, US-amerikanischer Mitbegründer und Vorstand des Internetverzeichnisses Yahoo!
- 07. November: Thorsten Legat, deutscher Fußballspieler
- 08. November: Arthur Baghdassarjan, armenischer Politiker
- 08. November: Andreas Matthae, deutscher Politiker († 2004)
- 08. November: Sergio Porrini, italienischer Fußballspieler
- 09. November: Axel Schulz, deutscher Boxer
- 09. November: Frank Hengstenberg, deutscher Politiker
- 09. November: Erol Sander, deutscher Schauspieler
- 10. November: Andrea Bölk, deutsche Handballspielerin und -trainerin
- 10. November: Steve Brookstein, britischer Sänger
- 10. November: Annette Oxenius, Schweizer Immunologin und Hochschullehrerin
- 10. November: Andreas Rastner, deutscher Handballspieler und -trainer
- 11. November: Gorki Águila, kubanischer Punkrocker und Dissident
- 11. November: Diego Fuser, italienischer Fußballspieler
- 11. November: Gianluca Giraudi, italienischer Automobilrennfahrer
- 11. November: Robert Palfrader, österreichischer Komödiant, Schauspieler und Autor
- 11. November: Alfredo Alves Reinado, Freiheitskämpfer des osttimoresischen Widerstands gegen die indonesische Besatzung († 2008)
- 12. November: Johnny Lee Archer, US-amerikanischer Poolbillardspieler
- 12. November: Nick D’Virgilio, US-amerikanischer Schlagzeuger, Sänger und Gitarrist
- 12. November: Thomas Silberhorn, deutscher Politiker und MdB
- 12. November: Samuel Sosa Peralta, dominikanischer Baseball-Spieler
- 13. November: Gerald Klug, österreichischer Politiker
- 14. November: Janine Lindemulder, US-amerikanische Schauspielerin und Pornodarstellerin
- 14. November: Shaun Palmer, US-amerikanischer Mountainbikerennfahrer und Snowboarder
- 15. November: René Adamczewski, deutscher Fußballspieler
- 15. November: Deborah Jin, US-amerikanische Physikerin († 2016)
- 15. November: Uwe Rösler, deutscher Fußballspieler
- 15. November: Ol’ Dirty Bastard, US-amerikanischer Rapper († 2004)
- 16. November: David Casa, maltesischer Politiker
- 16. November: Volker Henning Drecoll, deutscher Theologe und Kirchenhistoriker
- 17. November: Vlado Šola, kroatischer Handballtorwart und -trainer
- 18. November: Martin Braun, deutscher Fußballspieler
- 18. November: Guntram Franke, deutscher Kameramann

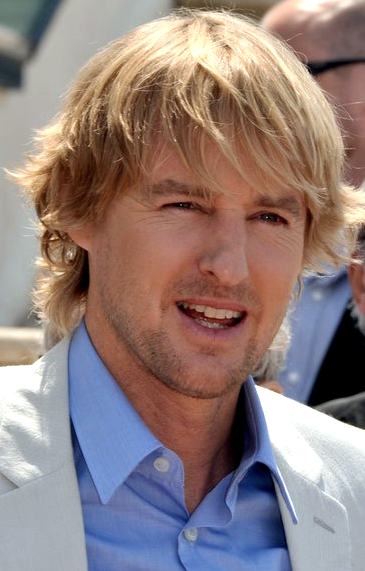
Owen Wilson

- 18. November: Owen Wilson, US-amerikanischer Schauspieler und Drehbuchautor
- 18. November: Romany Malco, US-amerikanischer Schauspieler
- 19. November: Andrea Ahmann, deutsche Beachvolleyballspielerin
- 19. November: Katarina Barley, deutsch-britische Politikerin und Bundesministerin
- 20. November: Jan Peter, deutscher Regisseur
- 20. November: Mike Küng, österreichischer Gleitschirmpilot
- 20. November: Robin M. Canup, US-amerikanische Astrophysikerin

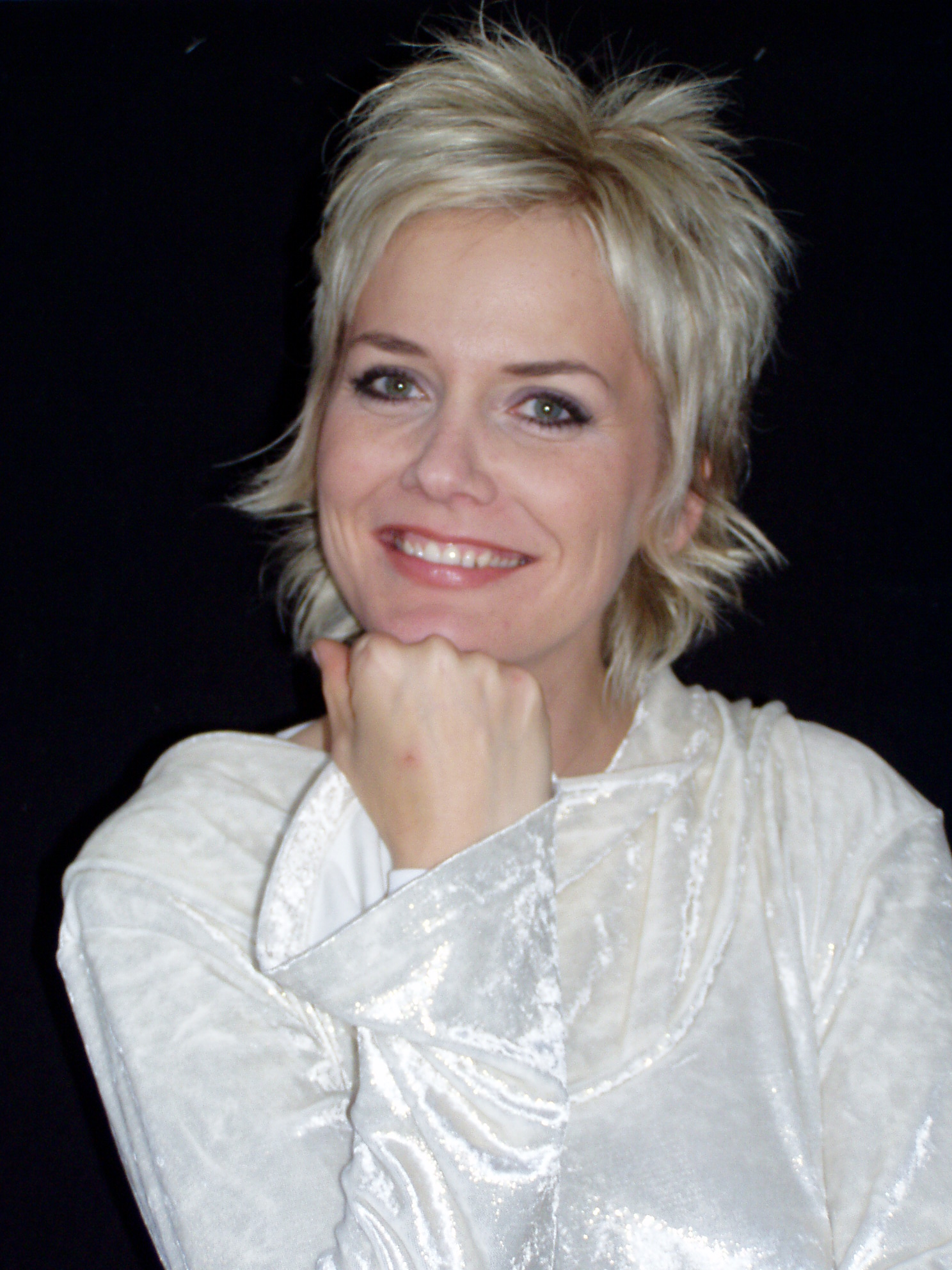
Inka Bause

- 21. November: Inka Bause, deutsche Schlagersängerin, Moderatorin und Schauspielerin
- 21. November: Katsutomo Kaneishi, japanischer Automobilrennfahrer
- 21. November: Florian Meyer, deutscher Fußballschiedsrichter
- 22. November: Sidse Babett Knudsen, dänische Schauspielerin
- 22. November: Rasmus Lerdorf, grönländischer Informatiker und Erfinder der Computersprache PHP
- 22. November: Kerstin von der Decken, deutsche Juristin, Professorin für Völker- und Europarecht
- 22. November: Irina Anatoljewna Priwalowa, russische Leichtathletin
- 23. November: Tomas Juška, litauischer Unternehmer
- 23. November: Nicolas König, deutscher Schauspieler und Sprecher
- 23. November: Thomas Raab, österreichischer Schriftsteller, Übersetzer und Kognitionsforscher
- 24. November: Drew Henry, schottischer Snookerspieler
- 24. November: Bülent Korkmaz, türkischer Fußballspieler
- 24. November: Martin Schneider, deutscher Fußballspieler
- 25. November: Jill Hennessy, kanadische Schauspielerin
- 25. November: Erick Sermon, US-amerikanischer Rapper und Musik-Produzent
- 27. November: Michael Vartan, französisch-amerikanischer Schauspieler
- 28. November: Christoph Reuter, deutscher Musikwissenschaftler und Professor
- 28. November: Stephanie Storp, deutsche Leichtathletin
- 29. November: Matt Darey, britischer Trance-DJ und Musiker
- 29. November: Dany Garcia, US-amerikanische Filmproduzentin
- 29. November: Barbara Hahlweg, deutsche Moderatorin
- 29. November: Michael Ho, macauischer Automobilrennfahrer
- 29. November: Jonathan Knight, US-amerikanischer Sänger
- 29. November: Carolina Müller-Möhl, Schweizer Investorin und Philanthropin
- 29. November: Ralf Souquet, deutscher Poolbillardspieler
- 30. November: Laurent Jalabert, französischer Radrennfahrer

### Dezember
- 01. Dezember: Stephan Beckenbauer, deutscher Fußballspieler, Sohn von Franz Beckenbauer († 2015)
- 02. Dezember: Jiří Dopita, tschechischer Eishockeyspieler

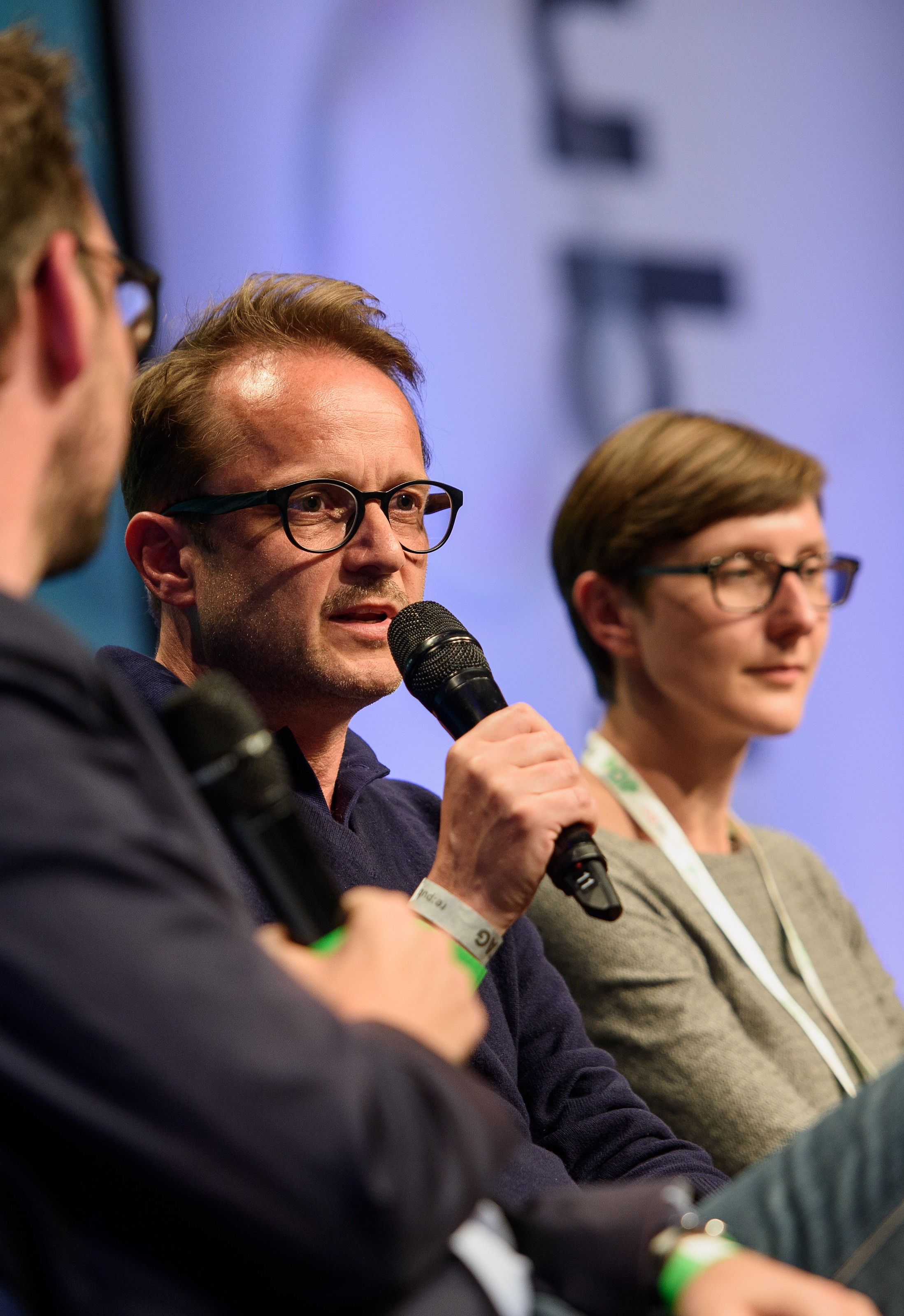
Rafael Horzon

- 02. Dezember: Rafael Horzon, deutscher Künstler (Datum ungewiss)

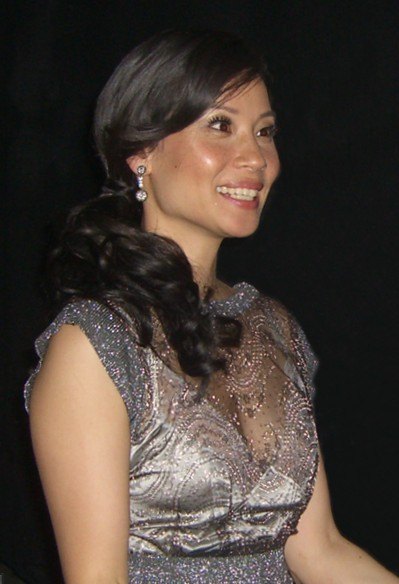
Lucy Liu

- 02. Dezember: Lucy Liu, US-amerikanische Schauspielerin chinesischer Abstammung
- 02. Dezember: Steve Martin, australischer Motorradrennfahrer
- 02. Dezember: Nathan Gregor Mendel, US-amerikanischer Musiker
- 03. Dezember: Manabu Orido, japanischer Automobilrennfahrer
- 03. Dezember: Janeene Vickers, US-amerikanische Leichtathletin und Olympiateilnehmerin
- 03. Dezember: Brendan Fraser, US-amerikanischer Schauspieler
- 04. Dezember: Heike Axmann, deutsche Handballspielerin
- 04. Dezember: Philipp Timme, deutscher Kameramann
- 05. Dezember: Aino Havukainen, finnische Illustratorin und Kinderbuchautorin
- 05. Dezember: Sarah Kern, deutsch-dänische Designerin, Unternehmerin und Fotomodell
- 05. Dezember: Falilat Ogunkoya, nigerianische Leichtathletin und Olympionikin
- 06. Dezember: Olaf Lubaszenko, polnischer Regisseur und Schauspieler
- 07. Dezember: Noël Akchoté, französischer Gitarrist
- 07. Dezember: Eva Maria Marold, österreichischer Musicalstar
- 07. Dezember: Pål Anders Ullevålseter, norwegischer Endurorennfahrer
- 08. Dezember: Doriano Romboni, italienischer Motorradrennfahrer († 2013)
- 09. Dezember: Milad Alexandre Mack Atala, brasilianischer Koch
- 09. Dezember: David Brandes, deutscher Musiker, Musikproduzent und Komponist
- 09. Dezember: Kurt Angle, US-amerikanischer Ringer
- 09. Dezember: Alexandre Tharaud, französischer Pianist
- 09. Dezember: Dejan Antić, serbischer Schachspieler
- 10. Dezember: Juan Amador, deutscher Koch
- 11. Dezember: Knut Tore Apeland, norwegischer Nordischer Kombinierer
- 11. Dezember: Emmanuelle Charpentier, französische Mikrobiologin, Genetikerin und Biochemikerin
- 11. Dezember: Monique Garbrecht-Enfeldt, deutsche Eisschnellläuferin
- 11. Dezember: Chris Liebing, deutscher Techno-DJ
- 11. Dezember: Fabrizio Ravanelli, italienischer Fußballspieler und -trainer
- 12. Dezember: Ralph Hönicke, deutscher Schauspieler
- 12. Dezember: Claudia Nemat, deutsche Unternehmensberaterin und Managerin
- 14. Dezember: King Tee, US-amerikanischer Rapper
- 15. Dezember: Garrett Wang, chinesisch-US-amerikanischer Schauspieler
- 17. Dezember: Oliver Dieckmann, deutscher Filmproduzent, Filmregisseur und Dramaturg
- 17. Dezember: Claudia Kemfert, deutsche Ökonomin
- 17. Dezember: Roseli Machado, brasilianische Leichtathletin († 2021)
- 17. Dezember: Claudio Suárez, mexikanischer Fußballspieler
- 17. Dezember: Paul Tracy, kanadischer Automobilrennfahrer

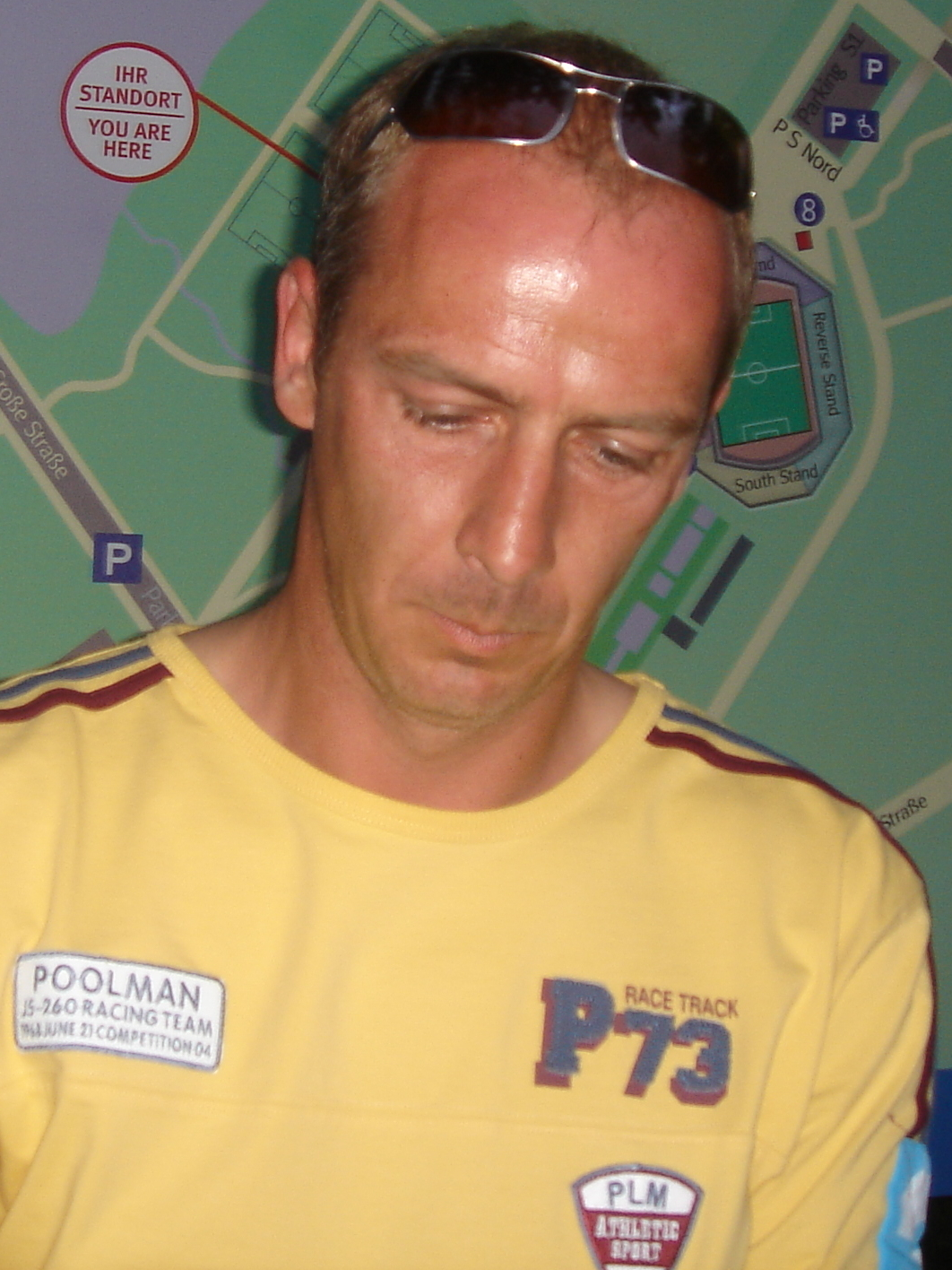
Mario Basler

- 18. Dezember: Mario Basler, deutscher Fußballspieler und -trainer
- 18. Dezember: Herwig Gradischnig, österreichischer Jazzsaxophonist
- 18. Dezember: Alejandro Sanz, spanischer Popmusiker
- 20. Dezember: Carsten Ohle, deutscher Handballtorwart
- 20. Dezember: Hans-Jochen Wagner, deutscher Schauspieler
- 20. Dezember: Karl Wendlinger, österreichischer Automobilrennfahrer
- 21. Dezember: Anthony Lynn, US-amerikanischer American-Football-Spieler und -Trainer
- 22. Dezember: Luis Hernández, mexikanischer Fußballspieler
- 22. Dezember: Frank Schäffler, deutscher Politiker und MdB
- 22. Dezember: Dina Meyer, US-amerikanische Schauspielerin
- 23. Dezember: Ismail Barhoum, palästinensischer Politiker († 2025)
- 23. Dezember: Fox Odoi-Oywelowo, ugandischer Rechtsanwalt und Politiker
- 23. Dezember: Sandra Roelofs, georgische Präsidentengattin
- 23. Dezember: Olga Schischigina, kasachische Leichtathletin und Olympiasiegerin
- 24. Dezember: Winfried Frey, deutscher Schauspieler, Moderator, Autor, Regisseur und Kabarettist
- 25. Dezember: Helena Christensen, dänisches Fotomodell
- 26. Dezember: Aleksandar Knežević, bosnischer Handballspieler und -trainer
- 26. Dezember: Haluk Levent, türkischer Sänger
- 27. Dezember: David W. Moore, US-amerikanischer Musikpädagoge und Komponist
- 27. Dezember: Massimo Rastelli, italienischer Fußballspieler und -trainer
- 28. Dezember: Lior Ashkenazi, israelischer Schauspieler
- 28. Dezember: Éric Trouillet, französischer Unternehmer und Automobilrennfahrer
- 28. Dezember: Anastasia Zampounidis, deutsch-griechische Fernsehmoderatorin
- 29. Dezember: Tina Göpfert, deutsche Fußballspielerin
- 29. Dezember: Alessandro Gramigni, italienischer Motorradrennfahrer
- 29. Dezember: Bernd Römer, deutscher Rechtsanwalt und Schauspieler
- 29. Dezember: Alexandra Stolley, deutsche Fernsehrechtsanwältin
- 29. Dezember: Peter Runggaldier, italienischer Skirennfahrer
- 30. Dezember: Thomas Dürr, deutscher Musiker
- 30. Dezember: Sandra Glover, US-amerikanische Leichtathletin
- 30. Dezember: DJ Hooligan, deutscher DJ und Technoproduzent
- 31. Dezember: Nina Kraft, deutsche Triathletin († 2020)

### Tag unbekannt
- Ali Abdollahi, iranischer Lyriker und literarischer Übersetzer
- Ayşegül Acevit, deutsch-türkische Publizistin und Buchautorin
- Wiebke Adam-Schwarz, deutsche Schauspielerin
- Kai Adomeit, deutscher Pianist
- Jamika Ajalon, US-amerikanische Sängerin und Texterin
- Nevzat Akpınar, türkischer Bağlama-Spieler, Komponist, Musikwissenschaftler und Musikgruppenleiter
- Hatice Aksoy-Woinek, deutsche Pädagogin und Autorin
- Martin Amanshauser, österreichischer Autor
- Isabella Anders-Rudes, deutsche Rechtswissenschaftlerin und Professorin
- Andrej Antonewitsch, russischer Handballtrainer und -spieler
- Julia Arden, deutsche Romanautorin
- Klaus Jochen Arnold, deutscher Historiker
- Rafael Arnold, deutscher Romanist
- Thomas Armbrüster, deutscher Wirtschaftswissenschaftler und Hochschullehrer
- Kelley Armstrong, kanadische Autorin
- Marie-Theres Arnbom, österreichische Historikerin, Autorin, Kuratorin und Kulturmanagerin
- Martin von Arndt, deutscher Schriftsteller, Übersetzer, Musiker und Wissenschaftler
- Matthias Arndt, deutscher Galerist
- FauZie As’Ad, indonesischer Maler und Bildhauer
- Kevin Ashton, britischer Technologie-Pionier
- Markus Asper, deutscher Altphilologe
- Nedda El-Asmar, belgische Goldschmiedin
- Ata, deutscher Techno-DJ und -Musiker
- Peter Atanassow, deutscher Schauspieler und Theaterregisseur
- Bruno Aveillan, französischer Multimediakünstler, Fotograf und Regisseur
- Cheb Aziz, algerischer Raï-Sänger († 1996)
- María (Mery) Bas, spanische Sängerin
- Attila Georg Borlan, deutscher Schauspieler
- James Brown (The King), britischer Sänger
- Björn Bugri, deutscher Schauspieler und Theaterdarsteller
- Christoph Chassée, deutscher Kameramann
- Keyvan Chemirani, französischer Perkussionist
- Raymond Coulthard, britischer Schauspieler
- Martin Damm (The Speed Freak), deutscher Hardcore-Techno-Produzent
- Thomas Dannemann, deutscher Schauspieler
- Anton Figl, österreichischer Schauspieler
- Christiane Florin, deutsche Politikwissenschaftlerin und Journalistin
- Axel Fröhlich, deutscher Karikaturist und Buchautor
- Martin Genahl, österreichischer Schriftsteller und Komponist
- Sven Gerhardt, deutscher Schauspieler und Synchronsprecher
- Juri Gilbo, russischer Bratschist und Dirigent
- Jens Goldhardt, deutscher Organist
- Martin Göpfert, deutscher Biologe
- Rachel Griffiths, australische Schauspielerin
- Georg Hagel, deutscher Organist und Orgelkünstler
- Holger Handtke, deutscher Schauspieler
- Michael Härle, deutscher Schauspieler
- Miguel Harth-Bedoya, peruanischer Dirigent
- Christine Hartmann, deutsche Regisseurin und Drehbuchautorin
- Sven Helbig, deutscher Komponist, Regisseur und Musikproduzent
- Benjamin Hembus, deutscher Filmeditor und Sachbuchautor
- Alexander Hörbe, deutscher Schauspieler
- Jaime Hubbard, US-amerikanische Schauspielerin und Psychotherapeutin
- Andrei Ivanovitch, rumänischer Konzertpianist
- Stephen E. Johnson, US-amerikanischer Komponist, Kirchenmusiker und Musikpädagoge
- Róbert Juharos, ungarischer Politiker, Rechtsanwalt und Bürgerrechtler
- Volker Kempf, deutscher Autor und Kommunalpolitiker
- Jeeyoung Kim, koreanische Komponistin
- Peter Knaack, deutscher Schauspieler
- Tomasz Konatkowski, polnischer Schriftsteller
- Sophia Krapoth, deutsche Drehbuchautorin
- Regina Kreide, deutsche Politikwissenschaftlerin
- Christine Kutschera, deutsche Schauspielerin
- Guido Lambrecht, deutscher Schauspieler
- Katja Liebing, deutsche Schauspielerin, Sängerin, Tänzerin und Synchronsprecherin
- Anne von Linstow, deutsche Schauspielerin
- Dirk Lorenzen, deutscher Astrophysiker und Wissenschaftsjournalist
- Jan Mainka, deutscher Journalist
- Marie-Kathrin Melnitzky, österreichische Sängerin und Harfenistin
- Andreas Mettenleiter, deutscher Medizinhistoriker
- Charles Montgomery, kanadischer Schriftsteller und Fotojournalist
- Jon Nakamatsu, US-amerikanischer Pianist
- Barbaros Özsöz, türkischer Handballspieler und -trainer
- Marco Postinghel, italienischer Fagottist und Musikpädagoge
- Frank Reidock, deutscher Schauspieler, Synchronschauspieler und Sprecher
- Ludwig Ruckdeschel, deutscher Organist
- Natascha Rybakowski, deutsche Synchronsprecherin
- Fritz Scheuermann, deutscher Schauspieler und Kabarettist
- Wolfgang Schmid, österreichischer Hörspiel- und Theaterautor
- Georg Schuppener, deutscher Sprachwissenschaftler
- Hannes Sulzenbacher, österreichischer Ausstellungskurator und Schriftsteller
- Terre Thaemlitz, US-amerikanische Electronica-Musikerin, Essayistin und Besitzerin eines Plattenlabels
- Kōjirō Umezaki, japanischer Shakuhachispieler und Komponist
- Jeanette Wagner, deutsche Filmregisseurin und Drehbuchautorin

- Silke Wagner, deutsche Künstlerin

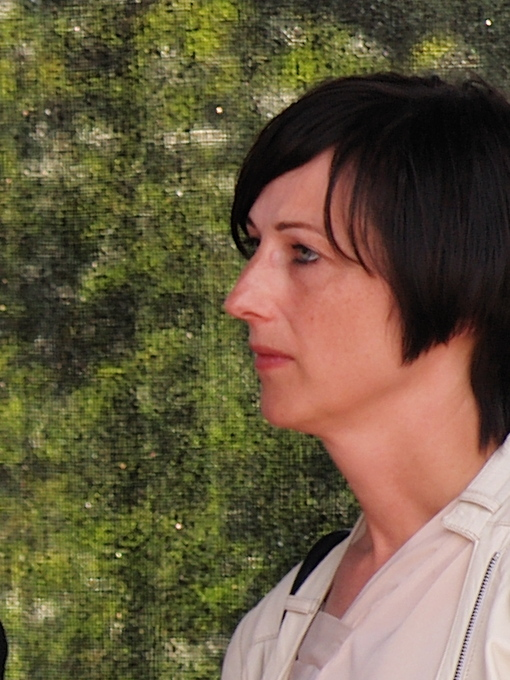
Silke Wagner

- Tobias Weger, deutscher Historiker und Übersetzer
- Jörg Westphal, deutscher Schauspieler
- Thomas Woschitz, österreichischer Filmregisseur, Drehbuchautor und Filmeditor
- Dan Zerfaß, deutscher Kirchenmusiker
- John Zimmermann, deutscher Militärhistoriker und Oberstleutnant
- Norbert Zimmermann, deutscher Christlicher Archäologe

## Gestorben

### Januar

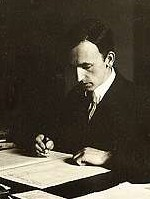
Cuno Hoffmeister (1892–1968)

- 01. Januar: Ernst Kusserow, deutscher General (* 1903)
- 01. Januar: John F. Simmons, US-amerikanischer Diplomat (* 1892)
- 02. Januar: Cuno Hoffmeister, deutscher Astronom und Geophysiker (* 1892)
- 04. Januar: Armando Castellazzi, italienischer Fußballspieler und -trainer (* 1904)
- 04. Januar: Augustinus Hieber, katholischer Pfarrer, bischöflicher Kommissär (* 1886)
- 05. Januar: Karl Kobelt, Schweizer Politiker (* 1891)
- 07. Januar: George Constantine, US-amerikanischer Automobilrennfahrer (* 1918)
- 07. Januar: James Leonard Brierley Smith, südafrikanischer Zoologe (* 1897)
- 08. Januar: Claude A. Fuller, US-amerikanischer Politiker (* 1876)
- 08. Januar: Piero Pastore, italienischer Fußballspieler und Schauspieler (* 1903)
- 09. Januar: Louis Aubert, französischer Komponist (* 1877)
- 10. Januar: Toni Bauhofer, deutscher Automobil- und Motorradrennfahrer (* 1892)
- 11. Januar: Rezső Seress, ungarischer Komponist (* 1889)
- 13. Januar: Jocelyne Binet, kanadische Komponistin (* 1923)
- 13. Januar: Adalberto Garelli, italienischer Ingenieur, Unternehmer und Pionier des Motorradbaus (* 1886)
- 15. Januar: Louis Lefèvre OFM, französischer Ordensgeistlicher und römisch-katholischer Erzbischof von Rabat (* 1890)
- 17. Januar: Julius Deutsch, österreichischer Politiker (* 1884)
- 19. Januar: Ray Harroun, US-amerikanischer Automobilrennfahrer (* 1879)
- 21. Januar: Georg Dertinger, deutscher Politiker und Minister für Auswärtige Angelegenheiten der DDR (* 1902)
- 22. Januar: Alexander Jerminingeldowitsch Arbusow, russischer Chemiker (* 1877)
- 22. Januar: Duke Kahanamoku, hawaiischer Schwimmer, Surfer und Schauspieler (* 1890)
- 23. Januar: Artur Jacobs, deutscher Philosoph (* 1880)
- 25. Januar: Richard Eaton, kanadischer Chorleiter, Organist und Komponist (* 1914)
- 25. Januar: Virginia Maskell, britische Schauspielerin (* 1936)
- 29. Januar: Hermann Asmus, deutscher Filmarchitekt und Theatermaler (* 1887)
- 29. Januar: Remigijus Lapinskas, litauischer Unternehmer und Politiker (* 1968)
- 29. Januar: Max Sparer, Südtiroler Maler und Graphiker (* 1886)

### Februar
- 01. Februar: Gerard Pieter Adolfs, niederländisch-ostindischer Maler und Architekt (* 1898)
- 01. Februar: René Alain, kanadischer Akkordeonist (* 1921)
- 01. Februar: Nguyễn Văn Lém, Captain der FNL Vietnam (* 1934)
- 02. Februar: Heinrich Ambrosius, deutscher Kaufmann und Politiker (* 1879)
- 02. Februar: Tullio Serafin, italienischer Dirigent (* 1878)
- 03. Februar: Carl Krauch, deutscher Chemiker und Großindustrieller (* 1887)
- 04. Februar: Josef Augusta, tschechischer Paläontologe (* 1903)
- 04. Februar: Neal Cassady, US-amerikanischer Autor (* 1926)
- 05. Februar: Klaus Uebe, deutscher Generalmajor (* 1900)
- 07. Februar: Nicholas Aloysius Adamschock, US-amerikanischer Filmschauspieler (* 1931)
- 07. Februar: Iwan Pyrjew, sowjetischer Filmregisseur (* 1901)
- 12. Februar: Maria Caspar-Filser, deutsche Malerin (* 1878)
- 12. Februar: André Isoré, französischer Politiker (* 1891)
- 13. Februar: Ildebrando Pizzetti, italienischer Komponist (* 1880)
- 14. Februar: Pierre Veuillot, französischer Erzbischof von Paris und Kardinal (* 1913)
- 15. Februar: Little Walter, US-amerikanischer Bluesmusiker (* 1930)
- 16. Februar: Paul Graetz, deutscher Offizier (* 1875)
- 16. Februar: Healey Willan, kanadischer Komponist, Organist, Chorleiter und Musikpädagoge (* 1880)
- 17. Februar: Leo Cella, italienischer Motorrad-, Rallye- und Automobilrennfahrer (* 1938)
- 17. Februar: Louis Dollé, französischer Automobilrennfahrer (* 1892)
- 17. Februar: Hertha Sponer, deutsche Physikerin (* 1895)
- 18. Februar: August Ackermann, Schweizer Pfarrer und Publizist (* 1883)
- 20. Februar: Anthony Asquith, britischer Filmregisseur (* 1902)
- 21. Februar: Robert Jaffé, deutscher Politiker (* 1894)
- 21. Februar: Howard Walter Florey, australischer Pathologe (* 1898)
- 22. Februar: Frank Ezra Adcock, britischer Althistoriker (* 1886)
- 22. Februar: Peter Arno, US-amerikanischer Cartoonist (* 1904)
- 23. Februar: Emil Hirschfeld, deutscher Leichtathlet (* 1903)
- 23. Februar: Fannie Hurst, US-amerikanische Schriftstellerin und Journalistin (* 1889)
- 23. Februar: Robert Thelen, deutscher Ingenieur, Pilot und Luftfahrtpionier (* 1884)
- 26. Februar: Friedrich Wilhelm Heinz, deutscher Widerstandskämpfer (* 1899)
- 27. Februar: Ludvík Podéšt, tschechischer Komponist (* 1921)
- 27. Februar: Johannes Tralow, deutscher Romanautor, Erzähler, Dramatiker und Publizist (* 1882)

### März
- 01. März: Georg von der Vring, deutscher Schriftsteller (* 1889)
- 04. März: Isaac J. MacCollum, US-amerikanischer Politiker (* 1889)
- 05. März: Ferdinand Metzenauer, deutscher Problemkomponist im Schach (* 1908)
- 05. März: Joseph Malouf, libanesischer Erzbischof (* 1893)
- 07. März: Gladys Egbert, kanadische Pianistin und Musikpädagogin (* 1896)
- 07. März: Werner Lieven, deutscher Schauspieler (* 1909)
- 08. März: Martin Göhring, deutscher Professor der Geschichtswissenschaft (* 1903)
- 09. März: Jack Ernst, US-amerikanischer American-Football-Spieler (* 1889)
- 09. März: Hans Schumann, deutscher Motorradrennfahrer (* 1904)
- 09. März: Hans-Jürgen Stumpff, deutscher Generalfeldmarschall der Luftwaffe (* 1889)
- 10. März: Blind Joe Reynolds, US-amerikanischer Blues-Gitarrist, Sänger und Songschreiber (* 1900 oder 1904)
- 11. März: Bernhard Bleeker, deutscher Bildhauer (* 1881)
- 11. März: Sepp Allgeier, deutscher Kameramann und Fotograf (* 1895)
- 14. März: Erwin Panofsky, deutscher Kunsthistoriker (* 1892)
- 15. März: Kuang Abhayawongse, thailändischer Premierminister (* 1902)
- 16. März: Mario Castelnuovo-Tedesco, italienischer Komponist (* 1895)
- 16. März: Eleonora Sears, US-amerikanische Tennisspielerin (* 1881)
- 17. März: Henry Charles Armand d’Abbadie d’Arrast, US-amerikanischer Filmregisseur (* 1897)
- 18. März: Charles Edward Fuller, US-amerikanischer Unternehmer, Evangelist und Gründer des Fuller Theological Seminary (* 1887)
- 19. März: Alfred Baeumler, deutscher Philosoph und Pädagoge (* 1887)
- 19. März: Else Ehser, deutsche Schauspielerin (* 1894)
- 19. März: Jake Lanum, US-amerikanischer American-Football-Spieler (* 1896)
- 20. März: Carl Theodor Dreyer, dänischer Filmregisseur (* 1889)
- 20. März: Kathleen Long, englische Pianistin und Musikpädagogin (* 1896)
- 21. März: Gerhart Eisler, deutscher Journalist und Politiker (* 1897)
- 21. März: Erwin Linder, deutscher Schauspieler (* 1903)
- 24. März: Alice Guy-Blaché, französisch-US-amerikanische Pionierin des Films (* 1873)
- 24. März: Leo Schubert, deutscher Politiker (* 1885)
- 27. März: Juri Alexejewitsch Gagarin, sowjetischer Kosmonaut und Oberst (* 1934)
- 30. März: Bobby Driscoll, US-amerikanischer Schauspieler (* 1937)
- 31. März: Homer Daniel Angell, US-amerikanischer Politiker (* 1875)
- 31. März: Skeets McDonald, US-amerikanischer Country-Musiker (* 1915)
- 31. März: Elly Ney, deutsche Pianistin (* 1882)
- 31. März: Eduard Orth, deutscher Politiker (* 1902)

### April
- 01. April: Lew Dawidowitsch Landau, russischer Physiker (* 1908)
- 03. April: Oswald Zappelli, Schweizer Fechter (* 1913)
- 04. April: Martin Luther King, US-amerikanischer Bürgerrechtler (* 1929)
- 05. April: Emil Rauchmaul; ungarischer Fußballspieler und -trainer (* 1891)
- 07. April: Werner Bockelmann, deutscher Jurist und Politiker (* 1907)
- 07. April: Jim Clark, britischer Automobilrennfahrer (* 1936)
- 08. April: Glenn Urban Andreotta, US-amerikanischer Pilot (* 1947)
- 08. April: Ernst Wilhelm Nay, deutscher Maler (* 1902)
- 09. April: Richard Lewinsohn, deutscher Wirtschafts-Journalist und Schriftsteller (* 1894)
- 11. April: Max Brose, deutscher Kaufmann und Industrieller (* 1884)
- 12. April: Heinrich Nordhoff, deutscher Unternehmer (* 1899)
- 13. April: Pericle Patocchi, Schweizer Schriftsteller und Lehrer (* 1911)
- 13. April: Eckart Peterich, deutscher Schriftsteller (* 1900)
- 15. April: Borys Ljatoschynskyj, ukrainischer Komponist (* 1895)
- 15. April: Amparo Poch y Gascón, spanische Medizinerin, Autorin, Feministin und Anarchistin (* 1902)
- 15. April: Forman Phillips, US-amerikanischer Country-Moderator und Veranstalter (* 1897)
- 16. April: Adolf Friedrich Wilhelm Ahlhorn, deutscher Jurist (* 1873)

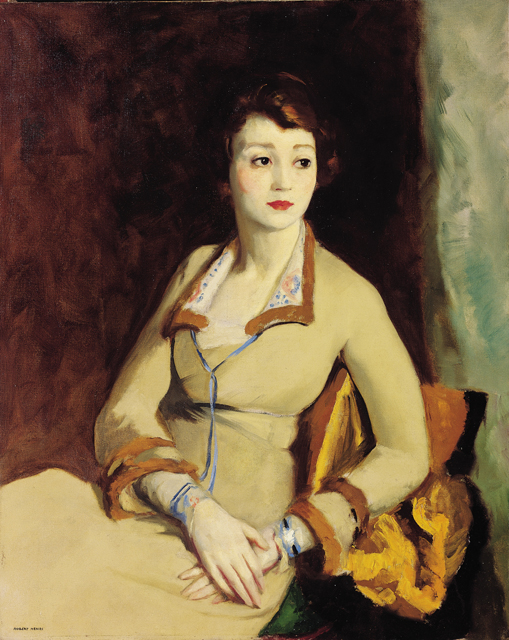
Fay Bainter (1893–1968)

- 16. April: Fay Bainter, US-amerikanische Schauspielerin (* 1893)
- 16. April: Edna Ferber, US-amerikanische Schriftstellerin (* 1885)
- 16. April: Albert Betz, deutscher Physiker und Pionier der Windkrafttechnik (* 1885)
- 17. April: Klaus Frings, deutscher Pressefotograf (* 1936)
- 18. April: Heinrich Barlage, deutscher Politiker, MdB (* 1891)
- 18. April: Ludwig Wenz, deutscher Fußballspieler (* 1906)
- 20. April: Curt Courant, deutsch-US-amerikanischer Kameramann und Experte für filmtechnische Angelegenheiten (* 1899)
- 20. April: Rudolph Dirks, deutsch-US-amerikanischer Comicpionier (* 1877)
- 25. April: Gunnar Andersen, norwegischer Fußballspieler und Skispringer (* 1890)
- 25. April: Carl Haensel, deutscher Jurist und Schriftsteller (* 1889)
- 25. April: Bade Ghulam Ali Khan, indischer Sänger (* 1902)
- 25. April: Hyazinth Graf Strachwitz, deutscher General und Panzerkommandeur in der Wehrmacht (* 1893)
- 25. April: Walter Tewksbury, US-amerikanischer Leichtathlet und Olympiasieger (* 1876)
- 26. April: John Heartfield, deutscher Maler, Graphiker, Fotomontagekünstler und Bühnenbildner (* 1891)
- 26. April: Benno Landsberger, deutscher Assyriologe (* 1890)
- 26. April: Karl Preisendanz, deutscher Altphilologe, Papyrologe und Bibliothekar (* 1883)
- 27. April: Wassili Nikolajewitsch Aschajew, sowjetischer Schriftsteller (* 1915)
- 27. April: Johanna Sönnichsen, deutsche Landschaftsmalerin (* 1881)
- 28. April: Mortimer R. Proctor, US-amerikanischer Politiker (* 1889)

### Mai
- 01. Mai: Jack Adams, kanadischer Eishockeyspieler und -trainer (* 1895)
- 01. Mai: Harold Nicolson, britischer Diplomat, Autor und Politiker (* 1886)
- 03. Mai: Edmund Aigner, österreichischer Politiker (* 1900)
- 03. Mai: Marc Amsler, schweizerische Professor der Augenheilkunde (* 1891)
- 04. Mai: Michael Schulien, deutscher päpstlicher apostolischer Visitator für das Saargebiet (* 1888)
- 05. Mai: Louis Decaroli, französischer Automobilrennfahrer (* 1899)
- 06. Mai: Thomas Alder, deutscher Schauspieler (* 1932)
- 06. Mai: Will Grohmann, deutscher Kunsthistoriker und Kunstkritiker (* 1887)
- 09. Mai: Harold Gray, US-amerikanischer Comiczeichner (* 1894)
- 09. Mai: Erich Meyer, deutscher Politiker (* 1900)
- 10. Mai: Hans-Joachim Rath, deutscher Generalmajor (* 1894)
- 12. Mai: Erich Bockemühl, deutscher Lehrer, Dichter und Organist (* 1885)
- 13. Mai: Heinrich Benckert, deutscher evangelischer Theologe (* 1907)
- 13. Mai: Willa L. Fulmer, US-amerikanische Politikerin (* 1884)
- 14. Mai: Frank Starkey, US-amerikanischer Politiker (* 1892)
- 15. Mai: Alban Haas, deutscher Theologe und Historiker (* 1877)

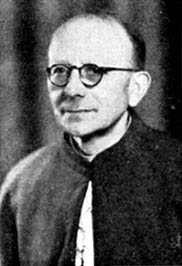
Alban Haas

- 19. Mai: Isidor Aschheim, deutsch-israelischer Maler und Grafiker (* 1891)
- 19. Mai: Richard Stoop, britischer Automobilrennfahrer und Flieger im Zweiten Weltkrieg (* 1920)
- 24. Mai: Bernard Rogers, US-amerikanischer Komponist (* 1893)
- 25. Mai: Georg von Küchler, deutscher Generalfeldmarschall im Zweiten Weltkrieg (* 1881)
- 29. Mai: Adolf Helbok, österreichischer Historiker und Volkskundler (* 1883)
- 30. Mai: Martin Noth, deutscher protestantischer Theologe (* 1902)
- 30. Mai: Achmet Kujanowitsch Schubanow, kasachischer Komponist (* 1906)
- 30. Mai: Ludwig Schuster, deutscher Violinist, Violist und Hochschullehrer (* 1905)
- 31. Mai: Hans-Joachim Böhme, SS-Standartenführer und Kommandeur der Sicherheitspolizei (* 1909)
- 31. Mai: Julius E. Slack, US-amerikanischer Offizier, General der US-Army (* 1898)

### Juni
- 01. Juni: Witter Bynner, US-amerikanischer Dichter (* 1881)
- 01. Juni: Helen Keller, US-amerikanische Schriftstellerin (* 1880)
- 01. Juni: André Laurendeau, kanadischer Schriftsteller, Essayist, Journalist und Politiker (* 1912)
- 01. Juni: Martin Luserke, deutscher Reformpädagoge und Schriftsteller (* 1880)
- 01. Juni: Ettore Mazzoleni, kanadischer Dirigent und Musikpädagoge (* 1905)
- 02. Juni: Richard Norris Williams, US-amerikanischer Tennisspieler (* 1891)
- 02. Juni: André Mathieu, kanadischer Pianist und Komponist (* 1929)
- 02. Juni: Jouett Shouse, US-amerikanischer Politiker (* 1879)
- 05. Juni: Ellen Gleditsch, norwegische Chemikerin (* 1879)
- 06. Juni: Theodor Frings, deutscher Germanist und Sprachwissenschaftler (* 1886)
- 06. Juni: Robert F. Kennedy, US-amerikanischer Politiker (* 1925)
- 07. Juni: Paul Arendt, deutscher Ingenieur (* 1893)
- 08. Juni: Ludovico Scarfiotti, italienischer Automobilrennfahrer (* 1933)
- 09. Juni: Teo Otto, deutscher Bühnenbildner (* 1904)
- 11. Juni: Otto Heinrich Greve, deutscher Politiker (* 1908)
- 11. Juni: Justin Abraham Najmy, syrischer Bischof in den USA (* 1898)
- 13. Juni: Theodor Bogler, deutscher Keramiker, Architekt und Benediktiner-Pater (* 1897)
- 13. Juni: Otto Daiker, deutscher Motorradrennfahrer (* 1911)
- 14. Juni: Jürgen Fehling, deutscher Theaterregisseur und Schauspieler (* 1885)
- 14. Juni: Karl-Birger Blomdahl, schwedischer Komponist und Dirigent (* 1916)
- 14. Juni: Salvatore Quasimodo, italienischer Lyriker und Kritiker (* 1901)
- 15. Juni: Wes Montgomery, US-amerikanischer Jazz-Gitarrist (* 1923)
- 17. Juni: A. M. Cassandre, französischer Grafikdesigner, Typograf, Maler, Bühnenbildner und Lehrer (* 1901)
- 22. Juni: John Beckman, US-amerikanischer Basketballspieler (* 1895)
- 23. Juni: Andreas Maria Karl von Aulock, deutscher Militär (* 1893)
- 27. Juni: Léon Poirier, französischer Filmregisseur und Drehbuchautor (* 1884)
- 30. Juni: Rudolf Amend, deutscher Politiker (* 1891)
- 30. Juni: Paul Gehlhaar, deutscher Fußballspieler (* 1905)
- 30. Juni: Alexandr Iwtschenko, sowjetischer Flugmotorenkonstrukteur (* 1903)

### Juli
- 01. Juli: George Christensen, US-amerikanischer American-Football-Spieler (* 1909)
- 01. Juli: Fritz Bauer, deutscher Richter und Staatsanwalt (* 1903)
- 01. Juli: Fred Biermann, US-amerikanischer Politiker (* 1884)
- 01. Juli: Edwin Boring, US-amerikanischer Experimentalpsychologe (* 1886)
- 02. Juli: Zakī al-Arsūzī, syrischer Lehrer, Philosoph und Politiker (* 1899)
- 03. Juli: Karl Oberparleiter, österreichischer Professor für Betriebswirtschaftslehre (* 1886)
- 04. Juli: Aline Bußmann, deutsche Schauspielerin, Hörspielsprecherin und Publizistin (* 1889)
- 04. Juli: Karl Wolfien, deutscher General (* 1906)
- 05. Juli: Enrique Pla y Deniel, spanischer Erzbischof von Toledo und Kardinal (* 1876)
- 05. Juli: Hermann-Bernhard Ramcke, deutscher General (* 1889)
- 06. Juli: Adam Sołtys, polnischer Komponist, Dirigent und Musikpädagoge (* 1890)
- 07. Juli: Johann Attenberger, deutscher Motorradrennfahrer (* 1936)
- 07. Juli: Hermann Grossmann, deutscher Autor (* 1899)
- 07. Juli: Jo Schlesser, französischer Automobilrennfahrer (* 1928)
- 07. Juli: Leo Sowerby, US-amerikanischer Komponist (* 1895)
- 09. Juli: Vardis Fisher, US-amerikanischer Schriftsteller (* 1895)
- 12. Juli: Ada Sari, polnische Opernsängerin (* 1886)
- 12. Juli: Francesco Morano, italienischer römisch-katholischer Kardinal (* 1872)
- 14. Juli: Ross A. Collins, US-amerikanischer Politiker (* 1880)
- 15. Juli: Franz Fuchs, österreichischer Politiker und Landtagsabgeordneter (* 1912)
- 16. Juli: Gottfried Sälzler, deutscher Fußballspieler und Sportfunktionär (* 1921)
- 16. Juli: John B. Sosnowski, US-amerikanischer Politiker (* 1883)
- 18. Juli: Alfred Frenzel, deutscher Politiker (* 1899)
- 18. Juli: Corneille Heymans, belgischer Pharmakologe und Nobelpreisträger (* 1892)

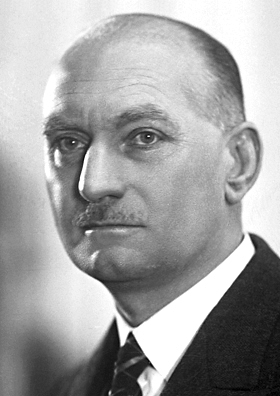
Corneille Heymans

- 19. Juli: Käthe Kruse, deutsche Puppenmacherin (* 1883)
- 21. Juli: Ruth St. Denis, US-amerikanische Tänzerin, Choreographin und Pädagogin (* 1879)
- 22. Juli: Dorothy Champney, britische Automobilrennfahrerin (* 1909)
- 22. Juli: Giovanni Guareschi, italienischer Journalist, Karikaturist und Schriftsteller (* 1908)
- 23. Juli: Luigi Cevenini, italienischer Fußballspieler und -trainer (* 1895)
- 23. Juli: Henry Hallett Dale, britischer Biochemiker (* 1875)
- 24. Juli: Hans Welker, deutscher Fußballspieler (* 1907)
- 25. Juli: Friedrich Burmeister, deutscher Politiker (* 1888)
- 27. Juli: Lilian Harvey, deutsche Schauspielerin und Sängerin (* 1906)
- 28. Juli: José Arce, argentinischer Politiker (* 1881)
- 28. Juli: Ángel Herrera Oria, Erzbischof von Quebec und Kardinal (* 1886)
- 28. Juli: Otto Hahn, deutscher Chemiker und Atomforscher, Nobelpreisträger (* 1879)

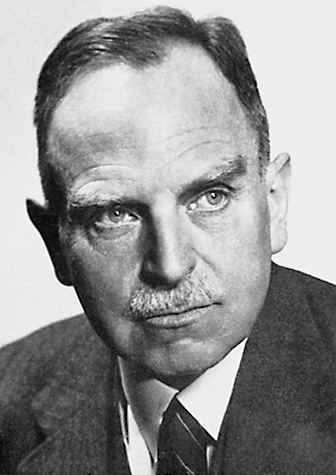
Otto Hahn

- 30. Juli: Jón Leifs, isländischer Komponist (* 1899)
- 31. Juli: Carlos María de la Torre, spanischer Erzbischof von Quito und Kardinal (* 1873)

### August
- 03. August: Konstantin Rokossowski, sowjetischer und polnischer Marschall (* 1896)
- 03. August: Yang Shuo, chinesischer Lyriker und Essayist (* 1913)
- 05. August: Carlyle Atkinson, britischer Schwimmer (* 1892)
- 05. August: Luther Monroe Perkins, US-amerikanischer Gitarrist (* 1928)
- 06. August: Giovanni Bracco, italienischer Automobilrennfahrer (* 1908)
- 07. August: Erwin Anton Gutkind, deutscher Architekt, Stadtplaner und Architekturtheoretiker (* 1886)
- 09. August: Friedrich Christian Prinz von Sachsen, deutscher Adeliger (* 1893)

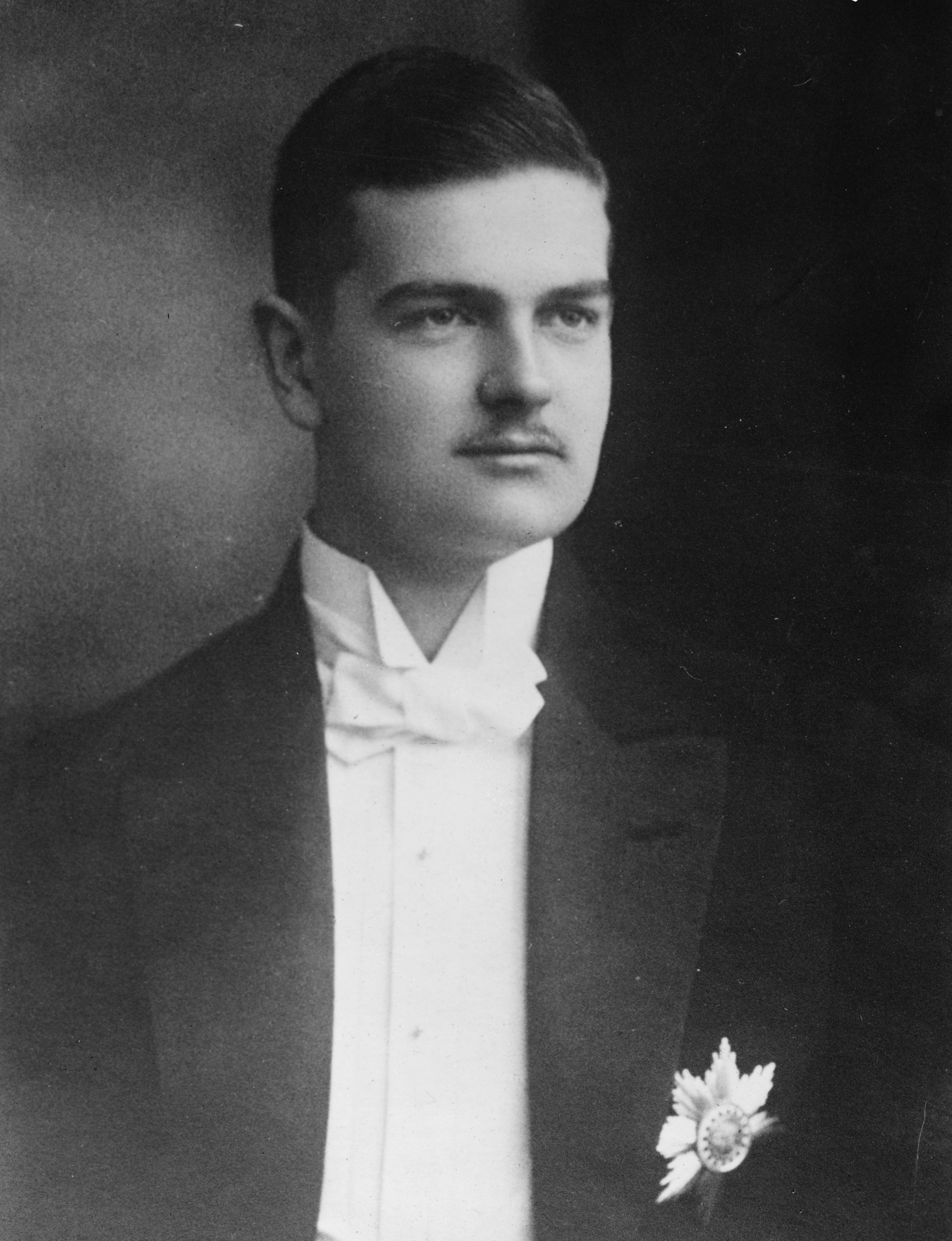
Prinz Friedrich Christian von Sachsen

- 10. August: Gabriel Hanot, französischer Fußballspieler (* 1889)
- 11. August: Anton Hoppe, deutscher Politiker (* 1889)
- 13. August: Walter Schroeder, deutscher General (* 1896)
- 14. August: Augusto Álvaro da Silva, brasilianischer Erzbischof von São Salvador da Bahia und Kardinal (* 1876)
- 16. August: J. Russell Tuten, US-amerikanischer Politiker (* 1911)
- 17. August: Marie Ahlers, deutsche Politikerin (* 1898)
- 17. August: Bruno Paul, deutscher Architekt und Kunsthandwerker (* 1874)
- 19. August: Spiro Dellerba, US-amerikanischer American-Football-Spieler (* 1923)
- 19. August: George Gamow, russisch-US-amerikanischer Physiker (* 1904)
- 20. August: Channing H. Cox, US-amerikanischer Politiker (* 1879)
- 20. August: Roger C. Peace, US-amerikanischer Politiker (* 1899)
- 22. August: Hugo Mayer, deutscher CDU-Politiker und MdB (* 1899)
- 23. August: Hunt Stromberg, US-amerikanischer Filmproduzent für die MGM (* 1894)
- 27. August: Robert Z. Leonard, US-amerikanischer Regisseur (* 1889)
- 27. August: Marina, Herzogin von Kent, britische Adlige (* 1906)
- 28. August: Lawrence Brock, US-amerikanischer Politiker (* 1906)
- 28. August: Hans Lenz, deutscher Politiker (* 1907)
- 31. August: Brigitte Adolphsen, deutsche Schriftstellerin (* 1883)

### September
- 02. September: Jim Nance McCord, US-amerikanischer Politiker, Gouverneur von Tennessee (* 1879)
- 03. September: Juan José Castro, argentinischer Komponist (* 1895)
- 05. September: Georg Heinrich Arcularius, deutscher Tierarzt (* 1893)
- 06. September: Giuseppe Lepori, Schweizer Politiker (* 1902)
- 06. September: Kenneth Peacock, britischer Automobilrennfahrer (* 1902)
- 06. September: Karl Franz Rankl, österreichischer Dirigent und Komponist (* 1898)
- 07. September: Karl Tewes, deutscher Fußballspieler (* 1886)
- 10. September: Alfred Johann Maria Anton Rupert Prinz Auersperg, österreichischer Psychiater (* 1899)
- 10. September: Erna Mohr, deutsche Zoologin und langjährige Zuchtbuchführerin des internationalen Zuchtbuchs für Wisente (* 1894)
- 11. September: Thomas Dickson Armour, schottisch-US-amerikanischer Golfer (* 1894)
- 12. September: John Stephens Wood, US-amerikanischer Politiker (* 1885)
- 15. September: Josef Kentenich, deutscher Gründer der internationalen Schönstatt-Bewegung (* 1885)
- 15. September: Otto Schön, deutscher Büroleiter des Politbüros des Zentralkomitees der SED in der DDR (* 1905)
- 18. September: Fritz Haas, österreichischer Kraftwerkbauer (* 1890)
- 18. September: Virgilio Felice Levratto, italienischer Fußballspieler und -trainer (* 1904)
- 18. September: Franchot Tone, US-amerikanischer Filmschauspieler (* 1905)
- 19. September: Red Foley, US-amerikanischer Country-Musiker (* 1910)
- 19. September: Chester Carlson, US-amerikanischer Erfinder, Physiker und Patentanwalt (* 1906)
- 21. September: Hirotsu Kazuo, japanischer Schriftsteller (* 1891)
- 23. September: Pater Pio, italienischer Kapuzinerpater (* 1887)
- 25. September: Hans F. K. Günther, deutscher Eugeniker und „Rasseforscher“ (* 1891)
- 26. September: Władysław Kędra, polnischer Pianist und Musikpädagoge (* 1918)
- 27. September: Maria Niggemeyer, deutsche Politikerin (* 1888)
- 28. September: Norman Brookes, australischer Tennisspieler (* 1877)
- 28. September: Margot Claussen, deutsche Malerin (* 1885)
- 28. September: Otto Schubert, deutscher Architekt und Hochschullehrer (* 1878)
- 29. September: Paul Radmilovic, britischer Wasserballspieler und Schwimmer, mehrfacher Olympiasieger (* 1886)
- 30. September: George Leonard Wallace, australischer Schauspieler und Komiker (* 1918)

### Oktober
- 01. Oktober: Hermann Winkhaus, deutscher Industrieller (* 1897)
- 01. Oktober: Romano Guardini, italienisch-deutscher Philosoph und katholischer Theologe (* 1885)
- 02. Oktober: Eberhard Ludwig August Ackerknecht, deutsch-schweizerischer Veterinäranatom (* 1883)
- 02. Oktober: Marcel Duchamp, französischer Maler und Objektkünstler (* 1887)
- 04. Oktober: Francis Biddle, US-amerikanischer Richter bei den Nürnberger Prozessen (* 1886)
- 10. Oktober: Arthur Lieutenant, deutscher Politiker. (* 1884)
- 11. Oktober: August Mayer, deutscher Gynäkologe (* 1876)
- 12. Oktober: Michael A. Musmanno, US-amerikanischer Jurist, Marineoffizier, Richter in Pennsylvania (* 1897)
- 13. Oktober: Manuel Bandeira, brasilianischer Lyriker (* 1886)
- 13. Oktober: Hossein Behzad, iranischer Miniaturenmaler (* 1894)
- 16. Oktober: Freddie Frinton, englischer Komiker (* 1909)
- 16. Oktober: Walter Friedrich, deutscher Biophysiker (* 1883)
- 19. Oktober: Reinhold Henzler, deutscher Professor für Betriebswirtschaftslehre (* 1902)
- 20. Oktober: August Werner, deutscher Fußballspieler (* 1896)
- 21. Oktober: Andrew Aitkenhead, schottisch-kanadischer Eishockeytorwart (* 1904)
- 21. Oktober: Gertrude Pritzi, österreichische Tischtennisspielerin (* 1920)
- 23. Oktober: Enrico Marone Cinzano, italienischer Unternehmer und Fußballfunktionär (* 1895)
- 23. Oktober: Hans Rheinwald, deutscher Agrarwissenschaftler (* 1903)
- 24. Oktober: Christine Teusch, deutsche Politikerin, Kultusministerin in Nordrhein-Westfalen (* 1888)
- 25. Oktober: Rudolf Forster, österreichischer Schauspieler (* 1884)
- 25. Oktober: Jean Schlumberger, französischer Germanist und Schriftsteller (* 1877)
- 26. Oktober: Rudolf Grewe, deutscher Chemiker (* 1910)
- 26. Oktober: Sergei Natanowitsch Bernstein, russischer Mathematiker (* 1880)

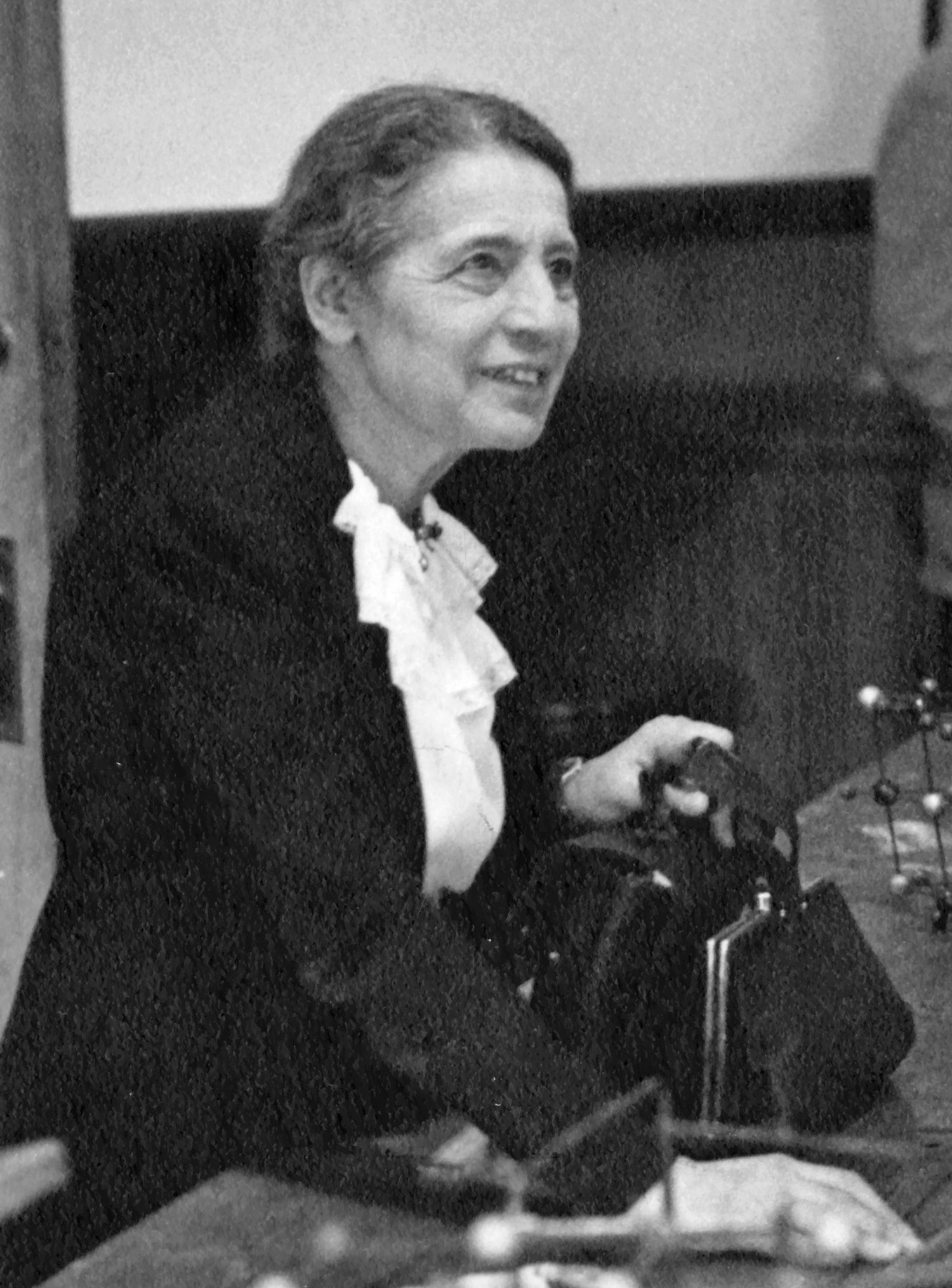
Lise Meitner um 1946

- 27. Oktober: Lise Meitner, österreichisch-schwedische Atomphysikerin (* 1878)
- 29. Oktober: Marius Ulfrstad, norwegischer Komponist (* 1890)
- 30. Oktober: Ramón Novarro, mexikanisch-amerikanischer Stummfilmstar (* 1899)
- 31. Oktober: Elsa Nöbbe, deutsche Malerin (* 1892)

### November
- 02. November: Erich Angermann, deutscher Politiker (* 1911)
- 02. November: Ernst Hess, Schweizer Dirigent, Komponist und Musikwissenschaftler (* 1912)
- 03. November: Adolf Abel, deutscher Architekt (* 1882)
- 04. November: Edward R. Burke, US-amerikanischer Politiker (* 1880)
- 06. November: Charles Münch, französischer Dirigent (* 1891)
- 07. November: Béla Hamvas, ungarischer Schriftsteller (* 1897)
- 08. November: Kokomo Arnold, US-amerikanischer Blues-Musiker (* 1901)
- 08. November: Peter Mohr Dam, färöischer sozialdemokratischer Politiker (* 1898)
- 08. November: Richard Katz, deutsch-böhmischer Journalist und Reiseschriftsteller (* 1888)
- 09. November: Georges Delaroche, französischer Automobilrennfahrer (* 1902)
- 09. November: Richard Döcker, deutscher Architekt (* 1894)
- 09. November: Jan Johansson, schwedischer Jazzmusiker und Komponist (* 1931)
- 11. November: Jeanne Demessieux, französische Komponistin, Pianistin, Organistin und Pädagogin (* 1921)
- 13. November: Berthold Bartosch, deutscher Animator und Filmregisseur (* 1893)
- 16. November: Augustin Bea, deutscher Kurienkardinal und Theologe (* 1881)
- 17. November: Wilhelm Lehmann, deutscher Schriftsteller (* 1882)
- 17. November: Mervyn Peake, britischer Schriftsteller, Illustrator (* 1911)
- 18. November: Walter Wanger, US-amerikanischer Filmproduzent (* 1894)
- 21. November: Laureano Guevara, chilenischer Maler (* 1889)
- 21. November: Hans Carl Nipperdey, deutscher Jurist (* 1895)
- 25. November: Upton Sinclair, US-amerikanischer Schriftsteller (* 1878)
- 26. November: Emil Dähne, deutscher Schachfunktionär (* 1902)
- 28. November: Enid Blyton, englische Kinderbuchautorin (* 1897)
- 000November: Timothy Joseph Ahearne, irischer Leichtathlet (* 1885)
- 000November: Oskar Aurich, deutscher Bildhauer und Medailleur (* 1877)

### Dezember

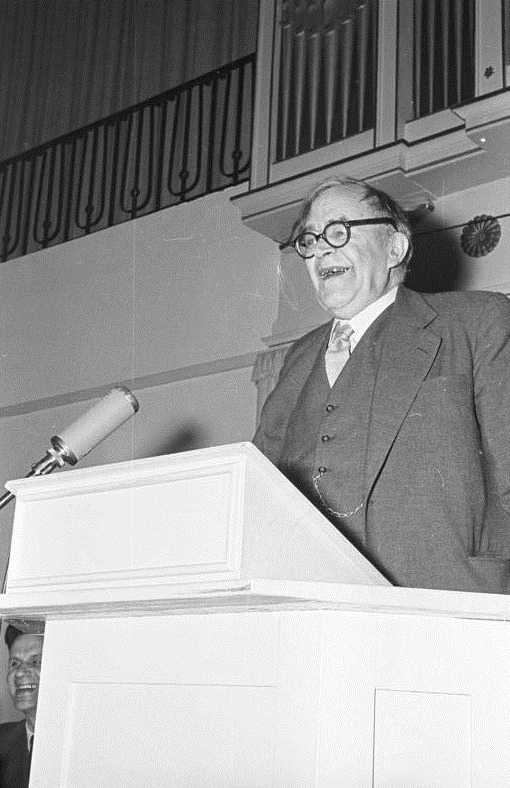
Karl Barth

- 04. Dezember: Archie Mayo, US-amerikanischer Bühnen- und Filmschauspieler (* 1891)
- 05. Dezember: Erich Thiess, deutscher Professor für Betriebswirtschaftslehre (* 1903)
- 07. Dezember: Walther Kiaulehn, deutscher Journalist und Schriftsteller (* 1900)
- 08. Dezember: Josef Papesch, österreichischer Schriftsteller und Kulturpolitiker (* 1893)
- 10. Dezember: Karl Barth, Schweizer Theologe (* 1886)
- 10. Dezember: Thomas Merton, britischer Mystiker (* 1915)
- 11. Dezember: Marie Long-Landry, französische Ärztin (* 1877)
- 12. Dezember: Tallulah Bankhead, US-amerikanische Schauspielerin (* 1902)
- 13. Dezember: Siegfried Reda, deutscher Komponist (* 1916)
- 14. Dezember: Jack Rice, US-amerikanischer Schauspieler (* 1893)
- 16. Dezember: Jürgen Moll, deutscher Fußballspieler (* 1939)
- 16. Dezember: Futabayama Sadaji, japanischer Sumoringer und der 35. Yokozuna (* 1912)
- 18. Dezember: Giovanni Messe, italienischer Feldherr und Politiker (* 1883)
- 19. Dezember: Bentley Collingwood Hilliam, englischer Sänger, Songwriter, Komponist und Schauspieler (* 1890)
- 19. Dezember: Richard Queck, deutscher Fußballspieler (* 1888)
- 20. Dezember: John Steinbeck, US-amerikanischer Autor (* 1902)
- 20. Dezember: Max Brod, tschechischer Schriftsteller (* 1884)
- 21. Dezember: Vittorio Pozzo, italienischer Fußballspieler und -trainer (* 1886)
- 25. Dezember: Phra Chenduriyang (Piti Wathayakon), thailändischer Komponist (* 1883)
- 26. Dezember: Roger Hellot, französischer Automobilrennfahrer (* 1899)
- 26. Dezember: Kawakami Santarō, japanischer Lyriker (* 1891)
- 28. Dezember: Harry Lewis Woods, US-amerikanischer Schauspieler (* 1889)
- 29. Dezember: Heinrich Hohl, deutscher Politiker (* 1900)
- 29. Dezember: Hans Ewers, deutscher Politiker (* 1887)
- 30. Dezember: Hans Christian Asmussen, deutscher Theologe (* 1898)

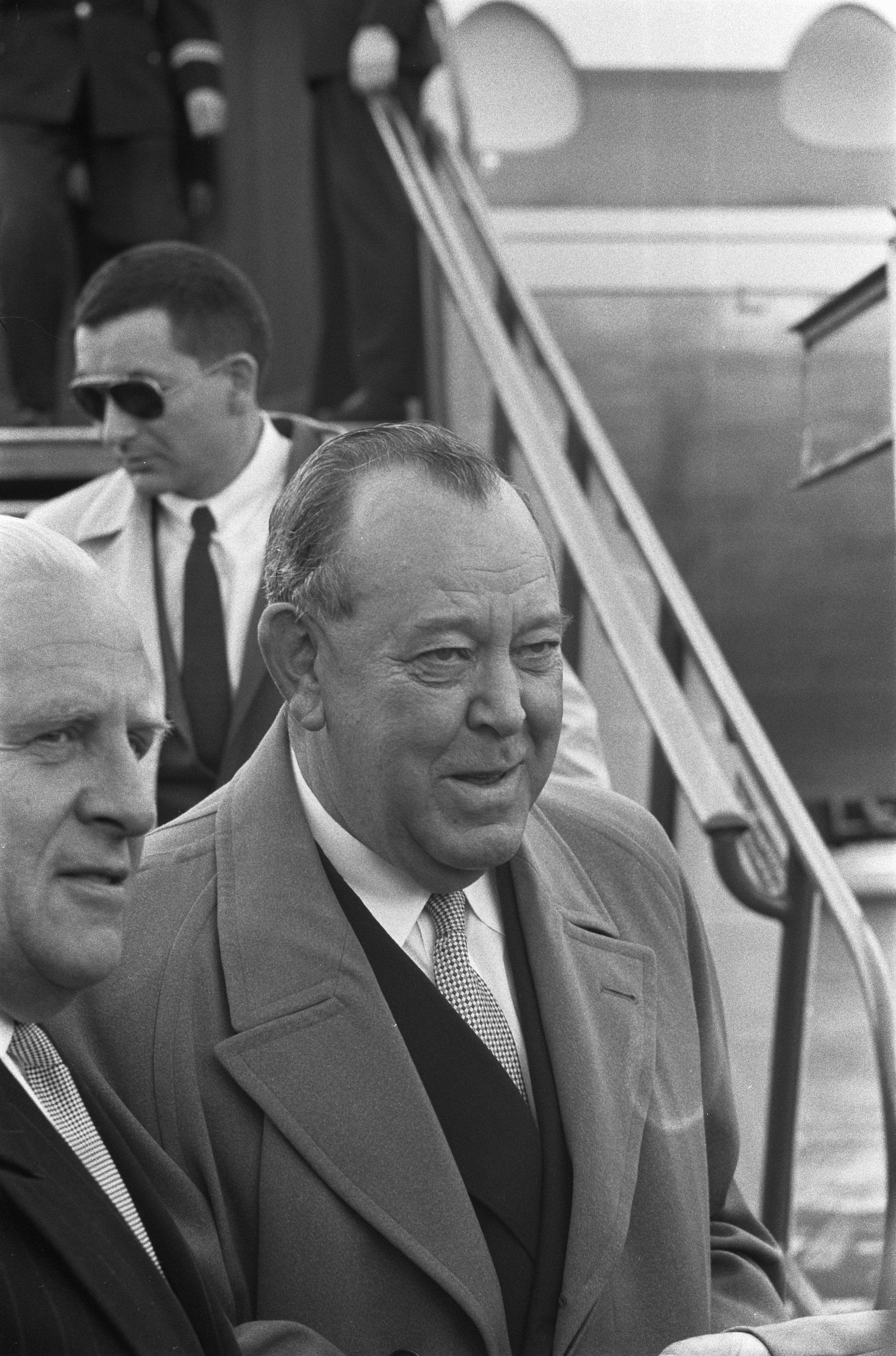
Trygve Lie (rechts), 1960

- 30. Dezember: Trygve Lie, norwegischer Politiker, Generalsekretär der Vereinten Nationen (* 1896)
- 31. Dezember: Carl Oscar Ahues, deutscher Schachspieler (* 1883)

### Tag unbekannt
- Rafael Alberto Arrieta, argentinischer Pädagoge, Schriftsteller und Übersetzer (* 1889)
- Manuel Gallinato, chilenischer Maler (* 1893)

## Wissenschaftspreise

### Nobelpreise
- Physik: Luis W. Alvarez
- Chemie: Lars Onsager

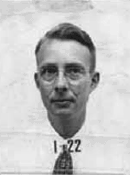
Luis Alvarez

- Medizin: Robert W. Holley, Har Gobind Khorana und Marshall W. Nirenberg
- Literatur: Yasunari Kawabata
- Friedensnobelpreis: René Cassin

### Turing Award
- Richard Hamming, für Numerische Methoden, code-erzeugende Systeme, fehlererkennende und fehlerkorrigierende Codes.

## Musik
- Johnny Cash nimmt am 13. Januar sein Album Live at Folsom Prison (live im Folsom-Gefängnis, Represa, CA) auf und erreicht den Zenit seiner Popularität. Das legendäre Album wird „Country Music Album of the Year“ und ist bis heute in seiner Form beinahe einzigartig (abgesehen von Cash’s zweitem Gefängnis-Album, das 1969 in San Quentin, CA, aufgenommen wurde).
- Die Band Deep Purple wird gegründet und ihr erstes Album Shades of Deep Purple erscheint.
- Massiel gewinnt am 6. April in London mit dem Lied La, la, la... für Spanien die 13. Auflage des Eurovision Song Contest
- Liste der Nummer-eins-Hits in Deutschland (1968)